# ثورة 17 تشرين الأول
ثورة 17 تشرين الأول أو الاحتجاجات اللبنانية 2019-2021، هي سلسلة من الاحتجاجات المدنية التي تجري في لبنان، والتي اندلعت في البداية بسبب الضرائب المخططة على البنزين والتبغ و‌المكالمات عبر الإنترنت على تطبيقات مثل واتساب،  لكن سرعان ما توسعت لتصبح إدانة على مستوى الدولة للحكم الطائفي،  ركود الاقتصاد، البطالة التي بلغت 46% في 2018،  الفساد الموجود في القطاع العام،  التشريعات التي يُنظر إليها على أنها تحمي الطبقة الحاكمة من المساءلة (مثل السرية المصرفية) وإخفاقات الحكومة في توفير الخدمات الأساسية مثل الكهرباء والمياه والصرف الصحي.
خلقت الاحتجاجات أزمة سياسية في لبنان، حيث قدّم رئيس الوزراء سعد الحريري استقالته وكرر مطالب المحتجين بتشكيل حكومة من المتخصصين المستقلين. بقي السياسيون الآخرون الذين استهدفتهم الاحتجاجات في السلطة. 
عرفت الثورة بشعارها الشهير الذي يدعو إلى إسقاط النظام: "كلن يعني كلن".

## خلفية

### الخلفية السياسية
وفقاً لمجلة ذي إيكونوميست، فإن الخلل الوظيفي وسوء الإدارة في لبنان، أحد أسباب الاحتجاجات، ترجع أصوله إلى النظام السياسي الطائفي في البلاد الذي تم تكريسه بعد اتفاق الطائف، الذي حدث في عام 1989، قبل ما يقرب من ثلاثين عامًا من بدء الاحتجاجات في 2019. يكرس اتفاق الطائف النظام السياسي القائم على الطائفة، حيث توزع السلطة السياسية على أساس الانتماء الديني للموظف العام. يُنظر إلى هذا النظام على أن السياسيين اللبنانيين الحاليين يستغلونه، وكثير منهم من أمراء الحرب الطائفيين في حقبة الحرب الأهلية اللبنانية الذين لا يزالون يشغلون مناصب في السلطة ويتمتعون بالعفو عن المساءلة. لبنان فسيفساء من مختلف الطوائف الدينية. وهي تتألف من 18 طائفة مختلفة. تضم المجموعات الدينية الثمانية عشر المعترف بها رسمياً أربع طوائف إسلامية و12 طائفة مسيحية والطائفة الدرزية و‌اليهودية.
ويعزى اندلاع الاحتجاجات إلى تراكم الأزمات في الأسابيع السابقة في لبنان. بادئ ذي بدء، في الشوف و‌السعديات، من بين أماكن أخرى، انتشرت الحرائق، وأضرمت المنازل المجاورة، وعرّضت الكثير من الناس للخطر. نتيجة لذلك، حُرق جزء كبير من المساحات الخضراء، وهو جانب من لبنان يفتخر به اللبنانيون. فشلت الحكومة اللبنانية في استخدام طائراتها لإخماد الحرائق واضطرت إلى الاعتماد على المساعدات القبرصية. علاوة على ذلك، ارتفعت أسعار كل من النفط والخبز وسط زيادة البطالة والفقر على الصعيد الوطني، حيث بلغت البطالة بين الشباب 37% والبطالة العامة بنسبة 25% اعتباراً من أغسطس 2019. ولما كانت كل هذه القضايا ناتجة عن غياب الحكم السليم، فقد عبّر اللبنانيون عن آرائهم بشأن الوضع السلبي.
علاوة على ذلك، واجه المواطنون اللبنانيون العديد من المشاكل في السنوات السابقة، انقطاع التيار الكهربائي منذ عام 1975، وبالتالي فإن الحصول على الكهرباء على مدار 24 ساعة في لبنان يعتمد منذ ذلك الحين على الحصول على صفقة مع «مافيا المولدات» في البلاد، التي تشغل حلقة من مولدات الكهرباء التي تعمل بالبنزين والتي تساهم في ارتفاع مستوى تلوث الهواء الملحوظ في المدن اللبنانية. لم يكن لدى لبنان أيضاً إمكانية الوصول إلى مياه الشرب إلا من خلال شراء المياه المعبأة من خلال شركات خاصة منذ الحرب الأهلية اللبنانية 1975-1990. أخيراً، يعاني البلد من قصور في البنية التحتية للصرف الصحي والصرف الصحي، مما أدى إلى «أزمة القمامة» عام 2015 التي أشعلت شرارة الاحتجاجات اللبنانية 2015.
قبل أيام من بدء الاحتجاجات، أدت سلسلة من حوالي 100 حريق غابات كبير في الشوف والخروب ومناطق لبنانية أخرى إلى نزوح مئات الأشخاص وإلحاق أضرار جسيمة بالحياة البرية اللبنانية. فشلت الحكومة اللبنانية في نشر معدات مكافحة الحرائق بسبب نقص الصيانة واضطرت إلى الاعتماد على مساعدات من الدول المجاورة مثل قبرص و‌الأردن و‌تركيا و‌اليونان.
بدأت الاحتجاجات بأعداد صغيرة حول بيروت في نهاية سبتمبر. كان الدافع وراء الحركة الثورية واضحاً قبل سنوات من بدء الاحتجاجات، وظهر في المشهد الفني والثقافي في لبنان، كما يتضح من أغنية الفنان الشعبي راغب علامة «طار البلد». في ديسمبر 2018 وأغنية مغني الروك وكاتب الأغاني عماد جاك كرن «شد حالك». في يونيو 2019.

### الخلفية الاقتصادية
منذ عام 1997، حافظت الحكومات المتعاقبة على سعر صرف ثابت بين الليرة اللبنانية و‌الدولار الأمريكي. ساءت التوقعات بشأن الاقتصاد اللبناني خلال العقد الأول من القرن الحادي والعشرين، وبحلول عام 2019، وصل نصيب الفرد من الناتج المحلي الإجمالي إلى أدنى مستوياته منذ عام 2008 ووصلت نسبة الدين العام إلى الناتج المحلي الإجمالي إلى أعلى مستوياتها منذ عام 2008 عند 151%. ونتيجةً لذلك، خفضت وكالات التصنيف الائتماني الدولية تصنيف السندات الحكومية. أدى الجمع بين الانكماش الاقتصادي في الدولة المعتمدة على الاستيراد مع استمرار ربط عملتها بالدولار إلى زيادة عجز ميزانية الحكومة والاعتماد على استخدام احتياطي النقد الأجنبي من البنك المركزي للدولة للحفاظ على ربط العملة. أثر النقص اللاحق في الدولار في أواخر عام 2019 على الاقتصاد، حيث أصبحت شركات الاستيراد والمواطنين غير قادرين على الحصول على الدولار بالسعر الرسمي وظهرت سوق سوداء. استجابت الحكومة الائتلافية بقيادة سعد الدين الحريري ببرنامج تقشف لزيادة الضرائب العامة وخفض الإنفاق، بهدف تقليص العجز الحكومي مع الحفاظ على الارتباط بالدولار الأمريكي. كان تخفيض العجز الوطني شرطاً لحزمة قروض بقيمة 10.2 مليار دولار و860 مليون دولار من المنح المتفق عليه في 2018 مع البنك الدولي و‌البنك الأوروبي لإعادة البناء والتنمية و‌المملكة العربية السعودية.
في الأول من أكتوبر، أعلن مصرف لبنان عن إستراتيجية اقتصادية وعدت بتوفير الدولارات لجميع تلك الشركات العاملة في مجال استيراد القمح والبنزين والأدوية، حتى تتمكن من مواصلة استيرادها. وقد اعتبر المحللون الاقتصاديون هذا حلاً قصير المدى.
في جلسة مجلس الوزراء التي عقدت في 17 أكتوبر، اقترحت الحكومة استراتيجيات لزيادة إيرادات الدولة لعام 2020. كان هناك 36 بنداً يجب مناقشتها، بما في ذلك زيادة ضريبة القيمة المضافة (VAT) على الكماليات إلى 15%، وزيادتها تدريجياً إلى 15% على باقي الأصناف الخاضعة للضريبة، على أن يُطبق نصف هذه الزيادة في عام 2021 ونصفها الآخر في عام 2022. بالإضافة إلى ذلك، ذكرت وسائل الإعلام أن هناك خططاً بتكلفة 0.20 سنتاً أمريكياً على مكالمات الصوت عبر الإنترنت (VoIP)، مثل تلك التي يتم إجراؤها على فيس تايم و‌فيسبوك و‌واتساب. وكان من المقرر عقد الجلسة الأخيرة لمشروع الموازنة في 19 أكتوبر، لكنها ألغيت بموافقة رئيس الوزراء سعد الحريري و‌الرئيس ميشال عون.

## احتجاجات 2019

### البداية

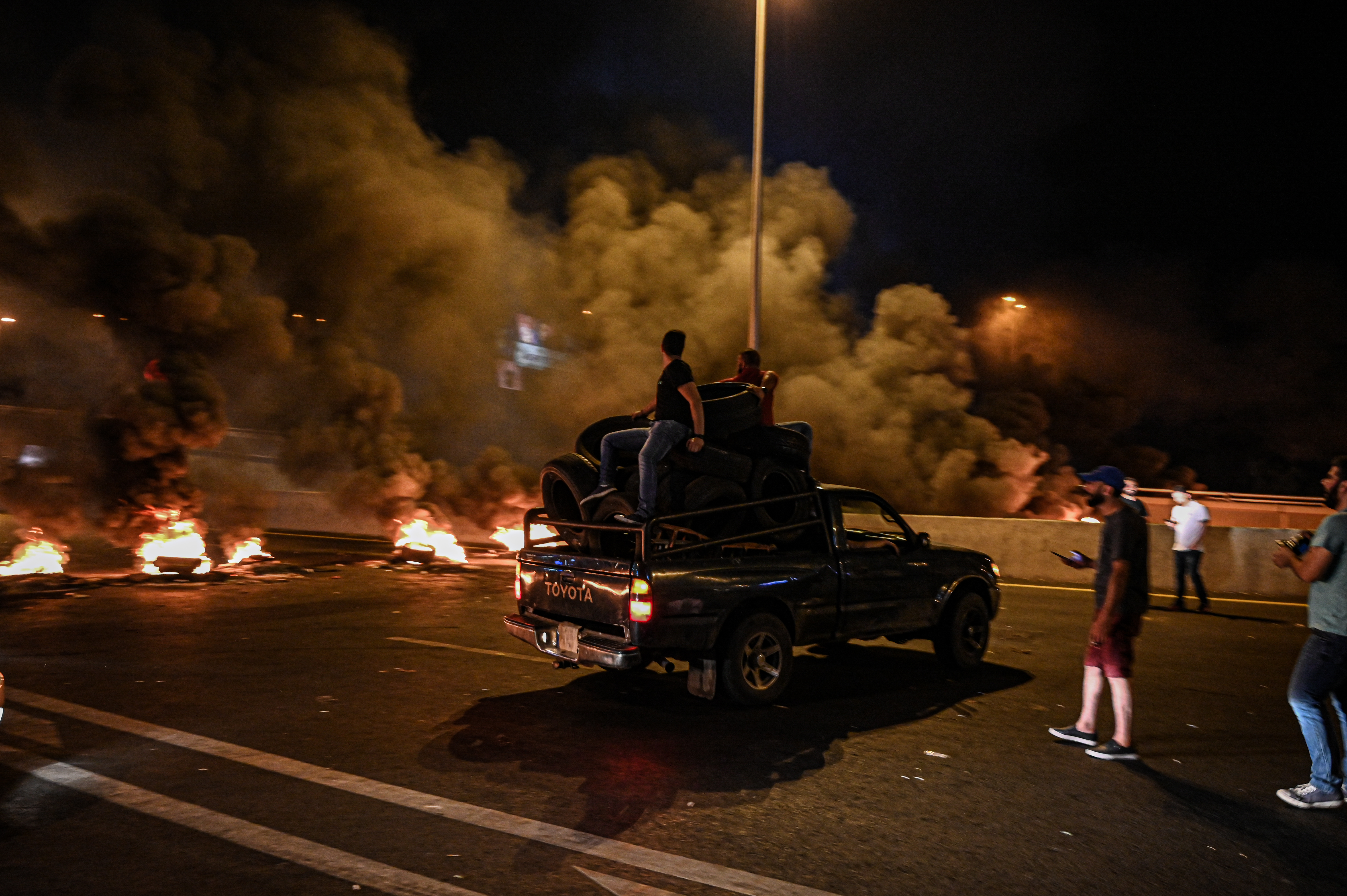
احتجاجات في أنطلياس، في وقت متأخر من ليلة 17 أكتوبر.

17 أكتوبر: في ليلة الخميس، 17 أكتوبر، كان هناك مائة ناشط مدني تقريباً يحتجون على الضرائب الجديدة المقترحة أثناء وجودهم في وسط المدينة وحولها، مما يسد الشوارع الهامة جداً التي تربط بين غرب وشرق بيروت. كان وزير التعليم العالي أكرم شهيب وموكبه يمرون بالقرب من المنطقة فقام المتظاهرون باعتراض سيارة الوزير، حيث أطلق أحد حراسه الشخصيين طلقات رصاص طائشة في الهواء، مما أثار غضب المتظاهرين، على الرغم من عدم الإبلاغ عن وقوع إصابات. تجدر الإشارة إلى أن الوزير عضو في الحزب التقدمي الاشتراكي (PSP) في لبنان، وبالتالي قام رئيس الحزب بالتغريد بأنه «تحدث إلى الوزير وطلب تسليم الحراس الشخصيين للموكب إلى الشرطة»، كما نحن جميعاً «بموجب القانون».
بدأ عدد أكبر من المتظاهرين الظهور في ساحة الشهداء، ساحة النجمة، شارع الحمراء، وكذلك في العديد من المناطق الأخرى في جميع أنحاء لبنان. حدد رئيس الوزراء سعد الحريري اجتماع مفاجئ لمجلس الوزراء، بناءً على طلب من الرئيس ميشال عون. وفي ظهر اليوم التالي 18 أكتوبر، ازدادت الاحتجاجات وحشية. أعلن وزير التعليم العالي أكرم شهيب أن جميع المدارس والجامعات، العامة أو الخاصة، ستظل مغلقة في 18 أكتوبر. ألغى وزير الاتصالات اللبناني محمد شقير فكرة وضع ضريبة على الواتساب (WhatsApp tax) في حوالي الساعة 11 مساءً يوم الخميس 17 أكتوبر.
18 أكتوبر: قام المتظاهرون في النبطية و‌طرابلس بتخريب مكاتب ‌حركة أمل والأحزاب السياسية التابعة للتيار الوطني الحر في تعبير عن خيبة الأمل والاحتجاج على فساد الحكومة. وتهدف متظاهرون آخرون إلى دخول السراي، الذي يشمل مبنى البرلمان اللبناني، لكن تم إيقافهم باستخدام الغاز المسيل للدموع من قوات الأمن الداخلي. أنشأ المتظاهرون حواجز على الطرق الرئيسية في البلاد، مستخدمين الإطارات المحترقة وعلب القمامة لمنع الوصول. أعلن موظفو الخدمة المدنية عن إضراب ذو تأثير فوري من خلال رابطة موظفي القطاع العام، بحجة أن الإصلاحات المقترحة «ستقوض حقوق الموظفين والمتقاعدين على وجه الخصوص». كان من المقرر عقد اجتماع لمجلس الوزراء في فترة ما بعد الظهر، لكن وزراء القوات اللبنانية أعلنوا أنهم لن يحضروا. دعا زعيم القوات، سمير جعجع، إلى استقالة رئيس الوزراء، بسبب «الفشل الذريع في وقف تدهور الوضع الاقتصادي للبلد». بعد هذا الإعلان، تم إلغاء اجتماع مجلس الوزراء من قبل رئيس الوزراء. دعا زعيم الحزب التقدمي الاشتراكي، وليد جنبلاط، إلى تحرك «هادئ وسلمي» ضد ولاية الرئيس ميشال عون، ونظم تجمعات في عاليه، بحمدون، و‌بعقلين للتعبير عن آرائهم. أعرب بيير عيسى من الكتلة الوطنية عن رأي مشابه، حيث دعا إلى «حكومة من المتخصصين، حكومة منعت عن السلامة العامة». ومع ذلك، انتقد تورط الأحزاب السياسية في الاحتجاجات وقال إنه يجب أن يظل شيئًا يفعله المواطنون. في المساء، ألقى رئيس الوزراء سعد الحريري خطابا للأمة، حيث أعطى «شركاؤه في الحكومة» 72 ساعة لدعم الإصلاحات. إذا لم يتوصلوا إلى اتفاق، اقترح أنه سيتخذ «نهج مختلفة». كما نشر تغريدة على تويتر «72 ساعة...» مباشرة بعد خطاب ألقاه.

### الأسبوع الأول
19 أكتوبر: قُتل المواطن اللبناني حسين العطار بالرصاص خلال مظاهرة. أطلق الحراس الشخصيون للنائب السابق مصباح الأحدب النار على المتظاهرين، ولم يُقتل أحد، لكن أربعة أصيبوا. خاطب الأمين العام لحزب الله، حسن نصر الله، الشعب في الصباح، متحدثاً عن الضرائب المفروضة. ومع ذلك، أشار إلى أن حزب الله كان ضد الحكومة المستقيلة، وبدلاً من ذلك، طلب من المواطنين تحويل اللوم من حكومة الحريري إلى الحكومة السابقة، والتي كانت أيضًا مسؤولة عن حالة الاقتصاد. مع استمرار الاحتجاجات على مدار اليوم، وردت أنباء عن قيام مجموعات من حركة أمل بمضايقة وفتح النار على المتظاهرين في صور.
نظمت الاحتجاجات حول المدن الأوروبية الكبرى، وكذلك في أمريكا الشمالية وأستراليا، مما أظهر تضامنًا مع المحتجين في لبنان. بسبب الضغط المتزايد من المحتجين، أعلنت القوات اللبنانية استقالتها من مجلس الوزراء. وكان سمير جعجع، زعيمهم، قد ألقى اللوم في السابق على خصومه لـ «عرقلة الإصلاحات الضرورية»، لكنه أعلن منذ ذلك الحين «عدم ثقته في الحكومة الحالية». حصل حزبه على أربعة مقاعد في الحكومة: وزير العمل كميل أبو سليمان، ووزير التنمية الإدارية مي شدياق، ونائب رئيس الوزراء غسان حاصباني، ووزير الشؤون الاجتماعية ريتشارد كويومجيان.

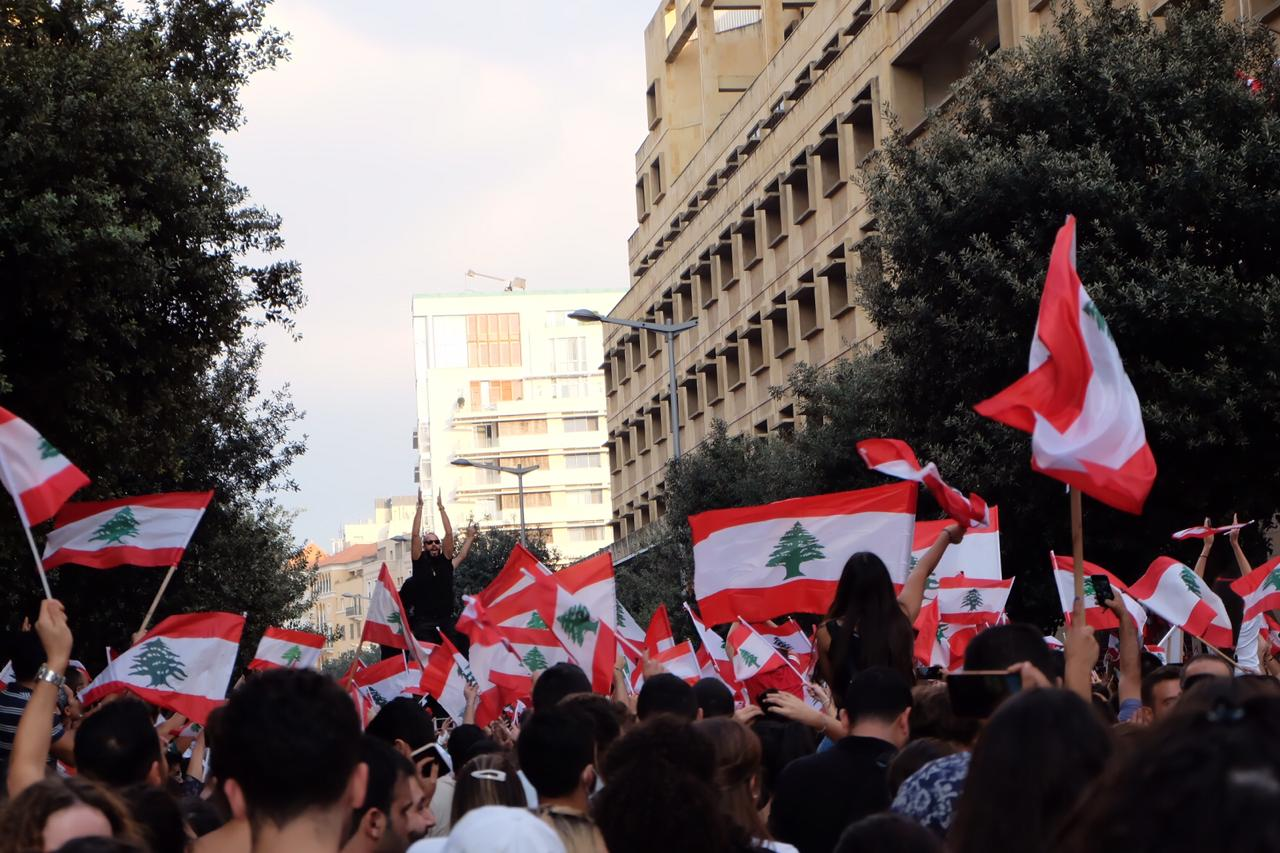
ساحة رياض الصلح، بيروت، في 20 أكتوبر.

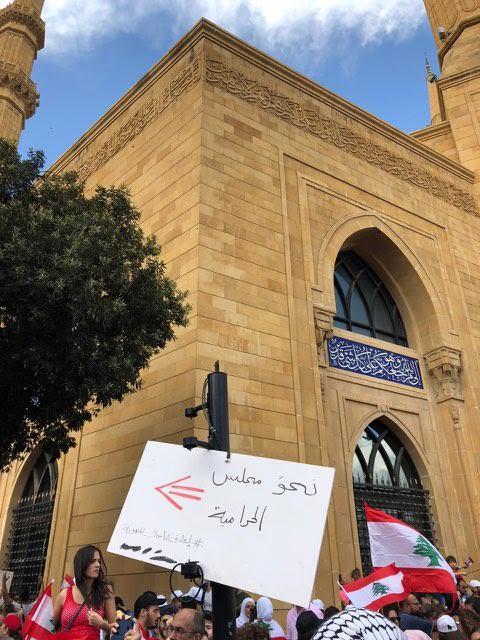
لافتة عقدت خلال الاحتجاج اللبناني تظهر استنكار الحكومة اللبنانية "برلمان اللصوص"، بيروت. 20 أكتوبر 2019.

20 أكتوبر: تجمع مئات الآلاف من المتظاهرين في أماكن في جميع أنحاء البلاد، مما يجعلها أكبر المظاهرات منذ عام 2005.
21 أكتوبر: تم استدعاء إضراب عام في جميع أنحاء البلاد للمطالبة بإنهاء المشاكل الاقتصادية في البلاد. استمرت الاحتجاجات في جميع أنحاء البلاد، لكن بعض المتظاهرين بدأوا في إزالة حطام المظاهرات في بيروت، بعد دعوة وسائل التواصل الاجتماعي للحفاظ على الشوارع نظيفة وواضحة.
في فترة ما بعد الظهر، تم عقد اجتماع طارئ لمجلس الوزراء، والذي اتخذ تدابير اقتصادية تهدف إلى: خفض العجز، وخفض أجور السياسيين إلى النصف، وتقديم مساعدة مالية لأولئك الذين يعانون من الفقر. اقترح الرئيس الحريري أنه قد يستقيل إذا لم يتم إقرار الإجراءات. ومع ذلك، رفض المتظاهرون الإصلاحات بعد خطاب ألقاه الحريري، ووصفوا حكومته بأنها «لصوص» وقالوا أن الإصلاحات أكدت أن الحكومة قد أساءت معاملتهم لعدة عقود.
في الليل، حاول العديد من راكبي الدراجات النارية ممن يرفعون أعلام حزب الله وحركة أمل التسلل إلى الاحتجاجات في بيروت، لكن الجيش اللبناني تمكن من إحباط محاولتهم. بعد بضع دقائق، نفى حزب الله وحركة أمل تورطهما في هذا الحادث.
22 أكتوبر: التقى الحريري بسفراء الولايات المتحدة، روسيا، فرنسا، المملكة المتحدة، ألمانيا، إيطاليا و‌الاتحاد الأوروبي، إلى جانب ممثلين من الصين و‌الأمم المتحدة و‌جامعة الدول العربية. ناقش الحريري الإصلاحات المخطط لها وشدد على أهمية التعبير السلمي عن المحتجين. أعرب الممثلون، الذين يشكلون فريق الدعم الدولي للبنان، عن دعمهم للإصلاحات الاقتصادية وحماية المتظاهرين، لكنهم حثّوا قادة لبنان على الدخول في حوار مفتوح مع مواطني البلاد.

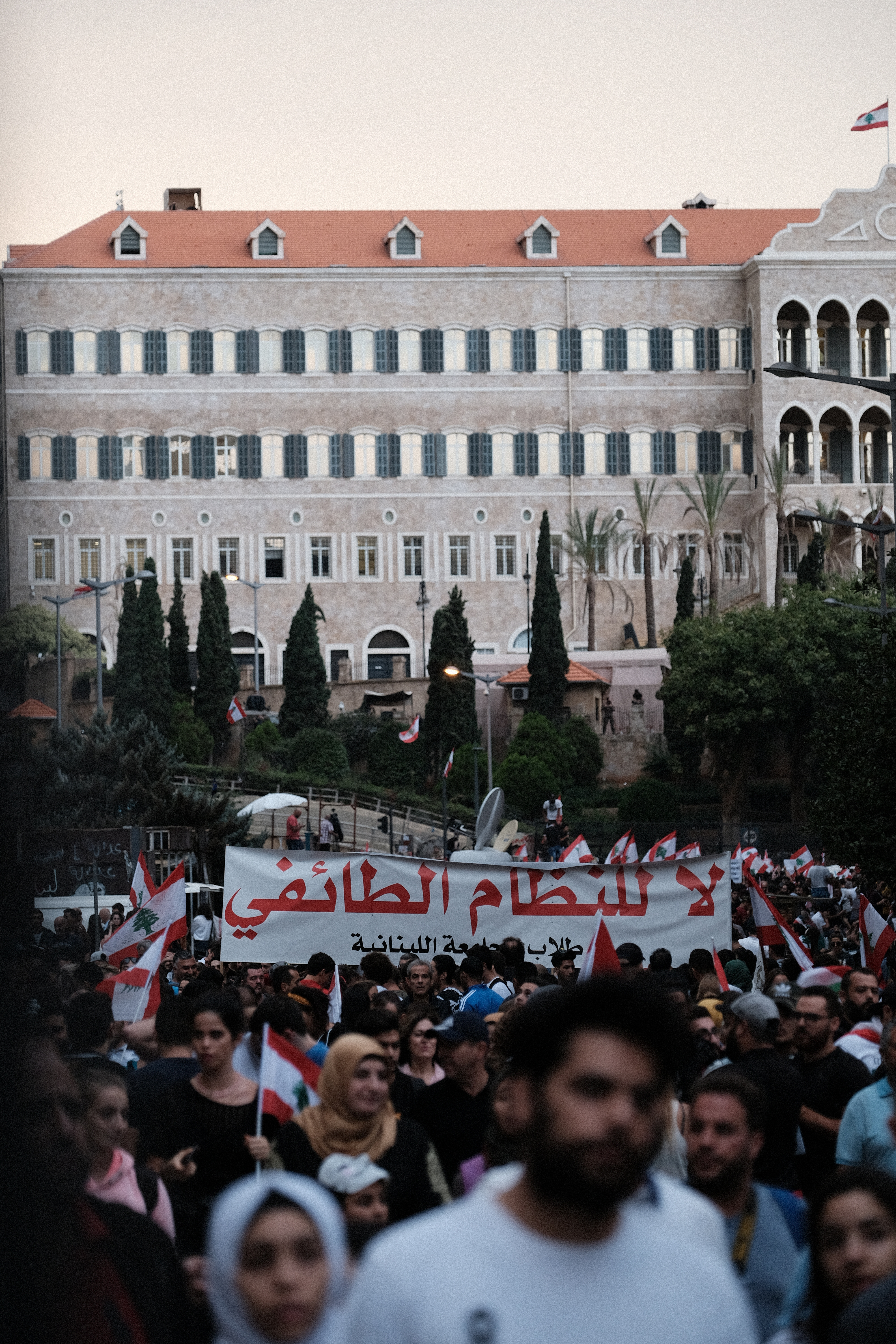
متظاهرون أمام السراي الكبير، بيروت، يحملون لافتة مكتوب عليها «لا للنظام الطائفي». 23 أكتوبر 2019

23 أكتوبر: عقد الحريري اجتماعاً مع اللجنة الوزارية المكلفة بالإصلاحات المالية والاقتصادية، وناقش مشروع قانون بشأن استرداد الأموال العامة وطلب اقتراحات بشأنها من مجلس القضاء الأعلى في غضون عشرة أيام. في المساء، عقد الحريري أيضاً اجتماعاً مع أعضاء الحزب التقدمي الاشتراكي لمناقشة آخر التطورات في البلاد. دعا الشيخ عقل، من الطائفة الدرزية اللبنانية، إلى إجراء حوار حكومي لحماية حقوق الحرية والأمن والاستقرار.
24 أكتوبر: خاطب الرئيس ميشال عون الشعب، مُبدياً استعداده لإجراء حوار مع المتظاهرين وإيجاد أفضل الحلول للمضي قدماً. لقد دعم إصلاحات الحريري، لكنه أكد على الحاجة إلى «مراجعة الحكومة الحالية» داخل «مؤسسات الدولة»، وليس من خلال الاحتجاج. أيّد الحريري هذه المراجعة من خلال «الآليات الدستورية» في لبنان، لكن المتظاهرين رفضوا أي دعوات للحوار حتى استقالة الحكومة.
اندلعت مشاجرات صغيرة في وسط بيروت بين المتظاهرين وأنصار حزب الله، لكن أصيب متظاهر واحد فقط.
وضع تقرير صادر عن شركة الخدمات المالية ستاندرد آند بورز، تصنيفات لبنان على «ائتمان الساعة السلبية» بسبب تدني الجدارة الائتمانية والضغوط الاقتصادية المتعلقة بالإصلاحات. بقيت بنوك البلاد مغلقة بسبب المخاوف من السلامة.

### الأسبوع الثاني
25 أكتوبر: استمرت الاحتجاجات في 25 أكتوبر، على الرغم من دعوات الرئيس ميشيل عون للحوار، وقطع الطرق الرئيسية والدعوة إلى الاستقالة الجماعية للحكومة. أنصار حزب الله اشتبكوا مرة أخرى مع المحتجين في وسط بيروت، وهم يهتفون لدعم الأمين العام لحزب الله، حسن نصر الله.
ألقى نصر الله كلمة في المساء، داعياً أنصاره إلى مغادرة الشوارع. في هذا الخطاب، أثنى على المتظاهرين لتحقيقهم إصلاحات اقتصادية، لكنه اقترح أن لا يتم استغلالهم من قبل العملاء المحليين والأجانب لبدء حرب أهلية داخل البلاد.
26 أكتوبر: تم عقد اجتماع أمني في اليرزة لمناقشة كيفية ضمان سلامة وحرية حركة المتظاهرين.
انتقد زعيم القوات اللبنانية سمير جعجع عدم استجابة الحكومة لمخاوف المحتجين.

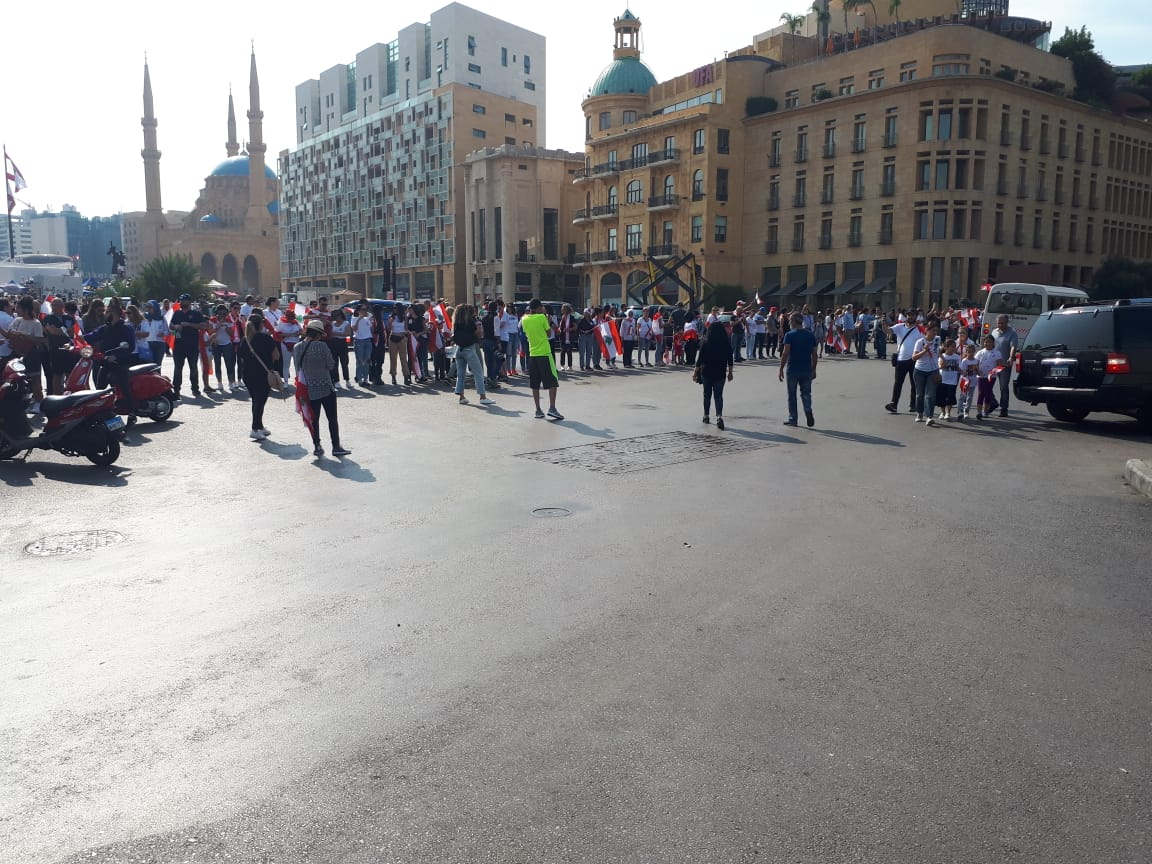
جزء من السلسلة البشرية في ساحة الشهداء.

27 أكتوبر: استأنف المحتجون الاحتجاج في 27 أكتوبر، بينما اعتبر البطريرك الماروني بشارة بطرس الراعي خلال خطبة الأحد في بكركي أن الناس يعيشون ثورتهم الإيجابية والإصلاحية. بالإضافة إلى ذلك، شارك ما يقدر بنحو 170.000 شخص بنجاح في سلسلة بشرية تم عقدها على الساحل من مدينة طرابلس الشمالية إلى مدينة صور الجنوبية - على امتداد 171 كم. تم تنظيم هذا مع خطة لإظهار وحدة الشعب اللبناني من مختلف المناطق والطوائف الدينية. خاطب البابا فرنسيس الشعب اللبناني معرباً عن كفاحه في مواجهة التحديات والمشاكل الاجتماعية والأخلاقية والاقتصادية للبلد. معرباً عن صلواته حتى يتمكن لبنان من الاستمرار في أن يكون مكانا للتعايش السلمي. حث الحكومة اللبنانية على الاستماع إلى اهتمامات الشعب.
29 أكتوبر: رئيس الوزراء سعد الحريري يعلن استقالته في خطاب مُتلفز.
بعد عدة ساعات من استقالة رئيس الوزراء، اجتاحت الاحتفالات الشعب مع ترحيب المتظاهرين بحذر بالاستقالة التي تم الاحتفال بها من خلال الألعاب النارية، والأغاني، وإطلاق البالونات الملونة التي ترفع العلم.
30 أكتوبر: في مساء يوم 30 أكتوبر، استؤنفت الاحتجاجات في جميع أنحاء لبنان مع إغلاق عدد من الطرق الرئيسية مرة أخرى. تم إطلاق الغاز المسيل للدموع على المتظاهرين في محافظة عكار من قِبَل الجيش اللبناني في محاولة لإعادة فتح الطرق. كما أغلق المتظاهرون الطرق في مدينة صيدا الجنوبية ووادي البقاع. في وسط بيروت، قام عشرات المتظاهرين بإغلاق «الجسر الدائري» بينما عاد حشد كبير إلى ساحة النور في طرابلس للاحتجاج. تدخل الجيش اللبناني في العديد من المناطق لمنع التصعيد.
في وقت لاحق من ذلك المساء، قال بيان صادر عن المكتب الرئاسي إن الرئيس اللبناني ميشال عون سوف يخاطب الشعب في اليوم التالي في 31 أكتوبر.
31 أكتوبر: في مساء يوم 31 أكتوبر، الرئيس اللبناني ميشال عون ألقى خطابًا تحدث فيه عن الأزمة الاقتصادية والمالية الحالية التي تشهدها البلاد. كما تحدث عن التزامه بمكافحة الفساد وضمان الاستقرار السياسي والقضاء على الإرهابيين وعودة اللاجئين السوريين داخل البلاد. كما وعد بأن الحكومة الجديدة ستتألف من متخصصين بدلاً من الموالين السياسيين.
خرج المتظاهرون إلى الشوارع وسدوا الطرق في جميع أنحاء البلاد فورًا تقريبًا بعد خطاب الرئيس ميشال عون للشعب، مطالبين بإجراء انتخابات برلمانية مبكرة وتشكيل حكومة تكنوقراطية. أغلق المتظاهرون الطرقات في مدن البلاد -بما في ذلك صيدا والبقاع وخلده- بإطارات محترقة أو بسبب الحجم الهائل للمتظاهرين. في طرابلس، بدأ الآلاف من المتظاهرين يتجمعون في ساحة النور، بينما في بيروت، قام المتظاهرون بقطع طريق جورج حداد السريع الذي يربط طريق الواجهة البحرية بـ «الجسر الدائري». تم نشر الجيش اللبناني وشرطة مكافحة الشغب في جميع أنحاء البلاد في محاولة لإعادة فتح الطرق.

### الأسبوع الثالث
1 نوفمبر: كما امتدت الاحتجاجات إلى ثلاثة أسابيع، أعلن حسن نصر الله ببيان عام في 1 نوفمبر أن حزب الله يخشى من سقوط الحكومة، نظراً لما يترتب على ذلك من «فراغ». صرّح نصر الله «ليس هناك وقت كانت فيه المقاومة قوية أكثر من اليوم»، في لبنان، وادعى أنه من المرجح تعيين رئيس وزراء جديد في الأيام التالية من 1 نوفمبر. ومع ذلك، لم يبدأ حزب الله بعد العملية الرسمية لتوجيه رئيس وزراء جديد، اعتبارًا من 4 نوفمبر. خطاب حزب الله في 1 نوفمبر قدم تناقضًا كبيرًا حول ما إذا كانوا يدعمون أو يرفضون الثورة على مستوى الدولة.
مع بقاء الجامعات اللبنانية مغلقة، يتم تقديم المناهج والمناقشات العامة.

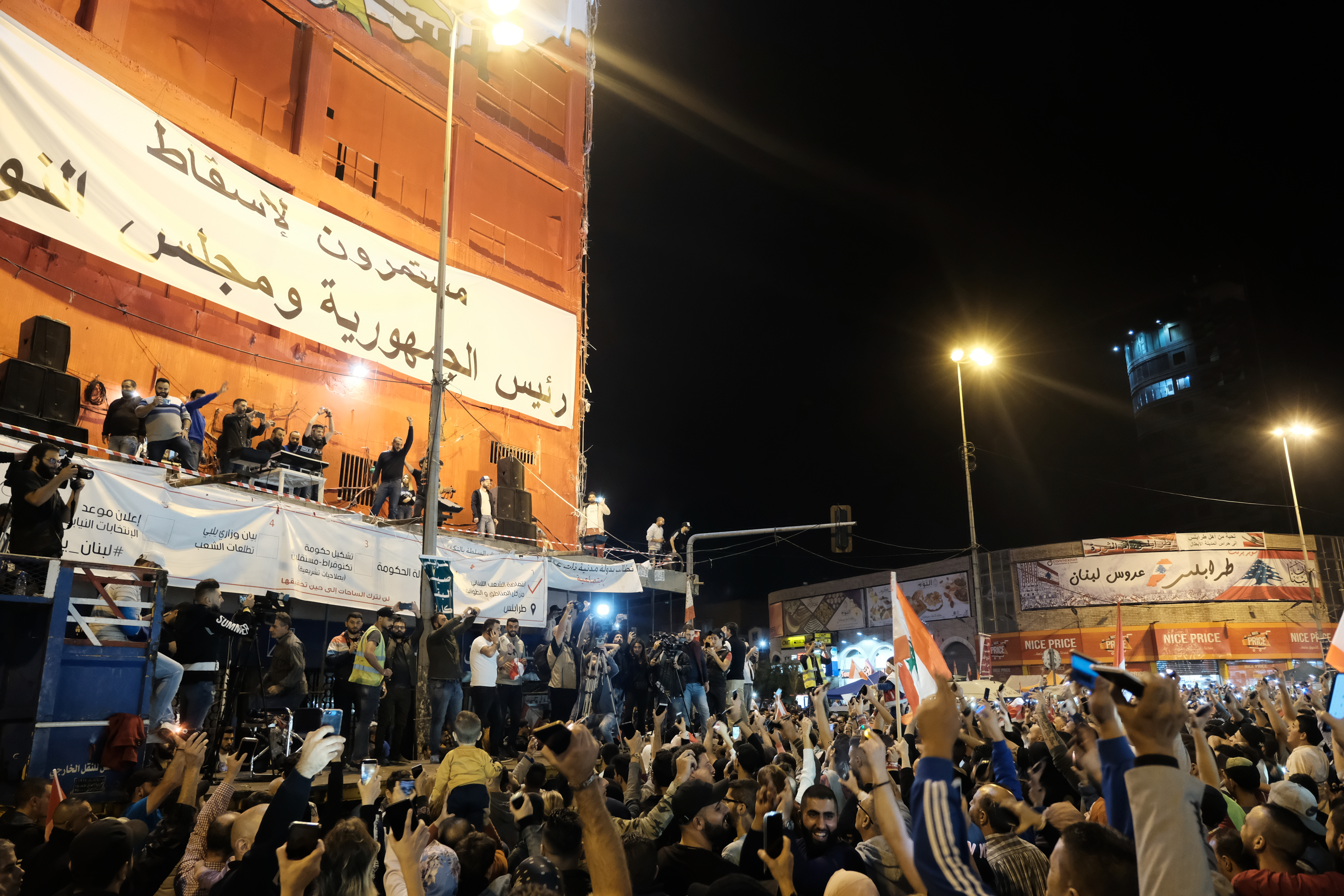
الاحتجاج في طرابلس، لبنان، المدينة التي تم الاعتراف بها كمصدر رئيسي للطاقة للحركة الاحتجاجية. 2 نوفمبر 2019.

3 نوفمبر: خلال ظهر يوم 3 نوفمبر، توافد مؤيدو التيار الوطني الحر بالآلاف على القصر الرئاسي للمساندة، حيث أدلى جبران باسيل ببيان شخصي لأول مرة منذ أكثر من 13 يوماً. ادعى باسيل «يجب علينا إغلاق الطرق للنواب الذين يرفضون قوانين مكافحة الفساد والسياسيين الذين يفلتون من المساءلة والقضاة الذين لا يطبقون القانون». كما طالب برفع السرّية المصرفية عن حسابات المسؤولين السياسيين والإصرار على المساءلة، فضلاً عن إعادة الأموال التي سُرقت سياسياً.
في فترة ما بعد الظهر، غمر عشرات الآلاف من المتظاهرين المناهضين للحكومة الشوارع في جميع أنحاء لبنان في «أحد وحدة». المتظاهرون تجمعوا ليوم الأحد الثالث على التوالي منذ بدء المظاهرات الحاشدة المناهضة للحكومة يوم 17 أكتوبر، وملء الشوارع والساحات المركزية في المدن الكبرى بما في ذلك بيروت، طرابلس وصور. أغلقت العشرات من الطرق الرئيسية بالإطارات المحترقة وأتربة الرمال والكم الهائل من المحتجين، على الرغم من التهديد المستمر بالعنف من المعارضة السياسية. كانت أعمال العنف من المنافسين الحزبيين تدور حول لبنان، مثل الهجمات على المتظاهرين في بيروت التي تغلق الطرق العامة. ويُعتقد أن المهاجمين في بيروت ينتمون لحزب الله.
4 نوفمبر: نُظِمت وقفة احتجاجية في ضوء الشموع في بعلبك في ذكرى الذين لقوا حتفهم في الاحتجاجات اللبنانية،  في حين استمرت التوترات الجسدية بسبب إغلاق الطرق في بيروت.
5 نوفمبر: وصل الاحتجاج إلى يوم الثورة العشرين. في حين أعيد فتح العديد من المدارس في جميع أنحاء لبنان مؤخرًا، كان العديد من الطلاب لا يلينون في جهودهم الاحتجاجية. شارك بعض طلاب الجامعة الأمريكية للعلوم والتكنولوجيا في بيروت في الاحتجاج، وقابلهم اشتباكات قاسية من جنود القوات المسلحة اللبنانية. سجّل الطلاب تهديداً لفظياً للمديرية العامة للأمن العام، وهم يصرخون «أخمد هاتفك قبل كسره». تم اعتقال متظاهر واحد خارج الجامعة.
قام المتظاهرون في النبطية بإغلاق شركات مثل أوجيرو ولبنان بوست و‌مصرف لبنان والعديد من البنوك على الرغم من المعارضة السياسية الشديدة للمتظاهرين في هذه المنطقة. تعرضت البنوك في بيروت، وكذلك بعض شركات الكهرباء في المدينة للضغوط من قبل المحاميين، وبالتالي تم إغلاقها. كان على المتظاهرين في بيروت الاعتماد على المولدات الكهربائية الخاصة بعد إغلاق المحطات الكهربائية في المدينة. تم توثيق المتظاهرين وهم يلقون الحجارة والزجاجات على مباني الشركة الكهربائية، مُحبطين من عقود من القوة غير المناسبة وانقطاع التيار الكهربائي.
6 نوفمبر: في الصباح الباكر من يوم 6 نوفمبر، أحتجّ الآلاف من الطلاب في جميع أنحاء لبنان أمام الجامعات والمدارس يرفضون حضور الفصول الدراسية حتى يتم تلبية مطالبهم الدراسية.
في فترة ما بعد الظهر، بدأ المتظاهرون في الكثرة تدريجياً في جميع أنحاء لبنان وبدأوا في الاحتجاج من قبل الآلاف أمام المؤسسات الحكومية والخاصة الرئيسية وأجبروا بعضهم على إغلاق أبوابهم.

### الأسبوع الرابع
9 نوفمبر: قيل إن سياسات تقنين الدولار التي تطبقها البنوك اللبنانية معرّضة لخطر التسبب في نقص كبير وارتفاع الأسعار في البنزين والمواد الغذائية وغيرها من الإمدادات الحيوية. سليمان هارون، رئيس نقابة المستشفيات اللبنانية، قال إن المخزونات الطبية في البلاد «لن تستمر لأكثر من شهر» ما لم يتم إيجاد حل. خلال عطلة نهاية الأسبوع، انتشرت أخبار الدورة التشريعية البرلمانية المزمع عقدها في 12 نوفمبر والتي ستشمل قانون العفو العام المقترح، والذي يمكن أن يمنح الأعضاء الحاليين والسابقين الحماية من المقاضاة على جرائم مثل الفساد وإساءة استخدام الأموال العامة. رداً على ذلك، دعا المتظاهرون إلى تنظيم إضراب عام في نفس اليوم، ونشروا قائمة من المطالب التي تضمنت تعزيز الضمانات لمحاكمة سريعة، والعمل على إيجاد حل للأزمة الاقتصادية، وضمان استقلال القضاء والتحقيق في سوء استخدام الأموال العامة.

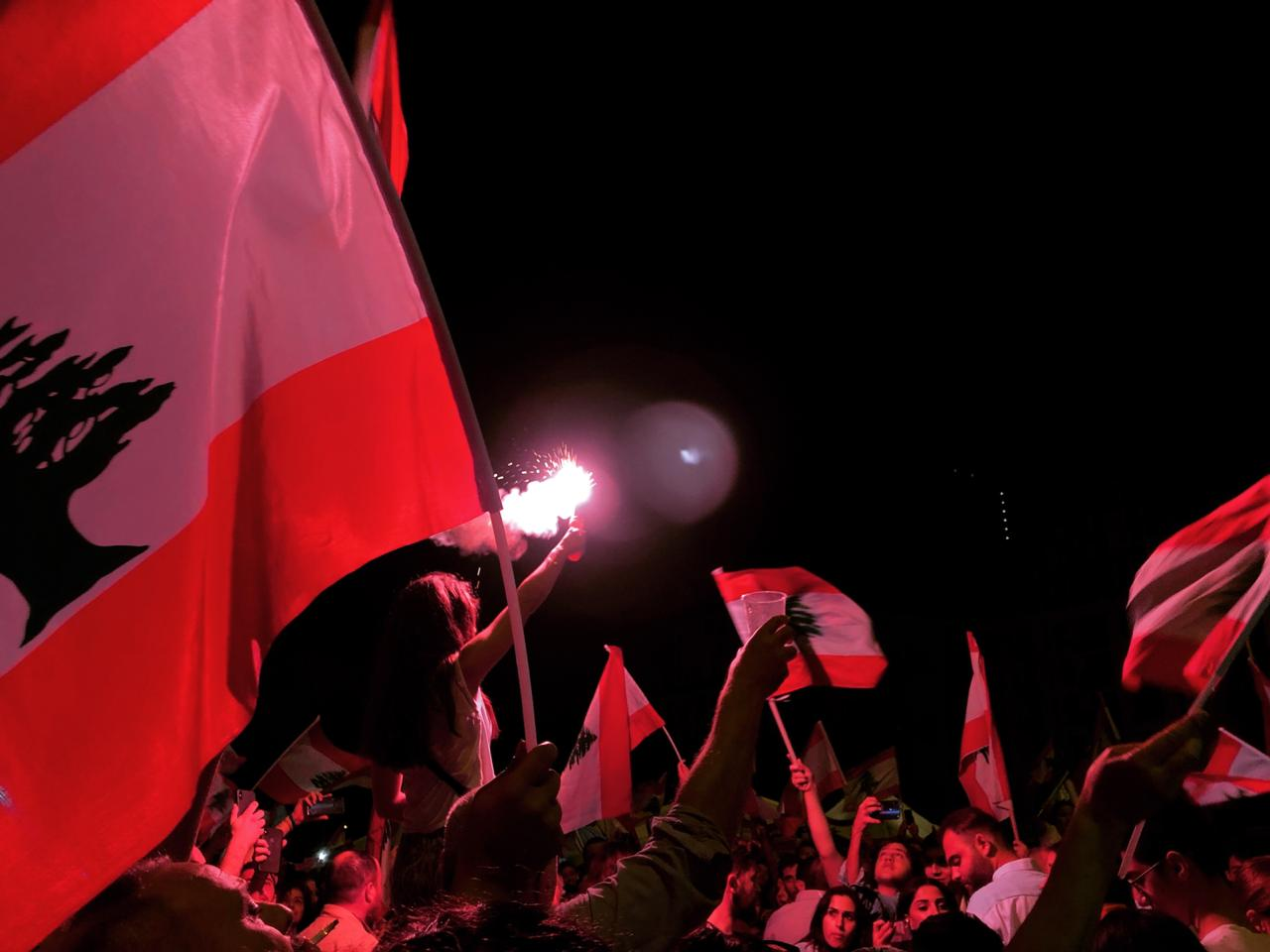
توهج يضيء الضوء في مجموعة من المتظاهرين. بيروت، 10 نوفمبر 2019

11 نوفمبر: دعا الاتحاد اللبناني لنقابات عمال المصارف إلى إضراب عام لأعضائه البالغ عددهم 11000 بسبب «مخاوف تتعلق بالسلامة». هذا الإضراب لم يسبق له مثيل في تاريخ البلاد وتأثيره غير واضح. لم يتم تحديد تاريخ انتهاء للإضراب، وقد يكون الإغلاق العام لجميع البنوك اللبنانية هو النتيجة. رياض سلامة حاكم البنك المركزي اللبناني (مصرف لبنان) عقد مؤتمراً صحفياً نفى فيه إمكانية السيطرة على رأس المال على الاقتصاد اللبناني، مؤكداً أن «حلاقة» الحسابات الكبيرة ليست إمكانية، وكرر أن أولوية البنك المركزي تبقى على الاستقرار الاقتصادي والثقة بالليرة اللبنانية. عندما سئل عن إضراب اتحاد موظفي البنك الذي أعلن في وقت سابق من اليوم، ادّعى سلامة أنه لم يسمع به بعد. بعد دقائق قليلة من مؤتمر رياض سلامة الصحفي، رئيس البرلمان نبيه بري ظهر على الهواء مباشرة للإعلان عن تأجيل الجلسة البرلمانية لليوم التالي حتى 19 نوفمبر 2019، ربما كرد فعل على الاحتجاجات التي دعت خلال عطلة نهاية الأسبوع ضد مشروع قانون العفو العام المقترح الذي كان من المقرر مناقشته. أدّعى بري أن التأجيل كان «لأسباب أمنية». في فترة ما بعد الظهر، ألقى الأمين العام لحزب الله حسن نصر الله كلمة ألقى فيها مبادرات قوية تجاه تحقيق في الفساد يقوده القضاء اللبناني، وعرض على حزب الله التعاون بشكل كامل مع أي تحقيق من هذا القبيل ودعا إلى «قضاء قوي ومستقل» ل التحقيق على قدم المساواة مع جميع الأطراف اللبنانية دون تحفظ.
12 نوفمبر: أرسل رئيس مجلس النواب نبيه بري لرئيس الوزراء المستقيل سعد الحريري وعاء من لبن العصفور، ومنتجات الألبان اللبنانية التقليدية، جنباً إلى جنب مع ملاحظة أنه سيكون على «عداوة أبدية» معه إذا رفض تشكيل الحكومة الجديدة. شكر الحريري بّري على اللبن ولكنه عذر عن توقفه عن تناول جميع أنواع اللبن والجبن بسبب عدم تحمل اللاكتوز، وخلص إلى أن «الدولة في حد ذاتها تتطلب حمية سياسية جديدة أو» ريجيم«، إذا جاز التعبير». تمت تغطية التبادل غير العادي في وسائل الإعلام اللبنانية. أجرى الرئيس ميشال عون مقابلة مباشرة في الساعة 8:30 مساءً، رفض خلالها دعوات لحكومة تكنوقراطية كاملة، حذر من سحب الأموال من البنوك مزيدًا من الإضرار بالقطاع الاقتصادي، ودعت إلى وضع حد فوري للاحتجاجات لمنع حدوث «كارثة». وأتهم عون المتظاهرين «بطعن الشعب بخنجر» واتهم المتظاهرين الذين أغلقوا الطرق «بانتهاك القانون الدولي». صرح عون أيضًا بأنه «يمكن لأي شخص لا يجد ثقته في الحكومة اللبنانية الحالية أن يغادر لبنان ويعيش في مكان آخر». لقد أثبتت مقابلة عون أنها غير شعبية للغاية مع الحركة الاحتجاجية، التي بدأت في عرقلة عدد لم يسبق له مثيل من الطرق الشريانية في بيروت وعبر لبنان قبل الانتهاء من المقابلة بما في ذلك قب إلياس،  جسر الرينغ،  ضهر البيدر،  الجية،  نهر الكلب،  الناعمة،  البداوي،  العبدة، المحمرة، برقايل،  المدينة الرياضية،  فردان،  جل الديب،  حاصبيا،  طريق البالما السريع،  عاليه،  الكولا،  الدورة،  الصيفي،  كورنيش المزرعة،  وساسين. علاء أبو فخر مواطن لبناني، قُتل بالرصاص في خلدة في الاحتجاجات التي تلت ذلك.
13 نوفمبر: بدأ المحتجون في الظهور في الصباح الباكر بالقرب من قصر بعبدا الرئاسي المحصن بشدّة للتعبير عن استيائهم من خطاب الرئيس عون قبل ساعات قليلة.
14 نوفمبر: أطلق الجيش اللبناني سراح الناشط والمتظاهر خلدون جابر بعد اعتقاله في بعبدا في اليوم السابق في ظروف غامضة. وقد ظهر أن جابر كان قد تعرض لسوء المعاملة البدنية عند إطلاق سراحه، والذي أدّعى أنه كان بسبب التعذيب على أيدي الجيش أثناء احتجازه. كما أدّعى جابر أنه تعرض لإساءة نفسية. أثناء اعتقاله، لم يُسمح لجابر بمقابلة محامٍ حتى مع إبقاء مكان احتجازه سراً. سبب اعتقاله غير واضح، حيث زعمت بعض المصادر أن ذلك كان بسبب محاولة عبور محيط أمني خلال احتجاج اليوم السابق بالقرب من قصر بعبدا.

### الأسبوع الخامس
17 نوفمبر: أجريت انتخابات نقابة المحامين في بيروت حيث فاز المرشح المستقل، ملحم خلف، بأغلبية الأصوات (2,341 صوتاً) التي عينته كرئيس لمجلس BBA، ليصبح أول مرشح مستقل يفوز ضد المرشحين المنتسبين سياسياً منذ عقود. وكان منافس خلف هم نادر جاسبار وسعد الدين الخطيب وإبراهيم مسلم. تنافس بيير حنا، الذي كان مدعوماً من قبل القوات اللبنانية و‌الحزب التقدمي الاشتراكي و‌تيار المستقبل، إضافة إلى اثني عشر مرشحاً آخرين، إما ممن خرجوا أو لم يصوتوا، على مناصب في المجلس.

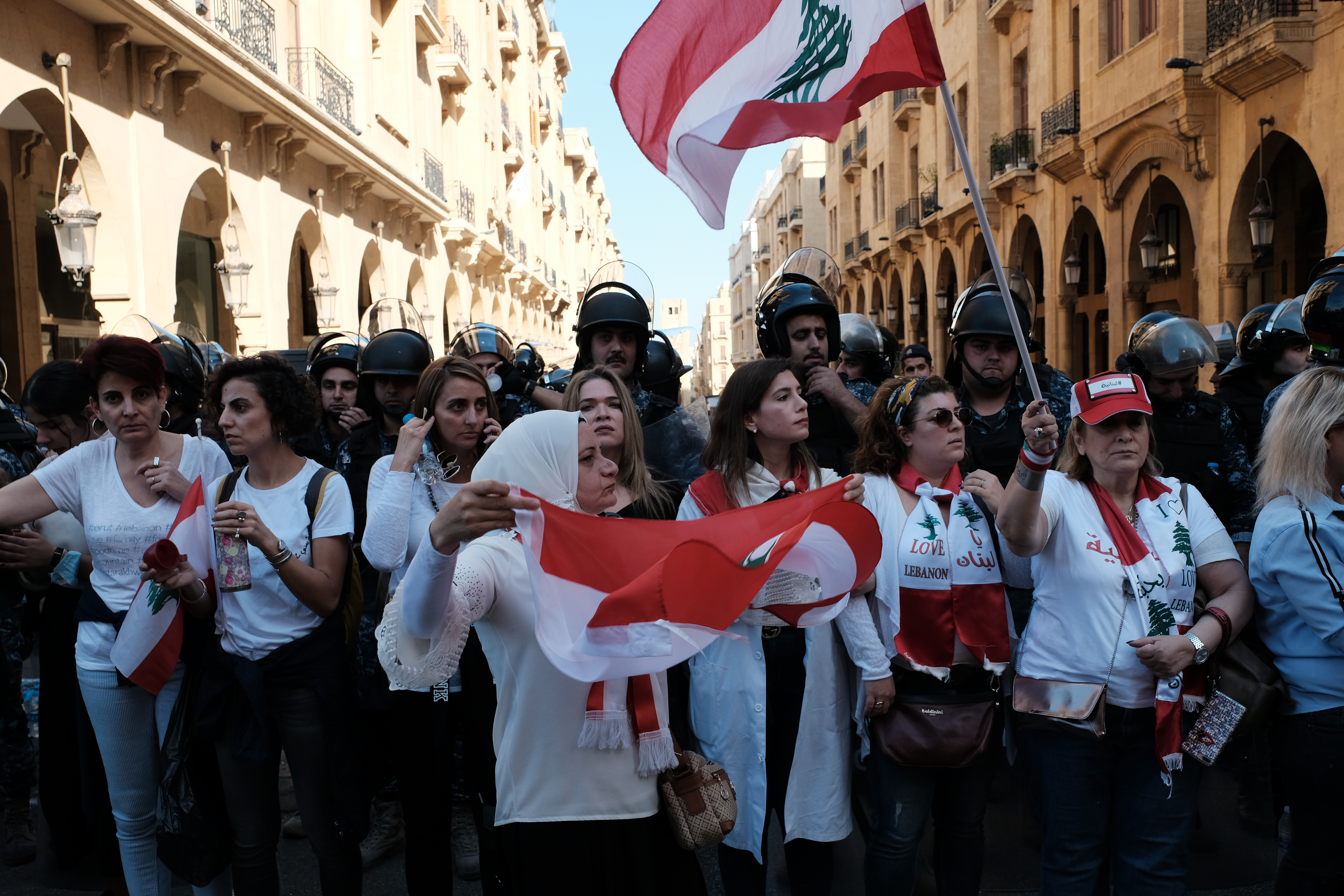
نساء محتجات يشكلن خطاً بين شرطة مكافحة الشغب والمتظاهرين في رياض الصلح، بيروت؛ 19 نوفمبر 2019

19 نوفمبر: كان من المقرر أن يعقد البرلمان جلستين في الصباح، بما في ذلك جلسة تشريعية عارضها المتظاهرون، لأنها تحدد جدولاً زمنياً لقانون العفو المثير للجدل والذي يُعتقد أنه يمنح العفو عن الجرائم التي ارتكبتها الطبقة السياسية، مثل اختلاس الأموال العامة أو الفساد. تم التخطيط للدورات في الأصل في 12 نوفمبر، لكن تم تأجيلها مرة واحدة بسبب الاحتجاجات. 58 من أصل 128 من أعضاء البرلمان كانوا يقاطعون الجلسة، لكن هذا العدد لم يكن كافياً لمنع النصاب القانوني. تم التخطيط لسلسلة بشرية حول البرلمان اللبناني لمنع أعضاء البرلمان من دخول المبنى وبالتالي إجبار الجلسة على تأجيلها. بدأ المتظاهرون يتجمعون في الصباح الباكر. تم تسجيل قوافل لبعض أعضاء البرلمان وهم يطلقون الرصاص الحي أو يسرعون في الحشود في محاولة لتفريق المحتجين. أُصيب العديد من المتظاهرين بجروح خطيرة. في حوالي الساعة 11:20 صباحاً، أكد الأمين العام للبرلمان اللبناني عدنان ضاهر لوسائل الإعلام المحلية أنه تم تأجيل جلستي البرلمان إلى أجل غير مسمى. كان هذا بمثابة انتصار من قبل المتظاهرين. أُعيد فتح المصارف اللبنانية لأول مرة منذ 11 نوفمبر بعد أن أنهى الاتحاد اللبناني لنقابات موظفي البنوك إضرابه.
21 نوفمبر: ألقى الرئيس ميشال عون خطاباً عشية يوم الاستقلال اللبناني دعا فيه إلى إنهاء الاحتجاجات و«اللغة البغيضة في الشوارع» ووعد بـ «حكومة لمكافحة الفساد». أعرب المتظاهرون عن عدم رضاهم عن الخطاب من خلال استئناف إغلاق الطرق.

### الأسبوع السادس

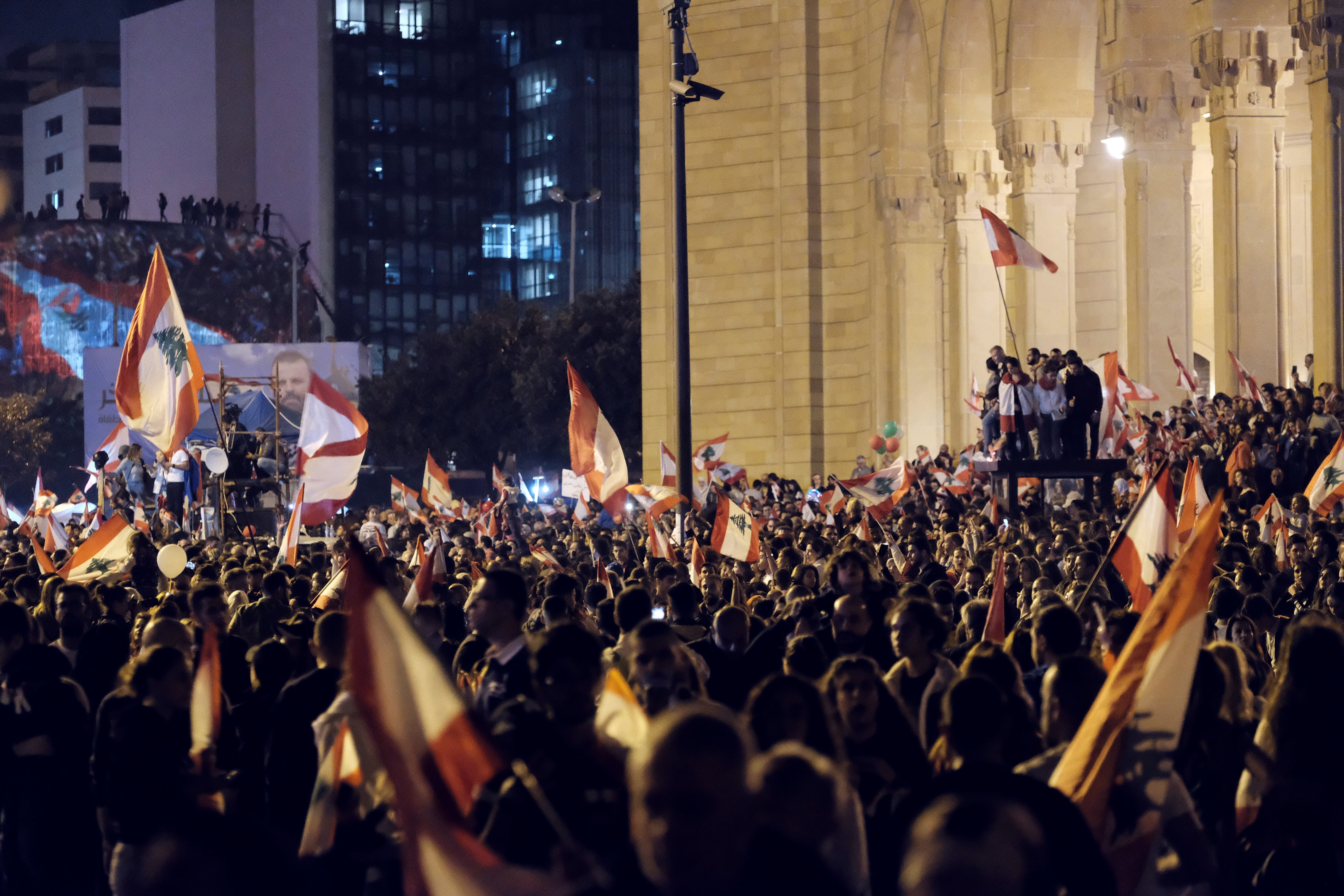
احتجاجات في مساء الاحتفال بيوم الاستقلال اللبناني الـ 76 في ساحة الشهداء، بيروت.

22 نوفمبر: تم الاحتفال بيوم الاستقلال اللبناني الـ 76 مع أول عرض مدني للأمة على الإطلاق، نظمته جماعات المجتمع المدني في ساحة الشهداء في بيروت. تم عقد استعراض عسكري خاص للدعوة فقط في الصباح الباكر من قبل الحكومة اللبنانية، وكان القصد من العرض المدني بمثابة توبيخ ضد الحكومة التي نظمتها «اللبناني الحقيقي»: كان للعرض «كتائب» تمثل مجموعات مختلفة من اللبنانيين المجتمع، بما في ذلك الطهاة والمعلمين والموظفين العسكريين المتقاعدين والصيادلة والمهندسين وناشطات حقوق المرأة والمصرفيين والرياضيين وفناني الأداء وأكثر من ذلك. تزامن العرض المدني مع برنامج أنشطة المهرجان الذي نظمته مجموعات مستقلة، والتي شملت الرقص وإضاءة المصابيح الحرارية. عقدت مسيرات في جميع أنحاء منطقة بيروت في الصباح، وكلهم وصلوا إلى العرض المدني في وسط بيروت.
23 نوفمبر: احتجزت المخابرات العسكرية اللبنانية خمسة شُبّان، من بينهم أطفال تتراوح أعمارهم بين 12 و15 عاماً، بعد إنزالهم لافتة تدعم التيار الوطني الحر، وهو حزب الرئيس ميشال عون. وأبلغت أسرهم وسائل الإعلام باحتجازهم، وتم إطلاق سراح الأطفال بعد منتصف الليل بعد تدخل محامين متطوعين.
24 نوفمبر: أقيم احتجاج خارج سفارة الولايات المتحدة في لبنان للتعبير عن معارضته للتدخل الأمريكي في لبنان. وجاء الاحتجاج بعد أن اتهم حزب الله الولايات المتحدة بالتدخل وتأجيل تشكيل حكومة جديدة، وبعد تعليقات السفير الأمريكي جيفري فيلتمان التي قال فيها إن «لحسن الحظ، تتزامن ردود أفعال القادة والمؤسسات اللبنانية مع حزب الله مع المصالح الأمريكية». عند الظهر، نُظم احتجاج آخر عبر الساحل اللبناني للفت الانتباه إلى ارتفاع مستوى التلوث البيئي في لبنان. قبل منتصف الليل مباشرة، اشتبك مؤيدو حزب الله و‌حركة أمل المؤيدون للحكومة بعنف مع المحتجين في جسر «الرينغ» ومناطق جل الديب، مطالبين بوضع حد لحواجز الطرق التي فرضها المحتجون. جاء ذلك بعد أن اعتدى المتظاهرون جسدياً على شخصين بعد الاشتباه في أنهم من أنصار حزب الله. أحرق أنصار حزب الله/حركة أمل خيام المجتمع المدني والسيارات المحطمة وتسببوا في أضرار في الممتلكات العامة والخاصة. تدخل الجيش اللبناني بالغاز المسيل للدموع والقنابل اليدوية بعد ساعات، لتفريق واحدة من أكثر الأُمسيات عنفاً منذ بداية الاحتجاجات.

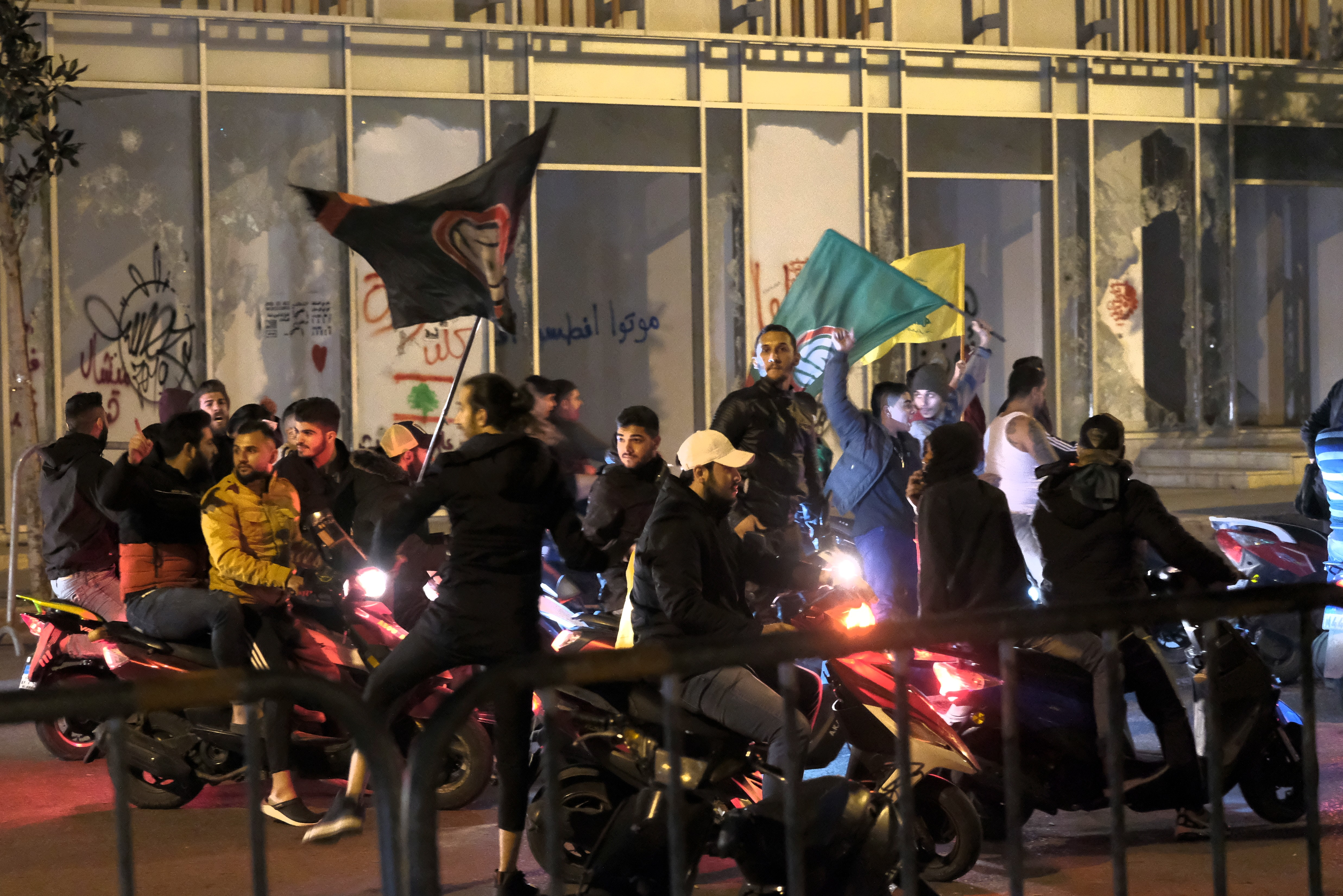
أنصار حزب الله وحركة أمل يصلون إلى ساحة الشهيد على دراجات نارية. 25 نوفمبر 2019.

25 نوفمبر: في حوالي الظهر، توفي حسين شلهوب وزوجته سناء الجندي بعد أن اصطدمت سيارتهم بحاجز مؤقت يستخدمه المحتجون لقطع طريق الوصول إلى طريق الجية السريع. أدى هذا إلى تأجيج التوترات بين المحتجين وأنصار حركة حزب الله/أمل المؤيدين للحكومة. أصدر يان كوبيتش، منسق الأمم المتحدة الخاص للبنان، تصريحات متعددة على موقع تويتر يحذر فيها من المواجهة المتصاعدة بين المحتجين وأنصار حزب الله/حركة أمل. في وقت لاحق من بعد ظهر اليوم، بدأ أنصار حزب الله وحركة أمل الموالين للحكومة في التجول في جميع أنحاء بيروت، وصور ومدن أخرى على الدراجات والدراجات البخارية، وهم يهتفون بالاستهزاء والاستفزازات عند المتظاهرين. وتبع ذلك بعض الاشتباكات الجسدية، واستمرت المواجهات في حدوثها بشكل متقطع حتى وقت متأخر من المساء.
26 نوفمبر: أعلن رئيس الوزراء المستقيل سعد الحريري رسمياً أنه لن يرشح نفسه لهذا المنصب. وفي الوقت نفسه، أعلن رجل الأعمال سمير خطيب أنه «مستعد لتشكيل حكومة جديدة»، ويبدو أنه حصل على قدر من التأييد من الأحزاب السياسية. أعلن الرئيس ميشال عون أنه سيتم إجراء مشاورات ملزمة لتعيين رئيس وزراء جديد في 28 نوفمبر. بين عشيّة وضحاها، وقعت اشتباكات في جميع أنحاء لبنان. في بعلبك، دمر مؤيدو حزب الله/حركة أمل خيام المحتجين وأيضاً نظامهم الصوتي. في بكفيا، نظم أنصار التيار الوطني الحر (حزب الرئيس الحالي ميشيل عون) مظاهرة أمام منزل الرئيس السابق أمين الجميل. اشتبكوا مع أنصار حزب الكتائب اللبنانية (حزب الجميّل)، مما أدى إلى وقوع إصابات وتدمير الممتلكات الخاصة حتى تدخل الجيش اللبناني. كما وقعت اشتباكات في شياح وعين رمانة. زعم الصليب الأحمر اللبناني أن عشرات الأشخاص قد أُصيبوا، بينما قال الجيش اللبناني إنه تم اعتقال 16 شخصاً على الأقل لتورطهم في الاشتباكات.
27 نوفمبر: أعلنت نقابة أصحاب محطات الوقود في لبنان أن إضراباً مفتوحاً سيبدأ في 28 نوفمبر بسبب «حجم الخسائر التي تكبدها القطاع نظراً لوجود سعرين في السوق اللبنانية». مئات من الأمهات اللبنانيات قادو «مسيرة الأم» في شياح للاحتجاج على العنف الطائفي في 26 نوفمبر بين الشباب.
28 نوفمبر: ادّعت مصادر في وزارة المالية اللبنانية لوسائل الإعلام المحلية أن البنك المركزي اللبناني كان من المقرر أن يسدد 1.5 مليار دولار من ديون السندات باليورو والتي تستحق في 28 نوفمبر، مما يخفف من التكهنات بأن لبنان قد يتخلف عن سداد ديونه. ومع ذلك، لا يزال لدى لبنان ديون مستحقة على سندات اليورو المستحقة في عام 2020، وأشارت مصادر إعلامية إلى أن الطريق نحو إعادة التمويل الضروري للتعامل مع هذا الدين غير واضح بدون مجلس الوزراء.

### الأسبوع السابع
29 نوفمبر: وقعت احتجاجات أمام البنك المركزي اللبناني وبعض المباني والمؤسسات الحكومية والقضائية والإدارية، بهدف منع موظفي القطاع العام من دخول هذه المؤسسات. زعمت مصادر إعلامية متعددة أن حزب الله قد طلب من الرئيس ميشال عون تأجيل المشاورات البرلمانية الملزمة، والتي كانت مقررة في 28 نوفمبر، على أمل أن رئيس الوزراء المستقيل سعد الدين الحريري سيتراجع عن قراره بعدم قيادة الحكومة المقبلة.

### الأسبوع الثامن
3 ديسمبر: تجمع المتظاهرون في جميع أنحاء البلاد استجابةً لترشيح رجل الأعمال سمير خطيب كرئيس وزراء جديد محتمل. تم ربط العديد من حالات الانتحار بتدهور الظروف المعيشية في لبنان، وأبرزها وفاة ناجي الفليطي البالغ من العمر 40 عاماً في عرسال. وفقاً لوسائل الإعلام المحلية، انتحر ناجي لأنه لم يكن قادراً على إعانة أسرته بعد أن فقد وظيفته. أثار انتحاره غضباً كبيراً من الغضب عبر الإنترنت.
4 ديسمبر:استأنف المتظاهرون إغلاق الطرق بعد إجماع السياسيين الواضح على تعيين سمير خطيب رئيسًا للوزراء .
7 ديسمبر: تظاهر نحو ألف شخص في بيروت للاحتجاج على التحرش الجنسي في لبنان. رجل قام بالتضحية بالنفس أثناء الاحتجاج ونجا، وكانت دوافعه غير واضحة. وجاء الاحتجاج بعد أيام من الجدل المطوّل المحيط بمدرب شخصي في بيروت والذي اتهمته أكثر من خمسين امرأة بارتكاب سوء سلوك جنسي.
8 ديسمبر: سحب سمير الخطيب ترشحه لرئاسة الوزراء بعد فشله في الحصول على دعم كافٍ من الأحزاب السنية المسلمة في البرلمان. بعد انسحاب الخطيب، أصبح سعد الحريري المرشح الوحيد لرئاسة الوزراء مرة أخرى. ثم تجمع المحتجون خارج البرلمان لإدانة ترشيح الحريري والمطالبة بمرشح مستقل.

### الأسبوع التاسع
10 ديسمبر: بعد أيام من هطول الأمطار الغزيرة، انهار منزل في طرابلس، مما أسفر عن مقتل شقيقين بالغين. قام المتظاهرون، بدعوى أن المنزل قد انهار بسبب إهمال البلدية الدائم، بكما قامو باقتحام مكتب شرطة بلدية طرابلس وتظاهروا أمام منزل العمدة. لقد حطموا النوافذ، وأضرموا النار في غرفة، وألحقوا أضراراً بسيارة، تدخل الجيش لوقف العنف. في جونيه، تم اعتقال أربعة محتجين بعد محاولتهم إغلاق الطرق. وقد أُطلق سراحهم في نفس الليلة بعد أن أغلق احتجاج آخر طريق جونيه السريع. في بيروت، نظم المتظاهرون مظاهرات خارج منازل السياسيين الحاليين والسابقين. أثناء محاولتهم الوصول إلى منزل وزير الأشغال العامة والنقل السابق غازي العريضي، تم حظرهم في شارع فردان على أيدي رجال يرتدون زي قوات الأمن الداخلي. تعرضت السيارات للتخريب بينما كان الرجال يجرون المتظاهرين إلى الخارج ليضربوهم؛ تم نقل عشرات الأشخاص من بينهم المراسلة بولا نوفل إلى المستشفى بسبب إصابتهم.
11 ديسمبر: استأنف المتظاهرون في طرابلس إغلاق الطرق.
14 ديسمبر: استخدمت شرطة مكافحة الشغب الغاز المسيل للدموع ضد مجموعات من الرجال الذين هاجموا معسكرات المحتجين في بيروت. في المساء، حاول المتظاهرون في وسط بيروت الوصول إلى ساحة النجمة، ورددوا شعارات ضد سعد الحريري، الذي كان من المتوقع أن يعيّن رئيساً للوزراء بحلول يوم الاثنين، وجبران باسيل. قوبلت المتظاهرين بالعنف والغاز المسيل للدموع والرصاص المطاطي من قبل قوات الأمن الداخلي اللبنانية. تم نقل ما لا يقل عن 46 شخصاً إلى المستشفى مصابين بجروح، وفقاً للصليب الأحمر اللبناني و‌الدفاع المدني.

### الأسبوع العاشر
| سعد الحريري | تويتر |
| ‎@saadhariri |       |

             (بالعربية: ولما تبين لي انه رغم التزامي القاطع بتشكيل حكومة اختصاصيين، فإن المواقف التي ظهرت في الأيام القليلة الماضية من مسألة تسميتي هي مواقف غير قابلة للتبديل، فإنني أعلن انني لن أكون مرشحا لتشكيل الحكومة المقبلة، 2/3)
         

        Dec 18, 2019
    

15 ديسمبر: في بيروت، اشتبك المتظاهرون مع قوات الأمن في الليلة الثانية على التوالي بالقرب من ساحة النجمة. ووفقًا للدفاع المدني اللبناني، فقد عولج 46 شخصاً من الإصابات وتم نقل 14 آخرين إلى المستشفى. كما اشتبكت مجموعة من المتظاهرين المعارضين، وهم مؤيدون لحركة أمل و‌حزب الله، مع المحتجين لفترة قصيرة حتى تدخل الجيش.
16 ديسمبر: أغلقت الطرق في شمال لبنان. عند الظهر، أرجأ الرئيس ميشال عون المشاورات البرلمانية المقررة، حيث كان من المتوقع على نطاق واسع إعادة تسمية سعد الدين الحريري إلى منصب رئيس الوزراء، ذلك لأن الحريري لم يعد مدعوماً من قبل الأحزاب المسيحية الرئيسية في البرلمان. في الليل، تجمع المحتجون بالقرب من مقر إقامة سعد الحريري في بيروت لرفض إعادة تعيينه. نزلت مجموعة منفصلة من المتظاهرين إلى بيروت أيضاً، حيث عبروا عن غضبهم من شريط فيديو عمره شهر واحد لمغترب يهين العديد من الزعماء الدينيين الشيعة. أصدرت حركة أمل و‌حزب الله تصريحات تطالب الرجال بالرجوع، لكن لم يتم الاستجابة لهذه الدعوات على الفور. ونُهبت معسكرات الاحتجاج في عدة أماكن، بما في ذلك بيروت و‌صيدا و‌النبطية، ودُمرت خلال الليل. على الأقل، أشعلت النار في سيارتين في بيروت.
18 ديسمبر: أعلن سعد الحريري أنه لا يريد إعادة تعيين رئيس الوزراء، داعياً الرئيس إلى تعيين رئيس وزراء جديد على الفور. في وقت لاحق من ذلك اليوم، أدعت قناة الجديد أن باقي المرشحين لرئاسة الوزراء هم الآن تمام سلام (رئيس الوزراء الرابع والثلاثون، 2014-2016)، الفقيه نواف سلام (الممثل السابق للبنان لدى الأمم المتحدة)، خالد محي الدين قباني (وزير الدولة السابق، 2005-2008) والأكاديمي حسان دياب (وزير التعليم السابق، 2011-2014). كان دياب هو المفضل، لأنه كان يتمتع بدعم حزب الله و‌حركة أمل. استمرت الاحتجاجات في النبطية و‌كفررمان رغم تهديدات أنصار حزب الله وحركة أمل بالانتقام. أقيمت الجدران والكتل الأسمنتية حول الحي المركزي ببيروت، مما أدى إلى إغلاق الشوارع المؤدية من وإلى ساحة رياض الصلح والبرلمان.
19 ديسمبر: جرت مشاورات برلمانية أفضت الى تعيين حسان دياب رئيسًا للوزراء خلفاً لسعد الحريري. تبع إعلان تنصيب حسان دياب رئيسًا للوزراء مباشرة الاحتجاجات في الشوارع وإغلاق الطرق في طرابلس و‌بيروت. بالقرب من ساحة النجمة في بيروت، غنّى المئات من المتظاهرين هتافاً ضد دياب.
20 ديسمبر: استمر إغلاق الطرق استجابة لتعيين رئيس الوزراء الجديد حسان دياب في جميع أنحاء البلاد. تم إغلاق المدارس في طرابلس.

### الأسبوع الحادي عشر
22 ديسمبر: تظاهر الآلاف ضد ترشيح حسن دياب في ساحة الشهداء، كثير منهم قادمون من الشمال و‌وادي البقاع.
23 ديسمبر: استمرت الاحتجاجات في بيروت مع انخفاض نسبة المشاركة. في وقت لاحق من ذلك اليوم، شارك مئات الأشخاص بعشاء عيد الميلاد ليستفيد منه الفقراء في ساحة الشهداء.
24 ديسمبر: وأُعلن أن السياحة انخفضت بنسبة 80% بسبب الحركات الاحتجاجية. بالإضافة إلى ذلك، أغلق 265 من المطاعم والمقاهي أبوابها في الشهرين الأخيرين.
28 ديسمبر: احتجت مجموعة من المسلمين السنة الموالين للحريري أمام رئيس الوزراء الجديد حسن دياب داعين إياه إلى الاستقالة.
29 ديسمبر: استمرت الاحتجاجات في المطالبة باستقالة حسن دياب رغم أنه ما يزال يواصل المشاورات لتشكيل الحكومة.

## احتجاجات 2020

### استئناف الاحتجاجات
بعد أسابيع من الهدوء النسبي، استؤنفت الاحتجاجات الجماهيرية في جميع أنحاء البلاد في 14 كانون الثاني 2020. أُغلقت الطرق السريعة والطرق الرئيسية في بيروت و‌طرابلس و‌عكار و‌صيدا و‌زحلة بسبب الاحتجاجات وإحراق الإطارات. وفي بيروت اشتبك محتجون مع قوات الأمن خارج البنك المركزي. كما خرجت احتجاجات خارج منزل حسان دياب لفشله في تشكيل الحكومة. وألقى الرئيس ميشال عون باللوم على العراقيل في تأخير تشكيل الحكومة الجديدة. وأضافت جريدة تايمز إسرائيل أن طلاب المدارس والجامعات شاركوا في بعض المظاهرات.

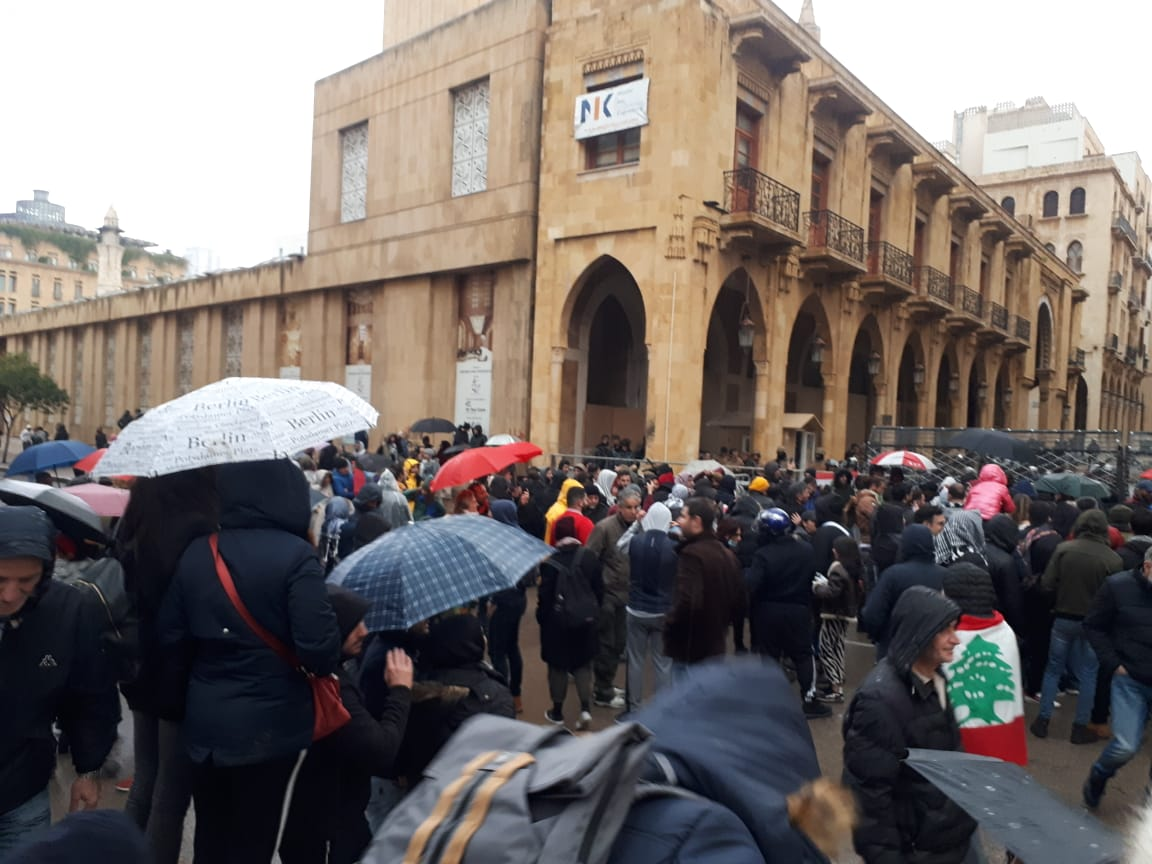
احتجاجات خارج مجلس النواب اللبناني، بيروت، 16 كانون الثاني 2020

في 15 يناير، تجمع متظاهرون أمام ثكنة شرطة الحلو في بيروت مطالبين بالإفراج عن أكثر من 50 متظاهراً تم اعتقالهم في الليلة السابقة. خلال المظاهرة، أطلقت شرطة مكافحة الشغب الغاز المسيل للدموع ومارست العنف المفرط لفصل المتظاهرين. بالإضافة إلى ذلك، تم جر عدد يقدر ب 15 متظاهراً إلى الثكنات. أفادت وسائل الإعلام اللبنانية بسقوط أكثر من 30 إصابة نتيجة الاشتباكات التي دارت بين المتظاهرين وشرطة مكافحة الشغب. كما وصل الجيش اللبناني إلى الموقع في وقت لاحق من تلك الليلة. أفاد الصليب الأحمر أن عدد الجرحى وصل يوم الأربعاء إلى 45، وفقاً لقناة DW الإخبارية. وبحسب رويترز، أصدر وزير الداخلية اللبناني بياناً ينتقد العنف ويحث المحتجين على التزام السلم.
مع دخول الاحتجاجات اللبنانية شهرها الرابع في 17 يناير، أغلق المتظاهرون عدة طرق رئيسية في جميع أنحاء لبنان، بما في ذلك طريق حيوي يربط بين شرق بيروت وغربها. وأضافت تايمز إسرائيل أن المئات من المحتجين قيل إنهم تجمعوا أيضاً خارج البنك المركزي اللبناني وعلى مقربة من البرلمان. وفي صباح الجمعة، تم إغلاق الطرق في طرابلس من قِبَل المتظاهرين، لكن في وقت لاحق من اليوم تم فتح الطرق، وفقًا لفرانس 24. دعت هيومن رايتس ووتش السلطات إلى الإفراج عن المحتجزين الذين لم توجه إليهم تهم بارتكاب جريمة معترف بها، وأن على وزارة الداخلية أن تحاسب ضباط الأمن بسرعة عن الاستخدام المفرط للقوة ضد المتظاهرين. كما زعمت هيومن رايتس ووتش أن المتظاهرين والمسؤولين الإعلاميين تعرضوا للضرب من قبل شرطة مكافحة الشغب، وفقاً لقناة الجزيرة.

### تصعيد العنف واعتقال الصحفي
في محاولة لتفريق تجمعات المتظاهرين المناهضين للحكومة الذين حاولوا الوصول إلى ساحة الشهداء في 18 يناير، أُصيب عشرات الأشخاص عندما استخدمت قوات الأمن خراطيم المياه والغاز المسيل للدموع لتفريق المتظاهرين. علاوة على ذلك، تم رصد متظاهرين في ساحة الشهداء يلقون الحجارة والألعاب النارية وزجاجات المولوتوف على قوات الأمن، بالإضافة إلى تسليط أشعة الليزر عليهم لعرقلة سلسلة من قنابل الغاز المسيلة للدموع، وفقاً لشبكة سي إن إن. وذكرت قناة إيه بي سي نيوز الإخبارية أن الرئيس عون استدعى في المساء القوات المسلحة إلى الشوارع من أجل حماية الممتلكات الخاصة وكذلك المتظاهرين السلميين. وذكرت وكالة الأنباء الوطنية التي تديرها الدولة أن نحو 30 شخصاً اُعتقلوا بسبب اضطرابات يوم السبت، على الرغم من إطلاق سراح المعتقلين في وقت لاحق. وذكر الصليب الأحمر اللبناني أنه يعتقد أن أكثر من 60 جريحاً قد تلقوا العلاج، بينما تم نقل 40 شخصاً على الأقل إلى المستشفيات. في المجموع، ذكرت وكالة رويترز أن أكثر من 370 شخصاً أْصيبوا في احتجاجات اليوم.
في 19 يناير، تم القبض على الصحفي الأمريكي المستقل نيكولاس فراكيس بتهمة إرسال لقطات من الاحتجاجات المناهضة للحكومة إلى صحيفة هاآرتس الإسرائيلية، وفقاً لصحيفة واشنطن بوست. وأضافت صحيفة «جيروزاليم بوست» أن صحيفة «هاآرتس» رفضت أي اتصال مع نيكولاس فراكيس، بحجة أن بث الفيديو المباشر للاحتجاج المناهض للحكومة الذي تم تحميله على حسابهم على فيسبوك كان من رويترز. زعمت لجنة حماية الصحفيين أنه منذ 14 يناير، تعرض الصحفيون الذين يغطون الاحتجاجات المناهضة للحكومة في بيروت للاعتقال أو الاعتداء أو التحرش من قبل ضباط الشرطة، وفقاً لصحيفة إنترناشيونال بيزنس تايمز. وفقاً لفرانس 24، في ضوء المنتدى الاقتصادي العالمي هذا الأسبوع، أثارت المشاركة المتوقعة لوزير الخارجية اللبناني المنتهية ولايته جبران باسيل، احتجاجاً شعبياً قوياً، مطالبين بإلغاء دعوته. لكن باسيل يصر على أن المتظاهرين الذين هتفوا ضده لا يشكلون غالبية اللبنانيين، وأنه يعتقد أن شعب لبنان يريد التغيير، لكنه قال إنه لن يغادر حتى يطرده الناخبون في الانتخابات، وفقاً لصحيفة واشنطن بوست. وزعم وزير الخارجية السابق كذلك أنه جاء إلى دافوس «على نفقته الخاصة». اعتباراً من 21 يناير، كانت هناك زيادة في عدد المصابين في الاحتجاجات اللبنانية إلى أكثر من 540، وفقًا لتايمز إسرائيل.

### تشكيل حكومة جديدة
في 21 يناير، أعلن رئيس الوزراء حسان دياب عن تشكيل حكومة جديدة من 20 وزيراً، مما وضع نهاية لعدة أشهر من الجمود الذي ترك البلاد في أزمة اقتصادية متفاقمة. وفقاً لشبكة سي إن إن، خلال مقابلة مع وكالة الأنباء اللبنانية الرسمية، صوّر دياب الوزراء المعينين حديثاً على أنهم «تكنوقراط» يعتقد أنهم سيعملون دون ولاءات للأحزاب السياسية. حتى قبل الكشف عن الحكومة الجديدة، تجمعت عدة مجموعات من المتظاهرين في شوارع بيروت، وأغلقوا شارعاً رئيسياً في وسط العاصمة، وفقاً لفرانس 24. وأضافت تايمز إسرائيل أن المتظاهرين حاولوا إنزال الأسلاك الشائكة بالقرب من مبنى البرلمان وإلقاء الحجارة على قوات الأمن، الذين استخدموا بدورهم الغاز المسيل للدموع وخراطيم المياه. وأكد بعض المتظاهرين أنهم سيبقون في الشوارع حتى تتم تلبية مطالباتهم بتشكيل حكومة تكنوقراط وإجراء انتخابات مبكرة، وفقاً لقناة الجزيرة.
وفقاً لإذاعة صوت أمريكا، على الرغم من حقيقة أن الوزراء الذين تم تشكيلهم حديثاً هم خبراء وأكاديميون، لا يزال المتظاهرون يتهمون الجماعات السياسية بالمشاركة في تشكيل الحكومة الجديدة. في 22 يناير، عندما اجتمعت الحكومة اللبنانية الجديدة، تجمع المتظاهرون في العاصمة لتشويه سمعة الاجتماع، وحطموا النوافذ وكسروا الحواجز الأمنية التي تطوق مبنى البرلمان.
واتهمت منظمة العفو الدولية، بناء على الأدلة التي تم جمعها، قوى الأمن الداخلي باستخدام الرصاص المطاطي بشكل غير قانوني من مسافة قريبة، إلى جانب الضرب وخراطيم المياه والغاز المسيل للدموع في محاولة لتفريق المتظاهرين في نهاية الأسبوع، مما خلف مئات الجرحى. يصادف 25 يناير اليوم المائة منذ بدء الاحتجاجات. تجمع المتظاهرون في بيروت وخرقوا عدة حواجز أمنية حول مبنى الحكومة المركزية.
في 27 يناير، أقر مجلس النواب اللبناني ميزانية 2020، وسط الأزمة المالية المنهكة. جاءت ميزانية الدولة في الوقت الذي أوقفت فيه قوات الأمن الاحتجاجات خارج مبنى البرلمان في بيروت. أعلن الصليب الأحمر اللبناني أن أربعة أشخاص أُصيبوا ونُقلوا إلى مستشفيات بيروت، فيما أُصيب ثمانية آخرون بجروح طفيفة. وذكرت وكالة الأنباء الوطنية التي تديرها الدولة أن 70 فقط من أصل 128 عضواً بالبرلمان حضروا تصويت يوم الاثنين، مع 49 نائباً لصالح إقرار الميزانية، و13 ضدها و8 نوابها. وفقاً لقناة الجزيرة، يرى المحللون أن ميزانية 2020 المعتمدة بالكاد تحاول حل الأزمة المالية والاقتصادية في لبنان.
وبحسب أخبار العالم أستراليا، صرّح رئيس لجنة الموازنة النيابية إبراهيم كنعان أن الغرض من الموازنة الجديدة هو خفض عجز الناتج المحلي الإجمالي إلى حوالي 7%. حذر الخبراء من أن الاتجاه الذي يسير فيه لبنان قد يؤدي إلى مزيد من عدم الاستقرار، حيث من غير المتوقع أن تقنع الحكومة المشكّلة حديثاً المحتجين اللبنانيين بإنهاء مظاهراتهم ضد النخبة الحاكمة، وفقاً لصوت أمريكا.

### احتجاجات فبراير
في فبراير، نظم مئات اللبنانيين و‌الفلسطينيين مظاهرة خارج سفارة الولايات المتحدة في بيروت، احتجاجاً على خطة الولايات المتحدة لإنهاء الصراع الإسرائيلي الفلسطيني. وتجمع المتظاهرون على الطريق المؤدي إلى السفارة الأمريكية شمال شرق بيروت، وهم يلوحون بالأعلام الفلسطينية، فيما هتف بعض المتظاهرين «الموت لأمريكا! الموت لإسرائيل! سنموت وفلسطين تعيش»، وفقاً لفرانس 24. أفادت إذاعة صوت أمريكا الإخبارية أنه في وقت الظهيرة، استخدمت قوات الأمن ما بدا أنه رذاذ الفلفل لإيقاف بعض المتظاهرين الذين أزالوا الأسلاك الشائكة ووصلوا إلى سياج حديدي أقامته قوات الأمن. وقيل إن ثلاثة متظاهرين على الأقل قد اقتيدوا أثناء النضال. وفقاً لصحيفة عرب نيوز، قبل 24 ساعة من الاحتجاج، نُصح موظفو السفارة الأمريكية بالابتعاد عن منطقة الاحتجاجات.
ومع ذلك، في محاولة لإثبات أن اللبنانيين متحدون في سعيهم للتغيير السياسي، ورد أن المتظاهرين تجمعوا أيضاً في طرابلس، أفقر مدينة في البلاد يوم الأحد، وفقًا لقناة الجزيرة.
وبحسب موقع ميدل إيست مونيتور، فقد كشف في بيان صادر عن وزير الإعلام اللبناني عبد الصمد في 6 فبراير أن الحكومة اللبنانية الجديدة وافقت على الموافقة على بيان سياسي جديد، يُعتقد أنه يتضمن بنداً يدعو إلى عودة اللاجئين إلى بلدانهم المختلفة.
في 10 فبراير، طالبت المجموعات النسائية على المستوى المحلي في لبنان، بما في ذلك الجماعات الأخرى المنفصلة، باحترام حقوقهن من قبل الحكومة اللبنانية، حسب ما أوردته الجزيرة.
عقد مجلس النواب اللبناني، الثلاثاء، جلسة استغرقت تسع ساعات، أجاز فيها النواب الثقة، ودعم الحكومة اللبنانية المشكّلة حديثاً، وخطة الإنقاذ المالي. وحاول المتظاهرون عرقلة عقد الاجتماع بإلقاء الحجارة على قوات الأمن، وحاولوا قطع الطريق المؤدي إلى البرلمان. وأضافت فرانس 24 أن جلسة البرلمان حضرها 84 نائباً من بينهم 63 صوتاً لدعم الحكومة. في محاولة من قِبَل المتظاهرين للتهرب من نقاط التفتيش الأمنية، بدأوا في التجمع في نقاط مختلفة في بيروت، لكن بعض النواب يقال إنهم أمضوا الليلة في البرلمان قبل الاجتماع، من أجل تجنب منعهم من قبل المحتجين.
في 14 فبراير، ألقى رئيس الوزراء السابق سعد الحريري أول خطاب له بعد تركه منصبه في أكتوبر، وحثّ على عدم مغادرة لبنان، بل رسم مستقبل جديد في السياسة مع حزبه. استجابةً لطلب لبنان للحصول على مساعدة فنية من صندوق النقد الدولي في وقت سابق من فبراير، تجمع مئات المتظاهرين حول البنك المركزي اللبناني والبرلمان في 15 فبراير، رفضاً لهذا الطلب.
حذر البنك الدولي لبنان من خطر الانهيار الداخلي، إذا فشل في تبني نظام حكم جديد أكثر واقعية وشفافية مقارنة بالنظام القديم. استضاف رئيس الوزراء اللبناني حسان دياب رئيس مجلس النواب الإيراني علي لاريجاني في 17 فبراير، حيث تعرب إيران عن استعدادها لمساعدة لبنان في أزمته المستمرة. وأضاف المتحدث الإيراني أنه بالنظر إلى أن لبنان قد قطع طريقه إلى ما بعد تشكيل حكومة جديدة، فإن إيران مستعدة الآن لتحمل مسؤوليتها التي تشمل العمل مع لبنان، وفقاً لوكالة تسنيم الدولية للأنباء. وفقاً لصحيفة نيويورك تايمز، فإن العديد من اللبنانيين يفكرون في الهجرة كحل للأزمة المتفاقمة المستمرة في لبنان والتي ليس لها تاريخ انتهاء، حيث يمتلك البعض بالفعل جواز سفر ثانياً، مما سيمهد الطريق أمامهم لمغادرة البلاد دون أي صعوبة.
خلال قمة مجموعة العشرين في الرياض في 23 فبراير، كشف وزير المالية السعودي عن خطة السعودية لمساعدة لبنان في أزمته المالية، بمجرد التأكد من أن لبنان قد وضع خطة إصلاح قوية. كما أعرب وزير المالية الفرنسي خلال القمة عن استعداد بلاده لتقديم أي شكل من أشكال الدعم المالي للبنان إذا لزم الأمر. علاوة على ذلك، تحاول الحكومة اللبنانية وضع خطة اقتصادية طارئة من شأنها تحسين أوضاع البلاد، وسط مخاوف من الحصول على مساعدات من المجتمع الدولي. يدفع العديد من العمال المهاجرين في لبنان ثمن الأزمة المالية في البلاد، حيث كان الوصول إلى العملة الصعبة محدوداً، وفقاً لفرانس 24.

### احتجاجات مارس
سجل لبنان أول حالة إصابة بفيروس كورونا في 21 فبراير. في 28 فبراير، نفذت الحكومة اللبنانية أول إجراءات عديدة تهدف إلى مكافحة الفيروس، حيث أغلقت جميع المؤسسات التعليمية اعتباراً من 29 فبراير.
صرح رئيس الوزراء اللبناني حسان دياب في 2 مارس، بسبب القيود الدينية التي تحرس نظام الحماية في البلاد، أن الحكومة أصبحت غير قادرة على حماية المواطنين اللبنانيين. ألقت ديون لبنان الضخمة بظلال من الشك على قدرة لبنان على الوفاء بالسداد المستحق بحلول 9 مارس، حيث رفض العديد من أعضاء البرلمان دفع 1.2 مليار دولار من السندات الأوروبية، بغض النظر عن العواقب، حسبما كشف رئيس مجلس النواب في 4 مارس.
في 5 مارس، خرج اللبنانيون في مئات بالقرب من البنوك في جنوب لبنان للاحتجاج على اللوائح التي تمنعهم من سحب أموالهم. مع ذلك، يُعتقد أن البرلمان اللبناني أقر مشروع قانون لضمان رفع السرية المصرفية، بحسب وزيرة العدل اللبنانية ماري كلود نجم. كما أضاف وزير الإعلام اللبناني أنه من المتوقع أن يسري القانون على أعضاء مجلس النواب والوزراء والمسؤولين الحكوميين. مع وصول سعر صرف الدولار الأمريكي إلى الليرة اللبنانية يوم الخميس 2600 ليرة، نزل مئات المتظاهرين إلى الشوارع في أنطلياس وبيروت، مطالبين الحكومة بإيجاد حل، وكذلك إجراء انتخابات مبكرة. بالنظر إلى الوضع الاقتصادي الحالي في لبنان، ورد أن قاضٍ أوقف أمر تجميد أصول 20 مصرفاً، بما في ذلك مديروها. وأوضح القاضي سبب تعليق الأمر، قائلاً إنه يريد أولاً معرفة كيف يمكن أن يؤثر الأمر على الوضع الاقتصادي الحالي للبنان.
في 7 مارس، قال رئيس الوزراء حسان دياب أن لبنان سيتخلف عن سداد سندات دولية وسيواصل إعادة هيكلة ديونه. البلد لم يسبق له مثيل من قبل. يبلغ الدين الحكومي اللبناني حوالي 170% من الناتج المحلي الإجمالي السنوي. وأضاف العديد من المحللين أن دعم صندوق النقد الدولي فقط هو الذي يمكن أن يكون الحل لأزمة لبنان المالية بعد التخلف عن السداد. ومع ذلك، أفادت التقارير أن مئات المتظاهرين واصلوا مسيراتهم التي انطلقت في وقت سابق يوم الخميس، في عدة مدن في جميع أنحاء البلاد بما في ذلك صيدا، حيث انتقدوا السياسات المالية وتدني مستوى المعيشة في البلاد.
في 9 مارس، أعلن رئيس الوزراء حسان دياب أن لبنان تخلف عن سداد سندات دولية بقيمة 1.2 مليار دولار، وذلك للمرة الأولى في تاريخ البلاد.
في 10 مارس، خفف المدعي العام القيود المفروضة على الودائع بسبب نقص العملة الأجنبية، حيث وافق على قواعد البنوك التجارية، التي تستهدف الدفاع عن حقوق المودعين. تم التحقق من القرار من قبل مسؤول بمكتب المدعي العام، على الرغم من عدم إعطاء تعليق إضافي.
وسط مخاوف من زيادة انتشار فيروس كورونا في لبنان، قررت الحكومة في 15 مارس إعلان حالة الطوارئ، وترك اقتصادها المصاب بالشلل في حالة من الجمود. جاء القرار بعد عدة ساعات من اجتماع طارئ لمجلس الوزراء أسفر عن إغلاق الحدود البرية والموانئ البحرية و‌مطار بيروت رفيق الحريري الدولي في بيروت. ووفقاً لرويترز، من المتوقع أن يستمر الإغلاق، الذي بدأ يوم الأربعاء، حتى 29 مارس، لتمكين حالة الطوارئ الصحية التي تم تشكيلها، للتصدي للفيروس بشكل فعال.
وقررت الحكومة اللبنانية، في 23 مارس، وقف سداد جميع الديون بالعملات الأجنبية، في ظل تراجع احتياطيات النقد الأجنبي، وتفاقم الأزمة المالية والاقتصادية. تسبب جائحة فيروس كورونا في إغلاق العديد من الشركات، بما في ذلك تأثيره الشديد على القطاع الأجنبي، مما أثر على قرار الحكومة الجديد. وأضافت وزارة المالية اللبنانية أن البلاد تخطط للتوصل إلى تفاهم معقول مع دائنيها على الفور.
في 27 مارس، أفادت التقارير أن قوات الأمن اللبنانية أخلت المخيمات في ساحة الشهداء بوسط بيروت، والتي احتلها المتظاهرون في الغالب منذ أكتوبر 2019. واشتبكت القوات الأمنية مساء اليوم في ساحة الشهداء بعد أن فرض مجلس الوزراء اللبناني حظر تجول. جاء قرار إزالة المخيمات وسط مخاوف متزايدة من انتشار فيروس كورونا، بحسب الحكومة اللبنانية. لكن المتظاهرين زعموا أن الشرطة لم تبلغهم أو تعطهم إشعاراً، وبدلاً من ذلك، أمروهم بإخلاء موقع الاحتجاج بسرعة. وأضاف أحد المتظاهرين أنه لم يتبق منهم سوى حوالي 50 إلى 60 منهم عندما اقتحمت القوات الأمنية المخيمات، حيث كان معظم المتظاهرين قد أخلوا المخيمات بعد إغلاق الحكومة اللبنانية للموانئ البحرية ومطار بيروت في 18 مارس، بحسب المونيتور. أعرب ناشطون وصحفيون في لبنان عن مخاوفهم من الاشتباه في أن الحكومة اللبنانية ربما تستخدم تفشي فيروس كورونا كذريعة لتقوية سلطاتها.

### احتجاجات أبريل
في 2 أبريل، تحدى بعض النشطاء والصحفيين الإغلاق الذي أصدره مجلس الوزراء في 15 مارس لمنع انتشار فيروس كورونا، احتجاجاً على إغلاق البنوك الذي أدى إلى اعتقال ستة نشطاء وصحفي من قِبَل قوات الأمن اللبنانية. وأضافت قناة العربية أن مجموعة صغيرة من المتظاهرين تجمعت أمام فرع الحمرا في بنك الموارد غربي بيروت، حيث ارتدى البعض أقنعة جراحية وآخرون بدونها.
حثّ الرئيس ميشال عون في 6 أبريل المجتمع الدولي على تقديم الدعم المالي للبنان في معركته للنجاة من الأزمة الاقتصادية المستمرة إلى جانب جائحة فيروس كورونا. وجه الرئيس الدعوة خلال اجتماع لمجموعة الدعم الدولية للبنان، حيث طلب بشكل خاص من حكومات المجتمع الدولي توفير 11 مليار دولار التي تعهدوا بها خلال مؤتمر في باريس، أبريل 2018. كما أكد عون أن الدولة تعتمد فقط على المساعدات المالية التي سيتم تخصيصها في تنفيذ مشاريع البنية التحتية، حيث دخلت في ركود اقتصادي غير متوقع.
في 7 أبريل، بعد يوم واحد فقط من قيام قوات الأمن بإيقاف محاولة هروب في سجن طرابلس شمال لبنان، اندلعت احتجاجات عنيفة وسط مخاوف من انتشار فيروس كورونا. وبحسب ما ورد أُصيب أربعة نزلاء على الأقل بجروح عندما أطلقت قوات الأمن الرصاص المطاطي في محاولة لتفريق الحشد.
وفقاً لشبكة سي إن إن، رفض المواطنون الأمريكيون المقيمون في لبنان العرض الذي قدمته الحكومة الأمريكية لإعادتهم إلى الولايات المتحدة، بسبب الزيادة الكبيرة في عدد الحالات المصابة بفيروس كورونا في أمريكا. تم تقديم العرض لكل من المواطنين والمقيمين الدائمين على متن رحلة مستأجرة بتكلفة 2500 دولار لكل فرد.
في 21 أبريل، عاد العديد من المتظاهرين في لبنان إلى الشوارع مرة أخرى في قوافل سيارات كبيرة، وتجمعوا حول المجمع حيث اجتمع النواب من أجل تمرير عدة قوانين يوم الثلاثاء. وشوهد العديد من المتظاهرين وهم يلوحون بعلم لبنان، بينما يرتدون ملابس وقائية مثل الأقنعة الطبية والقفازات كإجراء وقائي ضد فيروس كورونا. بسبب تدهور الوضع الاقتصادي، وحظر التجوال وعجز الحكومة اللبنانية عن سن سياسات من شأنها كبح الوضع، كان المحتجون يهددون باستئناف الاحتجاجات في جميع أنحاء البلاد، حسبما ذكرت وكالة أنباء شينخوا. وكشف رئيس الوزراء حسان دياب بعد الجلسة أنه من المقرر مناقشة خطة الإصلاحات الحكومية الأسبوع المقبل.
في 27 أبريل، أدت اشتباكات كبيرة في طرابلس بين الجيش والمتظاهرين إلى مقتل أحد المتظاهرين. أُصيب 40 جنديتً، وأضرمت النيران في العديد من البنوك في طرابلس أو حُطمت نوافذها بسبب الانخفاض السريع في قيمة العملة. وكانت زجاجات حارقة أُلقيت على عربة عسكرية وما لا يقل عن 5 بنوك في المدينة في الأيام السابقة، وسمع دوي إطلاق نار كثيف. وفي اليوم التالي أعلنت جميع البنوك في طرابلس إغلاقها المؤقت لحين استعادة الأمن، حيث كانت أهدافاً للهجمات وأعمال الشغب. كما جرت احتجاجات في صيدا في 27 أبريل.
في 28 أبريل، اندلعت احتجاجات كبيرة في طرابلس لليلة الثانية على التوالي، إلى جانب مظاهرات أخرى في بيروت و‌صيدا و‌النبطية و‌وادي البقاع و‌عكار، في تحدٍ للإغلاق لاحتواء فيروس كورونا في لبنان. تم حرق أكثر من عشرة بنوك وآلات صرف في جميع أنحاء البلاد بقنابل المولوتوف أو تخريبها. وعبّر الجيش عن أسفه لمقتل أحد المتظاهرين في الليلة السابقة وفتح تحقيقاً في الوفاة. وشيّعت جنازة المتظاهر الراحل في طرابلس.
في 29 أبريل، استمرت احتجاجات صغيرة لليلة ثالثة. وفي مدينة طرابلس الشمالية، ألقى المتظاهرون الألعاب النارية والحجارة على الجنود الذين ردوهم بالرصاص المطاطي. وفي مدينة صيدا الجنوبية، أشعل متظاهرون النار في مبنى للبنك المركزي بالقنابل الحارقة لليلة ثانية.
بعد سلسلة من الاحتجاجات التي تحولت إلى أعمال عنف، وافقت الحكومة اللبنانية في 30 أبريل على الخطة التي طال انتظارها لإنقاذ اقتصاد البلاد من حافة الانهيار. وأكد رئيس الوزراء حسان دياب أن الحكومة اللبنانية تنوي استخدام الخطة في التقدم لبرنامج صندوق النقد الدولي الذي من شأنه تسهيل إنعاش الاقتصاد الذي من المتوقع أن يمر بأزمة خلال السنوات الخمس المقبلة. بعد تعديلات طفيفة، وافقت الحكومة بالإجماع على الخطة خلال اجتماع مجلس الوزراء في القصر الرئاسي في بعبدا، وفقاً لشبكة إس بي إس. ومع ذلك، أكد دياب أن الخطة تخضع لخيار إجراء تغييرات طفيفة عليها.

### احتجاجات مايو
رفض المتظاهرون في لبنان في 1 مايو خطة الإنقاذ الحكومية التي أعلنت عنها يوم الخميس، حيث تجمع مئات المتظاهرين خارج البنك المركزي في بيروت وفي جميع أنحاء البلاد. وأدان المتظاهرون نهج الحكومة في معالجة الأزمة الاقتصادية التي تراجعت قيمة عملتهم المحلية، مما أدى إلى التضخم وارتفاع أسعار السلع. خارج أحد البنوك الخاصة، ورد أن اشتباكات اندلعت بين قوات الأمن والمتظاهرين، حيث شوهد أحد المتظاهرين على الأقل وهو يتعرض للجلد على أيدي قوات الأمن، وفقاً لدايلي صباح.
أظهرت البنوك اللبنانية أيضاً عدم دعمها للحكومة لطلب المساعدة من صندوق النقد الدولي، مدعيةً أن محاميها لم يُطلب منه. وطالبت جمعية مصارف لبنان برفض الخطة من قبل أعضاء مجلس النواب، مؤكدة أنها لا تحتاج إلى إقرارها لأنها تتعدى على حقوق الملكية الخاصة. وأضافوا أن الخطة ليس لها وقت محدد للتنفيذ، كما أنها تفتقر إلى القدرة على تقديم حلول لمعدل التضخم المرتفع، مما قد يؤدي إلى تضخم مفرط. ومع ذلك، يُعتقد أن صندوق النقد الدولي قد يتشاور مع البنوك اللبنانية بشأن خطة الإنقاذ قبل المضي قدماً، وفقاً لعرب نيوز.
أفادت الأمم المتحدة في 8 مايو 2020، أن الصحفيين الذين يغطون التظاهرات الشعبية في لبنان هم الأكثر عرضة للإصابة بفيروس كورونا، حيث لا يلتزم الكثير من المحتجين بإجراءات السلامة الموصى بها لمنع انتشار الفيروس الجديد. تم تناول هذه القضية لأول مرة من قبل جويس عقيقي، وهي مراسلة بارزة مقيمة في لبنان لقناة إم تي في في ملفها التلفزيوني (أو فيديو سيلفي).
في 14 مايو، تم اعتقال مدير العمليات النقدية في البنك المركزي اللبناني، مازن حمدان، للاشتباه في تورطه في التلاعب بالعملة، صدر أمر التوقيف عن المدعي المالي اللبناني علي إبراهيم. وعلى الرغم من أن مكتب المدعي العام لم يصدر بياناً بعد، فقد أكدت مصادر أمنية أن حمدان رهن الاحتجاز في انتظار التحقيق، وفقاً لرويترز. وأضافت دايلي صباح أنه عقب اعتقال مازن حمدان، طالب رئيس الوزراء اللبناني حسان دياب بمزيد من البحث في الادعاءات المتعلقة بالليرة اللبنانية، مؤكداً أنه يحق للشعب اللبناني الحصول على تفسير لسبب انخفاض سعر الصرف.

### احتجاجات يونيو
في 2 يونيو، لجأ المتظاهرون في لبنان إلى وسائل التواصل الاجتماعي لمشاركة الإجراءات الوقائية مع المتظاهرين الذين تجمعوا في عدة مدن في جميع أنحاء الولايات المتحدة، على مقتل جورج فلويد، وهو رجل أسود غير مسلح في مينيابوليس. كما قدّم المحتجون اللبنانيون للمتظاهرين الأمريكيين قائمة بالأشياء التي يجب عليهم حملها أثناء التظاهر، وكذلك كيفية منع أنفسهم من الاستخدام المفرط للقوة من قبل قوات الأمن. استخدم العديد من المتظاهرين في لبنان الهاشتاغ #الثورات_الأمريكية، الذي انتشر على تويتر كدليل على التضامن.
في 4 يونيو، استباقاً للاحتجاج المزمع الذي كان مقرراً أن تنظمه الحركة المدنية يوم السبت، مدد مجلس الوزراء اللبناني فترة التعبئة العامة في لبنان حتى 5 يوليو. أكد وزير الإعلام، عبد الصمد، أن اللبنانيين لا يحرمون من حقهم في التظاهر، ما داموا يرتدون ملابس واقية، ويتجنبون إغلاق الطرق، وبدء العنف مع قوات الأمن، أو تدمير الممتلكات. وأضاف أن القرار الخاص بالتمديد جاء تماشياً مع توصية المجلس الأعلى للدفاع. وأعرب رئيس الوزراء حسان دياب، رغم دعمه للاحتجاجات السلمية، عن مخاوفه وحذر الشعب اللبناني من استغلال الوضع بتحويله إلى عنف.
في 6 يونيو، عاد العديد من المتظاهرين إلى الشوارع للمرة الأولى منذ وضع حظر التجوال. وبحسب ما ورد تحولت الاحتجاجات إلى أعمال عنف عندما بدأ بعض المتظاهرين المناهضين للحكومة وأنصار حزب الله الشيعي المدعوم من إيران في إلقاء الحجارة على بعضهم البعض، وفقاً لقناة دي دبليو نيوز. مع اندلاع اشتباكات بين آلاف المتظاهرين في ساحة الشهداء في بيروت، اضطر الجيش للتدخل والوقوف بين المجموعتين. وبحسب بيان صادر عن الصليب الأحمر اللبناني على موقع تويتر، أُصيب 37 شخصاً بجروح خلال أعمال العنف التي اندلعت، وتم علاج غالبية الضحايا في مكان الحادث.
في 11 يونيو، اندلعت أعمال عنف جديدة في العاصمة اللبنانية بيروت، بعد انخفاض قيمة الليرة اللبنانية بشكل كبير مقابل الدولار الأمريكي مع خروج المتظاهرين الغاضبين إلى الشوارع. تم إغلاق عدة طرق في جميع أنحاء لبنان من قِبَل المتظاهرين المناهضين للحكومة، وبالتالي اشتبكوا مع قوات الأمن التي استخدمت الغاز المسيل للدموع لتفريق الحشد. ووفقاً لشبكة سي إن إن، فقد اندلعت الاحتجاجات أيضاً في مدينتي صيدا والنبطية الجنوبية، وكذلك مدينة طرابلس الشمالية، حيث ألقى المتظاهرون زجاجات حارقة وحجارة على مبنى البنك المركزي بالمدينة. عقب سلسلة الاشتباكات العنيفة التي هزت لبنان الخميس، دعا رئيس الوزراء حسان دياب إلى اجتماع طارئ لمجلس الوزراء يوم الجمعة، في محاولة لبحث حلول للأزمة المالية في البلاد. أفادت بي بي سي أن الرئيس ميشال عون كشف عن أنه من المتوقع أن يبدأ البنك المركزي ضخ الدولار الأمريكي في السوق من أجل استقرار سعر الصرف المتدهور.
في 12 يونيو، دخلت المظاهرة التي بدأت في وقت متأخر من مساء الخميس ليلتها الثانية، حيث أطلقت قوات الأمن الرصاص المطاطي والغاز المسيل للدموع بعد اشتباكات مع محتجين في بيروت وطرابلس شمال لبنان. دمر المحتجون العديد من الممتلكات العامة والمتاجر.
في 13 يونيو، شوهد بعض المتظاهرين اللبنانيين في ساحة الشهداء في بيروت وهم يرتدون ملابس سوداء ووجوههم ملونة بالأبيض، بينما كانوا يتجولون مع نعش مغطى باللبنانيين. مع وصول الاحتجاجات في العاصمة ومدن أخرى في جميع أنحاء لبنان إلى يومها الثالث على التوالي، احتشد مئات المتظاهرين في شوارع لبنان مطالبين باستقالة حكومة دياب. بعد 100 يوم في السلطة، اعتُبرت الحكومة بقيادة رئيس الوزراء حسان دياب غير كافية للتخفيف من الأزمة الاقتصادية.
في 18 يونيو، استقال هنري شاول، كبير مستشاري وزير المالية اللبناني في مفاوضات صندوق النقد الدولي. ألقت استقالة شاول المعلنة باللوم مباشرة على الحكومة والنخبة الحاكمة قائلة: «بينما أكد صندوق النقد الدولي حجم هذه الخسائر، اختارت المؤسسة (الطبقة السياسية، والسلطات النقدية، والقطاع المالي ككل استبعاد حجم الخسائر) من هذه الخسائر التي تفرض نفسها على أنها حقيقة لا جدال فيها وشرعت في أجندة شعبوية». وأغلق المتظاهرون خلال النهار الطريق السريع الرئيسي في جونيه الذي يربط المدينة ببيروت. وقعت اشتباكات وأعمال عنف بين المتظاهرين وقوات الأمن على خلفية اعتقال الناشط ميشال شمعون بعد أن انتقد الرئيس ميشال عون على مواقع التواصل الاجتماعي. يأتي ذلك بعد أيام قليلة من صدور أمر جديد يسمح بمقاضاة الأشخاص الذين أهانوا الرئاسة على وسائل التواصل الاجتماعي. واندلع العنف أثناء نقل شمعون من السراي في جونيه إلى معتقل آخر. وأُصيب ضابط من قوى الأمن الداخلي في الاشتباكات.
في 22 يونيو، اُتهمت الناشطة كندة الخطيب بارتكاب جريمة «التعامل مع العدو [إسرائيل]» وزيارة الأراضي الفلسطينية المحتلة، بعد أن اُقتيدت من منزلها في عكار في 18 يونيو.
في 25 يونيو، اندلعت الاحتجاجات في جميع أنحاء لبنان وسط تدهور الأوضاع الاقتصادية في البلاد، حيث أغلق العديد من المتظاهرين طرقاً مختلفة في لبنان. وبحسب ما ورد تجمع العديد من المتظاهرين في قصر العدل في بيروت، مطالبين بالإفراج الفوري عن المتظاهرين الذين تم اعتقالهم في وقت سابق من هذا الأسبوع على خلفية مزاعم تدمير الممتلكات. وبحسب قناة الجزيرة، تراجعت الليرة اللبنانية، الخميس، إلى معدل جديد يتجاوز سبعة آلاف لكل دولار في السوق السوداء. وعقب الاحتجاجات التي اندلعت، عقد الرئيس ميشال عون، الخميس، اجتماعاً وطنياً مع كبار السياسيين اللبنانيين، خوفاً من تصعيد الاحتجاجات إلى حرب أهلية.
خلال مقابلة تلفزيونية مع قناة المنار في 28 يونيو، أقرّ وزير الداخلية اللبناني محمد فهمي بقتل شخصين خلال الحرب الأهلية اللبنانية التي استمرت 15 عاماً. وزعم فهمي أن الرئيس الحالي ميشال عون يحميه، وكان حينها ضابط كبير في الجيش. كما كشف عن وقوع حادثة مع الشخصين اللذين قتلهما، وهما جزء من مجموعة قوية للغاية. وأثارت المقابلة مع الوزير شكوكاً حول العلاقة بين حكومة التكنوقراط المفترضة برئاسة رئيس الوزراء حسان دياب والنخبة السياسية الحالية التي تضم أمثال الرئيس عون.
في 29 يونيو، بعد أسبوعين من استقالة هنري شاول، قدّم المدير العام لوزارة المالية والمفاوض مع صندوق النقد الدولي، آلان بيفاني، استقالته. وأشار بيفاني في مؤتمر صحفي إلى أن أسباب الاستقالة كانت أن المفاوضات كانت في «طريق مسدود» وأن مستوى المخاطرة وصل إلى نقطة لم يعد بإمكانه الصمت. وتابع بيفاني «انتظرنا فرصة طويلة لتحقيق تغيير جدي وحاولنا توقع ما وصلنا إليه اليوم. كافحنا لتفادي الأسوأ لكن قوى الظلام والطغيان اجتمعت لعرقلة ما فعلناه». في مقابلة هاتفية مع فرانس 24، ألقى بيفاني باللوم على مجموعات المصالح الخاصة بالسماح للمفاوضات بالوصول إلى طريق مسدود، قائلاً: «هذه واحدة من الحالات القليلة جداً التي يُنظر فيها إلى صندوق النقد الدولي إلى جانب العدالة الاجتماعية ضد النخب السياسية المتعاونة مع المصالح الخاصة والبنوك والمودعين الكبار - القلائل الذين لديهم أكثر من 10 ملايين دولار لكل منهم [في الودائع المصرفية] ولا يريدون المساهمة في حل عادل». بدأت قوات الأمن اللبنانية تحقيقاً في هجوم صاروخي مزعوم يُفترض أنه تم إطلاقه بالقرب من موكب رئيس الوزراء السابق سعد الحريري في 17 يونيو. وبحسب ما ورد انفجر صاروخ على بعد 500 متر من موكب رئيس الوزراء السابق أثناء زيارته لسهل البقاع الشرقي. تجدر الإشارة إلى أن التقرير نُشر لأول مرة من قبل محطة إخبارية أجنبية، قناة الحدث التلفزيونية المملوكة للسعودية، ولا توجد إشارة أخرى للهجوم.

### احتجاجات يوليو
في 3 يوليو، مع استمرار انهيار الاقتصاد اللبناني والمصاعب، يُعتقد أن رجلين قتلا نفسيهما في لبنان، وفقاً لصحيفة ذا ديلي ستار. تم اكتشاف مذكرة وعلم لبناني ونسخة من سجل إجرامي نظيف في شارع مزدحم في بيروت حيث أن الضحية الأولى رجل يبلغ من العمر 61 عاماً من منطقة الهرمل الشرقية أطلق النار على نفسه، وهو «علي محمد الهق». وبينما كان رجال الأمن يأخذون الجثة في نعش أبيض ويقومون بإخلاء المكان، ألقى قريبه باللوم على الحكومة في الأوقات الصعبة التي أدت إلى انتحار الضحية. غير أن الجثة الثانية، لرجل قيل أنه سائق، عثرت عليها قوات الأمن في منزله بالقرب من صيدا في جنوب لبنان.
و«علي محمد الهِق» هو مواطن معترض لبناني انتحر قرابة العاشرة قبل الظهر صباح اليوم الجمعة 3 يوليو/ تموز 2020 - 13 ذي القعدة 1441 في شارع الحمراء ببيروت، حيث أطلق النار على نفسه بالقرب من مقهى دانكن وحاملًا ورقة كتب عليها أنا مش كافر حسب تصريح عائلته أو أنا مش كافر، بس الجوع كافر (أنا لست كافرًا ولكن الجوع كافر) حسب تقارير إعلامية لبنانية، مرفقة بسجل عدله النظيف. وبعده وصل الإسعاف بعد دقائق ثم حضرت القوى الأمنية إلى مكان الحادث فيما بقي الجثمان حتى الواحدة والنصف بعد الظهر، ممدّداً بوجود الأدلّة الجنائيّة إلى مكان الحادث. تجمّع عشرات المتظاهرين في المكان الذي شهد عملية انتحاره، ووضعوا الزهور وأضاؤوا الشموع واعتبروا الهق «أحد شهداء ثورة 17 تشرين الأول.» وتحولت كلماته الأخيرة إلى هاشتاغ #أنا مش كافر عبر مواقع التواصل الاجتماعي تفاعل معه اللبنانيين. وعلي محمد الهق كان من مواليد 1959، ابن بلدة الهرمل محلّة الكواخ، ومن سكان المريجة في الضاحية الجنوبية، بيروت. غادر وطنه منذ سنوات إلى الخليج سعياً لتأمين لحياته حيث عمل في مطاعم عدّة، عاد بعدها إلى وطنه وافتتح مطعماً في المريجة، إلّا أنّ الأزمة الاقتصادية اللبنانية أدّت إلى تراجع العمل في المحلّ لبيع المواد الغذائيّة والحبوب والزيوت، لكنّ راتبه لم يكن كافياً وتعذّر تأمين بدل الإيجار الشهري، «ما أدّى إلى تعرّضه لضغوط من صاحب الملك، في وقت لم يعد يملك قوت يومه». في 6 يوليو، أصدرت عائلته بيانًا توضيحيًا، رداً على «كمية التضليل والاختلاق التي عرضت في نشرات الأخبار ومواقع التواصل الإجتماعي». وأشار البيان إلى أنه «يهمّ العائلة أن توضح أنّ المرحوم لم يبخل يوماً في مساعدة من حوله ولم يحتج أحداً في حياته، وأن عبارة (أنا مش كافر)، إن سلمنا جدلاً أنه هو من كتبها، فإنها ذكرت للتأكيد على إيمانه بالله تعالى، ولم يذكر مطلقاً عبارة (بس الجوع كافر) التي أضيفت من مجهول وحولت القضية إلى مفهوم آخر».
في 6 يوليو، في أعقاب الأزمة الاقتصادية المتفاقمة ونقص الكهرباء المنتظم في لبنان، خرج المتظاهرون إلى الشوارع يوم الاثنين، وأغلقوا الطرق وأحرقوا الإطارات في العاصمة بيروت. وفي منطقة الصنايع ببيروت، نظم سائقون احتجاجات خارج مقر وزارة الداخلية، مطالبين بخفض أسعار المحروقات والرسوم الأخرى. وبحسب عرب نيوز، اعتقلت قوات الأمن الناشط اللبناني بيار حشاش، واعتدت بالضرب على اثنين آخرين من بين المتظاهرين الذين خرجوا للتظاهر ضد اعتقال الحشاش.
في 10 يوليو، تجمع العديد من المتظاهرين اللبنانيين إلى جانب أنصار حزب الله خارج السفارة الأمريكية في عوكر، للاحتجاج على تورط واشنطن في لبنان، وكذلك للتعبير عن دعم حزب الله. ورشق المتظاهرون قوات الأمن بالحجارة خارج السفارة، وحاولوا إزالة الأسلاك الشائكة التي كانت تقف بينهم وبين قوات الأمن. كما أشعلوا النيران في الأعلام الأمريكية واستهزأوا بأوراق الدولار، واصفين الولايات المتحدة بأنها من مؤيدي الإرهاب. ومع ذلك، تمكنت شرطة مكافحة الشغب من قمع الاحتجاج من خلال قيادة التجمع بعيداً عن السفارة الأمريكية.

### احتجاجات أغسطس
في 3 أغسطس، ورد أن وزير الخارجية اللبناني ناصيف حتي قدم استقالته إلى رئيس الوزراء حسان دياب، واصفاً خوفه من تحول البلاد إلى دولة فاشلة بسبب عجز الحكومة عن إجراء إصلاحات. لم يتم بعد تعيين وزير جديد أو من يتولى مهامه بانتظار قبول استقالته. ووفقاً لإذاعة صوت أمريكا، بعد الزيارة السابقة لوزير الخارجية الفرنسي جان إيف لودريان إلى العاصمة بيروت، تعرض لانتقادات من قِبَل رئيس الوزراء حسان دياب، الأمر الذي وجده حتي مخيباً للآمال. كما أكد وزير الخارجية اللبناني أن حكومة دياب لم تسرع في تنفيذ الإصلاحات التي طلبها المانحون الدوليون. ومع ذلك، يُعتقد أن دياب قبل استقالة الوزير على الفور، وبدأ بالفعل في تقييم البدائل لبديل مناسب، بحسب ما أفاد مكتبه وفقاً لفرانس 24. وفي وقت لاحق من ظهر يوم الاثنين، أفادت الأنباء أن المستشار الدبلوماسي للرئيس ميشال عون شربل وهبة، كان قد تم تسميته خليفة لناصيف حتي.
في 4 أغسطس، حاول العشرات من المتظاهرين اللبنانيين اقتحام مقر وزارة الطاقة في بيروت، بعد انقطاع التيار الكهربائي الذي ترك عدة مناطق في الظلام. وتمكنت قوات الأمن بالهراوات من تفريق الحشد الذي كان قد تجاوز بالفعل سياجاً من الأسلاك الشائكة. أراد المتظاهرون التحضير لاعتصام في وزارة الطاقة، حيث أكد أحد المتظاهرين أنهم لن يخلوا المبنى حتى يتم توفير الكهرباء.

#### احتجاجات انفجار بيروت
في ليلة 6 أغسطس 2020، استؤنفت الاحتجاجات ضد الحكومة، بعد الانفجار الذي وقع في بيروت قبل يومين والذي أسفر عن مقتل 220 شخصاً على الأقل وإصابة أكثر من 6000. وتجمع المتظاهرون بالقرب من مبنى البرلمان مطالبين باستقالة مسؤولي الحكومة اللبنانية. كشفت وزارة الصحة أنه على الرغم من تولي خبراء البحث والإنقاذ البحث عن الناجين المتبقين، ما لا يقل عن 21 شخصاً ما زالوا في عداد المفقودين. تحولت الاحتجاجات إلى أعمال عنف، حيث استخدم الضباط الغاز المسيل للدموع، وأُصيب عدد من الأشخاص. ووفقاً لقناة يورونيوز، أرسل الصليب الأحمر اللبناني 17 سيارة إسعاف إلى موقع الاحتجاج لمساعدة الجرحى. في نفس اليوم، وصل إيمانويل ماكرون إلى بيروت. وكان أول رئيس دولة أجنبي يفعل ذلك منذ الانفجار. ووعد بأن تتبرع فرنسا لجهود الإغاثة وحثّ قادة لبنان على تنفيذ الإصلاحات.
وقّع أكثر من 60 ألف شخص على عريضة لإعادة دمج لبنان كمستعمرة فرنسية لمدة 10 سنوات، لكن ماكرون رفض الفكرة وأخبر الشعب اللبناني أن الأمر متروك لهم لإصلاح بلدهم.
في 8 أغسطس 2020، اقتحم آلاف المتظاهرين وزارة الخارجية (قصر بسترس) خلال المظاهرات. أطلقت قوات الأمن النار واشتبكت مع المتظاهرين مما أدى إلى إصابة أكثر من 238 شخصاً، تم نقل 63 منهم إلى المستشفيات؛ أكدت قناة الحدث الإخبارية السعودية مقتل شرطي في حادث. كما اقتحم المتظاهرون وزارة الاقتصاد ووزارة البيئة ووزارة الطاقة ورابطة البنوك. وأضافت شبكة يو إس نيوز أنهم اقتحموا أيضاً مكاتب وزارتي الإسكان والنقل. وثق تحقيق أجرته هيومن رايتس ووتش استخدم قوات الأمن الكريات المعدنية في حالات متعددة ضد المتظاهرين في مظاهرة 8 أغسطس. وقد رفضت جميع القوى الأمنية هذه المزاعم. رداً على الاحتجاجات والدعوات لإقالة حكومته، وعد رئيس الوزراء اللبناني حسان دياب بإجراء انتخابات مبكرة، مؤكداً أن حكومته ستبقى لمدة شهرين حتى تتمكن الأحزاب الكبرى من اتخاذ قرار.
في 9 أغسطس، مع دخول الاحتجاجات يومها الثاني، ورد أن حريق اندلع عند مدخل ساحة البرلمان، عندما حاول المتظاهرون الغاضبون اقتحام المبنى. تم عرض البث على الهواء مباشرة على القنوات التلفزيونية اللبنانية، حيث استخدمت قوات الأمن الغاز المسيل للدموع لتفريق مئات المتظاهرين المناهضين للحكومة المتجمعين خارج المبنى. اعتباراً من يوم الأحد، استقال ثلاثة وزراء عقب انفجار الأسبوع الماضي، من بينهم وزير العدل والبيئة والإعلام. ووصفت وزيرة الإعلام اللبنانية منال عبد الصمد حكومة دياب بالفشل في تلبية مطالب اللبنانيين. كما أعرب وزير البيئة دميانوس قطار عن أسفه لأن النظام غير كفء وفوّت فرص مختلفة لضمان الإصلاحات.
في 11 أغسطس، أشارت النتائج التي توصلت إليها منظمة العفو الدولية إلى أن قوات الأمن اللبنانية استخدمت القوة بشكل غير قانوني ضد المتظاهرين، أثناء الاحتجاجات التي أعقبت الانفجار في بيروت. كما أظهرت الوثائق الطبية أدلة على استهداف المتظاهرين بالذخيرة الحية والرصاص المطاطي، وفقاً للجزيرة. وبحسب ما ورد تعرض مسعفون للهجوم في مكان الحادث، حيث كانوا يعتنون بالجرحى خلال الاشتباك.
في 26 أغسطس، كشفت هيومن رايتس ووتش عن استخدام مفرط للقوة والذخيرة الحية ضد المتظاهرين المعارضين للحكومة من قِبل قوات الأمن اللبنانية خلال المظاهرات التي جرت بعد انفجار بيروت. وأضافوا أن بعض المتظاهرين اُستهدفوا بشكل مباشر بالغاز المسيل للدموع وأُصيب بعضهم في العنق والرأس. بعد هذه النتائج، دعت هيومن رايتس ووتش إلى إجراء تحقيق مستقل في سوء السلوك الذي ارتكبته قوات الأمن اللبنانية. أطلقت قوات الأمن اللبنانية الكريات المعدنية على ما لا يقل عن اثنين من المتظاهرين اللبنانيين في أوائل سبتمبر، مما زاد من الشكوك المتزايدة في أن الشرطة تستخدم أساليب غير مستخدمة من قبل تؤدي إلى إصابات خطيرة وربما قاتلة.
مع بلوغ لبنان 100 عام في الأول من سبتمبر 2020، تجمع المتظاهرون الغاضبون للمطالبة بالعدالة للمتضررين من انفجار المرفاً. وقاموا بإلقاء الحجارة وحاولوا الصعود فوق الجدران المحيطة بمجلس النواب اللبناني الخاضع لحراسة مشددة في بيروت حيث نجح رجال إنفاذ القانون في إطلاق الغاز المسيل للدموع والرصاص المطاطي من أجل تشتيت الحشد. كان الاحتجاج أول تجمع كبير منذ 8 أغسطس، والذي أسفر عن إصابة آلاف المتظاهرين المناهضين للحكومة، حيث قوبلوا بالغاز المسيل للدموع والرصاص المطاطي والذخيرة الحية من قوات الأمن. خلال الاحتجاجات، قيل إن اثنين على الأقل من المتظاهرين أُصيبوا بجروح نتيجة الكريات المعدنية التي استخدمتها قوات الأمن اللبنانية، وفقاً لقناة الجزيرة.
في 3 سبتمبر، بعد 30 يوماً من الانفجار المدمر في بيروت، ورد أن كلب إنقاذ اشتم رائحة شيء يعتقد فريق الإنقاذ التشيلي أنه ربما يكون نبض قلب. تم نشر أحد المعدات التي قيل إنها التقطت نبضاً من 18 إلى 19 نبضة في الدقيقة، على الرغم من أن رجال الإنقاذ يقولون إنه على الرغم من احتمال النبض الذي يعني أن شخصًا ما على قيد الحياة أو في غيبوبة، فقد يكون أيضًا مجرد جسم يصدر إشارة. حفرت فرق الإنقاذ بين الأنقاض لساعات، لكن للأسف اضطروا إلى تعليق العملية مؤقتاً بسبب الخوف من احتمال انهيار المبنى. وفي سياق منفصل، كشف الجيش عن اكتشاف أربع حاويات بها 4.3 طن من نترات الأمونيوم خارج ميناء بيروت، بحسب بي بي سي. وكشف الجيش عن دعوة خبراء من الجيش للقيام بتفتيش الحاويات التي تحتوي على مادة كيماوية خطيرة. وأضافت تايمز إسرائيل أنه لم يتم الكشف عن تفاصيل أصحاب أو مصدر المواد الكيماوية.
كشف الجيش اللبناني عن اندلاع حريق هائل في 10 سبتمبر في ميناء بيروت، يُعتقد أنه نشأ من مستودع يُحتفظ فيه بالنفط والإطارات. وأضافت شبكة سي إن إن أن سبب الحريق لم يتأكد بعد. وعلى الرغم من أن الحريق لم يتم إخماده بعد، إلا أنه سيطر عليه مقاتلو الدفاع المدني اللبناني، ولم يبلغ عن وقوع إصابات. لكن رئيس الصليب الأحمر اللبناني جورج كتانة قال إن بعض الناس كانوا يعانون من ضيق في التنفس.
في 12 سبتمبر، ورد أن الجيش اللبناني اشتبك مع متظاهرين مناهضين للحكومة بالقرب من القصر الرئاسي في ضاحية بعبدا. وفي محاولة لفض تجمع المتظاهرين، قيل إن جنوداً لبنانيين أطلقوا الرصاص المطاطي والذخيرة الحية في الهواء لمنع المتظاهرين من الوصول إلى القصر الجمهوري. وانتقد المتظاهرون عدم مساءلة السلطات للنظر في انفجار 4 أغسطس الذي دمر العاصمة، حيث رفع بعضهم نسخاً سوداء من العلم اللبناني كعلامة حداد على القتلى في الانفجار. وأضافت صحيفة عرب نيوز أن المتظاهرين المناهضين للحكومة اشتبكوا أيضاً مع محتجين متنافسين يدعمون الرئيس ميشال عون. وقيل إن عدة جنود لبنانيين أصيبوا بجروح نتيجة رشق بعض المتظاهرين بالحجارة وأغصان الأشجار.
في 15 سبتمبر، بعد انفجار بيروت في 4 أغسطس، اندلع حريق ثالث مرة أخرى في مركز تسوق من تصميم زها حديد في بيروت. واستطاع رجال الإطفاء السيطرة على الوضع، حيث تمكنوا من إخماد النيران، بحسب الدفاع المدني اللبناني. وأضافت الجزيرة أن سبب الحريق لم يتحدد بعد. وحتى الآن لم ترد أنباء عن وقوع إصابات خلال الحادث.
في 27 سبتمبر 2020، قال حزب جبران باسيل إنه أصيب بحالة «خفيفة» من فيروس كورونا مع استمرار ارتفاع الحالات في جميع أنحاء لبنان.
في 9 أكتوبر 2020، انفجر صهريج وقود، ما أسفر عن مقتل أربعة أشخاص على الأقل وإصابة عشرين بجروح. وقع الانفجار بعد أن اشتعلت النيران في منطقة طريق الجديدة.
في 1 فبراير 2021، أشارت أدلة جديدة كشفت عنها منظمة العفو الدولية إلى أن قوات الأمن اللبنانية استخدمت استخداماً غير قانوني للقوة والغاز المسيل للدموع لتفريق المتظاهرين خلال احتجاجات انفجار مرفأ بيروت 2020 في لبنان.

#### استقالات
اعتباراً من 10 أغسطس، استقال رئيس الوزراء اللبناني حسان دياب وحكومته، وأصبح رئيساً مؤقتاً للوزراء حتى تشكيل حكومة جديدة. أعلن دياب هذا بينما كان يلقي خطاباً مساء الاثنين، وألقى باللوم على الطبقة الحاكمة في البلاد لعرقلة خطط الإصلاح. وبعد حديثه توجه إلى القصر الجمهوري حيث وافق الرئيس ميشال عون على استقالة حكومته. على الرغم من تنحي حكومة دياب، أكد المتظاهرون اللبنانيون أنهم لن يوقفوا المظاهرات، حسب ما أوردته إذاعة صوت أمريكا.
في 31 أغسطس، عُيّن مصطفى أديب، سفير لبنان في ألمانيا منذ 2013، رئيساً جديداً لوزراء لبنان. جاء ترشيحه في نفس اليوم الذي زار فيه الرئيس الفرنسي إيمانويل ماكرون لبنان في غضون شهر لمناقشة الاحتياجات المختلفة للإصلاح. وفقًا لنظام تقاسم السلطة اللبناني القائم على أساس طائفي، فإن أديب مسلم سني يجعله مؤهلاً ليصبح رئيس وزراء لبنان. وقيل إن اسم أديب ظهر بعد اجتماع بين مجموعة مؤثرة من رؤساء وزراء سابقين في لبنان يوم الأحد، وفقاً لقناة الجزيرة.
بعد ترشيح مصطفى أديب لمنصب رئيس الوزراء المكلف، حث على تشكيل حكومة جديدة وتنفيذ إصلاحات فورية، من أجل التوصل إلى تفاهم مع صندوق النقد الدولي. وتمكن الدبلوماسي غير المعروف البالغ من العمر 48 عاماً من الحصول على 90 صوتاً من أصل 128 عضواً في البرلمان. وأضافت الجزيرة أن 17 نائباً قيل إنهم صوتوا لمرشحين آخرين، مع عدم حضور حوالي 12 نائباً أو لم يصوتوا لأحد.
وزار الرئيس الفرنسي إيمانويل ماكرون يوم الاثنين لبنان للمرة الثانية منذ انفجار 4 أغسطس الذي دمر ما يقرب من نصف بيروت. عند وصول ماكرون إلى مطار بيروت الدولي، حث على تشكيل حكومة جديدة على الفور. وبحسب ماكرون، فقد تعهدوا بعد لقائه القادة اللبنانيين يوم الثلاثاء بتشكيل حكومة جديدة في غضون أسبوعين.
في 26 سبتمبر، استقال مصطفى أديب بعد فشله في تشكيل مجلس الوزراء. جاء قرار التنحي بعد اجتماعه مع الرئيس ميشال عون. على الرغم من استقالة أديب، أكد الرئيس عون أنه لا يزال ملزمًا بضمان أن مبادرة ماكرون لا تزال في مسارها. وفقاً لدويتشه فيله، واجه أديب بشكل خاص مأزقاً أثناء ترشيح من سيشغل منصب وزير المالية، حيث تريد الجماعات الشيعية الرئيسية في لبنان، حزب الله وحركة أمل، الاحتفاظ بالمنصب.
بعد استقالة مصطفى أديب، ألقى الرئيس الفرنسي إيمانويل ماكرون في 27 سبتمبر باللوم على قادة لبنان لعدم تمكنهم من تشكيل حكومة جديدة ووصف فشلهم بأنه خيانة. وأضاف أنه كان محرجاً من القادة السياسيين اللبنانيين خلال مؤتمره الصحفي في باريس، موضحاً أنهم لا يأبهون بالالتزامات المخصصة لفرنسا وللمجتمع الدولي بأسره. كما أصدر تحذيراً لجماعة حزب الله الشيعية التي تحملت مسؤولية تأخير عملية تشكيل الحكومة الجديدة، قائلاً إن الحركة المدعومة من إيران يجب ألا تبالغ في تقدير سلطاتها. وبينما استبعد الرئيس الفرنسي فرض عقوبات، قال إنه سيخصص أربعة إلى ستة أسابيع أخرى للطبقة السياسية اللبنانية لتنفيذ خطط فرنسا للإصلاح الاقتصادي والسياسي.

### احتجاجات أكتوبر
في 17 أكتوبر 2020، تجمع المتظاهرون في بيروت وجميع أنحاء لبنان للاحتفال بالذكرى السنوية الأولى للثورة. تم إغلاق الطرق وكذلك العديد من التجمعات وسط جائحة فيروس كورونا. ولوّح المتظاهرون بالأعلام اللبنانية، حيث تجمعوا وسط تجمعات العام الماضي، ساحة الشهداء. كما قيل إن عشرات المتظاهرين ساروا أمام البنك المركزي، بما في ذلك مبنى البرلمان، وبعد ذلك تجمعوا بالقرب من الميناء الذي دُمر في انفجار 4 أغسطس. على الرغم من الجدل حول المضي قدما في حركة الثورة، طالب المحتجون اللبنانيون الرئيس ميشال عون بالتنحي. مع ذلك، خلال خطاب عون للجمهور، أكد أنه لن يتنحى، ووعد بتشكيل حكومة جديدة.
في 19 أكتوبر 2020، ثبتت إصابة المدير العام للمديرية العامة للأمن العام عباس إبراهيم بفيروس كورونا أثناء وجوده في الولايات المتحدة. ذكرت صحيفة وول ستريت جورنال أنه التقى مستشار الأمن القومي روبرت أوبراين في البيت الأبيض الأسبوع السابق لمناقشة وضع المواطنين الأمريكيين المحتجزين في سوريا. وقالت المديرية العامة للأمن العام في تغريدة أنه بصحة جيدة. في 23 أكتوبر 2020 عاد إلى بيروت.
في 22 أكتوبر، عُيّن سعد الحريري رئيساً لمجلس الوزراء اللبناني. وجاء تعيينه بعد حصوله على تأييد غالبية أعضاء البرلمان الذين التقوا بالرئيس عون يوم الخميس، وفق ما أوردته رويترز.

### احتجاجات ديسمبر
ضربت الاحتجاجات الطلابية الجماهيرية لبنان حيث كان طلاب الجامعات غاضبين من دفع الرسوم الدراسية وقروض الطلاب وزيادة الرسوم الدراسية. أشعلوا النيران ودخلوا بالآلاف إلى بيروت وشوهد بحر من الأعلام. اشتبكت شرطة مكافحة الشغب مع متظاهرين يطالبون بإنهاء الحكومة. وسرعان ما أطلقوا الغاز المسيل للدموع و‌خراطيم المياه فيما رشق المتظاهرون البيض والحجارة. تمت الاعتقالات وانتهى إلقاء الحجارة. استمرت المظاهرات السلمية بعد الاشتباكات. ولم ترد تقارير فورية عن وقوع إصابات في الاضطرابات حتى الآن، بحسب قناة الجزيرة.

## احتجاجات 2021

### احتجاجات يناير
في 25 يناير، عقب تمديد السلطات اللبنانية للإغلاق التام على مستوى البلاد لمدة أسبوعين للحد من العدد المتزايد لحالات مرض فيروس كورونا، نزل المتظاهرون الغاضبون إلى الشوارع، مما أدى إلى اشتباكات عنيفة مع قوات الأمن. وفي مدينة طرابلس شمال لبنان، أفادت الأنباء أن ثمانية أشخاص أُصيبوا خلال الاشتباكات، من بينهم ثلاثة من أفراد قوى الأمن الداخلي.
في 26 يناير، مع دخول الاحتجاجات ضد الإغلاق ليلتها الثانية، ألقى المتظاهرون الحجارة والنظارات المكسورة على أفراد الجيش، الذين ردوا بالرصاص المطاطي والغاز المسيل للدموع. أغلق المتظاهرون الساحة الرئيسية بطرابلس، كما أُشعلت النيران في عربة عسكرية، واُستهدفت مباني حكومية. وبحسب الصليب الأحمر اللبناني، فإن عدد الجرحى في طرابلس وصل إلى 45 شخصًا على الأقل، خلال الاشتباكات الليلية بين قوات الأمن ومتظاهرين غاضبين. يوم الثلاثاء، قيل إن العدد اليومي المسجل لوفيات مرض فيروس كورونا في لبنان قد سجل رقمًا قياسيًا جديدًا حيث وصل العدد إلى 73، وفقًا لقناة إيه بي سي نيوز.
في 27 يناير، دعا رئيس الوزراء اللبناني المؤقت حسان دياب المتظاهرين إلى الانخراط في مظاهرات سلمية وتجنب تدمير المنشآت الحكومية، وكذلك الاشتباك مع قوات الأمن. وبحسب قناة الجزيرة، احتشد المتظاهرون ليلتهم الثالثة على التوالي في طرابلس حيث تحولت إلى أعمال شغب. وفقًا لذلك، أطلقت الشرطة الذخيرة الحية لتفريق المتظاهرين. وأُصيب عدد كبير في الاشتباكات. وأظهرت التقارير أن أحد المتظاهرين عمر طيبة، 29 عاماً، قُتل متأثراً بعيار ناري، مما جعله أول قتيل في الاحتجاجات ضد الإغلاق.
في 28 يناير، بعد وفاة أحد المتظاهرين في مدينة طرابلس الشمالية، عاد المتظاهرون إلى الساحة الرئيسية بالمدينة، على الرغم من حظر التجول لمدة 24 ساعة الذي فرضته السلطات اللبنانية في محاولة لمواجهة ارتفاع وفيات مرض فيروس كورونا. حتى الآن، قيل إن عدد الجرحى وصل إلى 220 شخصًا على الأقل، إلى جانب 26 ضابط شرطة، وفقاً لدويتشه فيله.
في 31 يناير، أُصيب ما لا يقل عن 70 طفلاً بجروح في مدينة طرابلس شمال لبنان منذ بدء الاحتجاجات المناهضة للإغلاق الأسبوع الماضي، بحسب صندوق الأمم المتحدة الدولي لرعاية الطفولة (اليونيسف). ودعت المنظمة القوى الأمنية اللبنانية، بما في ذلك المحتجين، إلى التأكد من حماية الأطفال، من خلال منع مشاركتهم في جميع أعمال العنف.

### مارس 2021
في 2 مارس 2021، سجّلت الليرة اللبنانية رقماً قياسياً جديداً مقابل الدولار عند 10.000 ليرة للدولار الواحد. أفادت الأنباء أن بعض المناطق في لبنان تشهد انقطاع التيار الكهربائي لأكثر من 12 ساعة في اليوم بسبب التأخير في توفير شحنات الوقود، والذي نتج عن نقص العملة الصعبة. خلال الاحتجاجات، أحرق المتظاهرون الإطارات وأغلقوا عدة طرق. كما أغلق المتظاهرون ساحة عبد الحميد كرامي في شمال طرابلس، بما في ذلك ساحة زحلة في وسط لبنان.
في 4 مارس، عاد المتظاهرون إلى الشوارع، وانتقدوا قادتهم لعدم قدرتهم على تشكيل حكومة جديدة. قطع المتظاهرون في فرن الشباك و‌جل الديب الطرق الرئيسية التي تربط بيروت بالمدن الأخرى عن طريق حرق الإطارات.
في 6 مارس، هدد رئيس الوزراء المؤقت حسان دياب بالتوقف عن أداء مهامه في محاولة لممارسة الضغط على السياسيين اللبنانيين لتشكيل حكومة جديدة. كما دعاهم إلى تنحية خلافاتهم جانباً وتشكيل حكومة جديدة، من أجل منع البلاد من التصعيد السريع إلى مزيد من العنف. في نفس اليوم، ورد أن تجمعاً صغيراً من المتظاهرين قد تجمع خارج البنك المركزي في بيروت، مطالبين بإتاحة إمكانية الوصول إلى ودائعهم. بعد ذلك، قيل إن المتظاهرين ساروا إلى مبنى البرلمان للتعبير عن تحريضهم.
في 8 مارس، واصل المتظاهرون حرق الإطارات لإغلاق الطرق الرئيسية، وتمكنوا من إغلاق الطرق من جل الديب والدورة والذوق إلى بيروت. دعت منظمة العفو الدولية السلطات اللبنانية إلى الكف فوراً عن توجيه اتهامات إلى المتظاهرين والنشطاء بشأن الإرهاب. علاوة على ذلك، أصدر النائب العام اللبناني، القاضي غسان عويدات، تعليماته لكبار ومسؤولي الأمن في البلاد، بما في ذلك قوى الأمن الداخلي، لملاحقة الجناة المسؤولين عن المضاربة غير المشروعة بالعملة الأجنبية وتعديل العملة اللبنانية.
يوم الاثنين أيضاً، بعد عدة أيام من الاحتجاجات وإغلاق الطرق في شوارع لبنان، دعا الرئيس ميشال عون قوات الأمن إلى إزالة الحواجز التي أقامها المتظاهرون. من جهة أخرى، شدد قائد الجيش اللبناني العماد جوزيف عون على حق التظاهر السلمي، محذراً العسكريين من الانجرار إلى المأزق السياسي في البلاد.
في 10 مارس، عقب دعوات وجهها الرئيس عون لإزالة العوائق، كشف الجيش اللبناني عن بدء إزالة الحواجز التي أقامها المتظاهرون اللبنانيون لعدة أيام.
في 12 مارس، انطلق أكثر من 1000 متظاهر من وزارة الداخلية في الحمرا واتجهوا نحو مجلس النواب. واعتبر هذا الاحتجاج الأكبر منذ أسابيع.
في 13 مارس، أفادت التقارير أن العملة اللبنانية سجلت انخفاضاً قياسياً جديداً وسط أسابيع من الاحتجاجات، حيث بلغ سعر السوق السوداء 12500 ليرة للدولار الأمريكي. بعد انخفاض العملة، قيل إن المتاجر أوقفت بيع السلع، بينما قررت الشركات إغلاق أبوابها، وفقًا لعرب نيوز. تجمعت مجموعة صغيرة من المتظاهرين بالقرب من مبنى البرلمان بعد الظهر، وألقوا الحجارة على قوات الأمن التي ردت بالغاز المسيل للدموع، في محاولة لتفريق الحشد. كما حاول بعض المتظاهرين شق طريقهم بمحاولة اختراق بوابة معدنية متصلة بالهيئة التشريعية.
بعد غضب اللبنانيين، أجرى الرئيس ميشال عون ورئيس الوزراء المكلف سعد الحريري محادثات فورية في قصر الرئاسة. بعد ذلك، في 17 مارس، أخبر الرئيس الحريري أنه يجب أن يشكل حكومة على الفور، وأنه إذا لم يكن قادراً على القيام بذلك «فعليه أن يفسح المجال لمن هم». وأكد عون أيضًا أن التقاعس عن العمل لم يعد خيارًا لرئيس الوزراء المكلف الحريري، حيث يتعين عليه الاختيار بين التنحي أو تشكيل حكومة.
في 20 مارس، عشية عيد الأم، تظاهرت مجموعة من النساء وتوجهن من بشارة الخوري باتجاه بيروت والميناء وهن يصرخن ويبكين بسبب الأزمة التي تمر بها البلاد.
وفي 22 مارس، وبعد عدة لقاءات بين رئيس الوزراء المكلف سعد الحريري والرئيس عون، قال الحريري إن مطالب رئيس الجمهورية «غير مقبولة»، لذلك شهد لبنان إخفاقًا في تشكيل حكومة جديدة مما سيزيد من تفاقم الأزمة. وبحسب الحريري، قدم الرئيس عون له تشكيلة تمنح فريقه ثلث مقاعد مجلس الوزراء، الأمر الذي سيمكنهم من الحصول على حق النقض (الفيتو) على صنع القرار في الحكومة اللبنانية. وقيل إن الحريري تعرض لانتقادات من قِبل عون لإفشاء حكومته المقترحة مع وسائل الإعلام، لأن توزيع الوزارات كان غير عادل وهو ما كان سبب عدم موافقته على التشكيلة، بحسب الجزيرة. بعد الاجتماع الذي استمر 35 دقيقة فقط، لم يتسن التأكد من موعد آخر للقاء جديد بين الحريري وعون.
في 23 مارس، أغلق المتظاهرون الشوارع المركزية في بيروت، عقب نتيجة الاجتماع السياسي بين رئيس الوزراء اللبناني المكلف سعد الحريري والرئيس ميشال عون.
في 28 مارس، نظم الحزب الشيوعي اللبناني مظاهرة في العاصمة بيروت وسط تدهور الأوضاع الاقتصادية والمعيشية في لبنان. ورغم الإجراءات الأمنية المشددة، تجمع المتظاهرون أمام البنك المركزي، ثم انتقلوا إلى القصر الحكومي حاملين لافتات تطالب بمختلف المرافق الاجتماعية الأساسية.
في 29 مارس، وافق البرلمان على تمويل طارئ بقيمة 200 مليون دولار لتجنب انقطاع التيار الكهربائي الذي قد يضرب البلاد بحلول نهاية مارس. أكد وزير الطاقة السابق وعضو البرلمان سيزار أبي خليل أنه من المتوقع أن تكفي الكهرباء لمدة شهرين تقريبًا.
في 30 مارس، احتجت عائلات الطلاب الذين يدرسون في الخارج ضد البنوك اللبنانية وحاولوا مداهمة مصرف مغلق بينما كان الموظفون يعملون داخله. كان احتجاجهم بسبب طرد أبنائهم من جامعاتهم لأن الآباء لم يتمكنوا من إرسال الأموال لهم بسبب ارتفاع سعر صرف الدولار.
بشكل منفصل، أشار تقرير لهيومن رايتس ووتش إلى أن المتظاهرين تعرضوا للتعذيب على أيدي المخابرات العسكرية اللبنانية أثناء الإغلاق وتفاقم الاحتجاجات الاقتصادية في طرابلس اللبنانية. وبصرف النظر عن تعذيب المعتقلين، أضافت هيومن رايتس ووتش أن آخرين اختطفوا بالقوة من قِبل الجيش.

### أبريل 2021
في أبريل 2021، زار وكيل وزارة الخارجية الأمريكية للشؤون السياسية، ديفيد هيل، لبنان والتقى بالرئيس ميشال عون. وعقب الاجتماع، أصدر هيل تحذيراً من «أولئك الذين يواصلون عرقلة التقدم في أجندة الإصلاح».

### مايو 2021
في 14 مايو، تجمع المتظاهرون اللبنانيون بالقرب من السياج الحدودي مع إسرائيل لإظهار الدعم للفلسطينيين خلال الصراع الحالي مع إسرائيل. وبينما كان المتظاهرون الغاضبون يحاولون عبور السياج الحدودي، قيل إن متظاهراً لبنانياً قُتل برصاص قوات الأمن الإسرائيلية. وبحسب المونيتور، أُصيب متظاهران لبنانيان آخران. وانتقد الرئيس ميشال عون استخدام القوات الإسرائيلية للقوة عندما بدأت بإطلاق النار على المتظاهرين.

### يونيو 2021
في 21 يونيو، نزل المتظاهرون إلى الشوارع بعد الإجراءات التي تم تبنيها حديثًا للتصدي لتهريب الوقود إلى سوريا. وذكرت العربية للأنباء أن المتظاهرين أحرقوا الإطارات والقضبان المعدنية وأغلقوا طريقاً سريعاً يربط بين لبنان وسوريا. وقيل إن القوات الأمنية منعت مهربي البنزين من المرور عبر المعبر الشرعي، مما أدى إلى إغلاق معبر المصنع الحدودي من قِبل المهربين. وفي منطقة البقاع الشرقي في لبنان، أعلنت سلطات الجمارك أنها ستفرض تصاريح دخول المركبات إلى سوريا في محاولة للحد من تهريب الوقود. ومع ذلك، فإن المتظاهرين الذين أغلقوا الطريق السريع يحثون على أن يكون التصريح إما ملزماً لكل من يذهب إلى سوريا أو يتم إلغاؤه تماماً.
في 26 يونيو، اشتبك المتظاهرون مع قوات الأمن في طرابلس ومدن أخرى، حيث انخفضت العملة اللبنانية إلى مستوى قياسي. في طرابلس، ورد أن العديد من المتظاهرين أصيبوا خلال الاشتباكات. لكن الجيش اللبناني أكد أن 10 جنود أصيبوا بعد أن ألقى المتظاهرون الحجارة على الجنود وألقوا عليهم قنابل صوتية.
في 28 يونيو، أغلق المحتجون اللبنانيون عدة طرق، قبيل ارتفاع أسعار الوقود المتوقع إعلانه من قِبل وزارة الطاقة في 29 يونيو.
في 29 يونيو، ارتفعت أسعار الوقود بأكثر من 35% من قِبل وزارة الطاقة اللبنانية، بعد خفض الدعم الأسبوع الماضي. وأضافت «عرب نيوز» أن مستوردي الوقود وصفوا تأخر البنك المركزي اللبناني في فتح خطوط ائتمان لتمويل واردات الوقود بأنه السبب وراء الأزمة.
في 30 يونيو، ساء الوضع في مدينة طرابلس الشمالية، مع وفاة طفل كان على الأكسجين، نتيجة انقطاع التيار الكهربائي ونقص الديزل للمولدات. بعد استخدام الذخيرة الحية، اضطر الجيش اللبناني إلى نشر المدرعات في الشوارع لإعادة الهدوء إلى المدينة.

### يوليو 2021
في 9 يوليو، اندلعت احتجاجات في العاصمة اللبنانية بيروت، حيث ضغطت عائلات ضحايا انفجار بيروت 2020 على البرلمان لمعاقبة المسؤولين. وقبل المظاهرة، رفض وزير الداخلية المؤقت محمد فهمي طلب قاضي التحقيق في الانفجار باستجواب رئيس جهاز الأمن العام اللواء. عباس إبراهيم، بحسب جيروزاليم بوست. وطالب المحتجون برفع الحصانة عن ثلاثة نواب تماشياً مع طلب قاضي التحقيق في الانفجار الذي حصل في ميناء بيروت. وبحسب ما ورد اشتبك الجيش اللبناني والحرس النيابي مع بعض أهالي الضحايا الذين حاولوا اقتحام مقر رئيس مجلس النواب نبيه بري في بيروت.
في 15 يوليو، ورد أن رئيس الوزراء اللبناني المكلف سعد الحريري تنحى جانباً، بعد لقاء قصير مع الرئيس اللبناني ميشال عون في قصر بعبدا، بحسب الجزيرة. ووصف الحريري سبب تنحيه بالفشل في التوصل لاتفاق مع عون بعد لقائهما الذي استمر 20 دقيقة. كما كشف للصحافيين أن الرئيس عون رفض الاختيار الوزاري الذي قدمه في أقل من 24 ساعة. وعقب نبأ استقالة الحريري، قيل إن بعض المتظاهرين، ومعظمهم من مؤيدي الحريري، أغلقوا الطرق في العاصمة بيروت، بما في ذلك حرق الإطارات، مستندين للوضع الاقتصادي المتدهور.
في 25 يوليو، تلقى الملياردير اللبناني ورئيس الوزراء السابق نجيب ميقاتي الدعم من قادة السنة اللبنانيين ليصبح رئيس وزراء لبنان المكلف. كما تلقى ميقاتي دعماً من رئيس حركة أمل نبيه بري، مع دعم حزب الله الذي من المتوقع أن يليه.
في 26 يوليو، في محاولة لتعيين رئيس وزراء جديد، بدأ الرئيس ميشال عون محادثات مع الكتلة النيابية في البلاد في وقت مبكر من صباح اليوم، في قصر بعبدا. كما قيل إن الملياردير اللبناني نجيب ميقاتي التقى يوم الاثنين بالرئيس اللبناني ميشال عون، ومن المتوقع أن يحظى بأغلبية التأييد من الكتلة النيابية.
في وقت لاحق يوم الاثنين، عُيّن مجلس النواب اللبناني نجيب ميقاتي رئيساً جديداً للوزراء في لبنان. خلال المشاورات البرلمانية مع الرئيس اللبناني، قيل إن رئيس الوزراء لمرتين قد حصل على أغلبية أصوات النواب. وأضافت صحيفة دويتشه فيله أن الولايات المتحدة وفرنسا رحبتا أيضاً بالتعيين الجديد للحكومة اللبنانية. بعد تعيين ميقاتي، دعا إلى الوحدة، من أجل البدء في إنعاش اقتصاد البلاد المعطل.

### أغسطس 2021
في 4 أغسطس، احتشد عشرات اللبنانيين في العاصمة بيروت لإحياء الذكرى الأولى لانفجار مرفأ بيروت 2020. وردت أنباء عن إصابة ستة أشخاص على الأقل بجروح، حيث اشتبك المتظاهرون مع قوات الأمن بالقرب من البرلمان. قبل يوم واحد فقط من احتجاجات الذكرى السنوية، ألقت منظمة هيومن رايتس ووتش (HRW) باللوم على السلطات اللبنانية لعرقلة التحقيق في الانفجار، وفقاً لـ تي آر تي العالمية.
في غضون ذلك، خلال مؤتمر المانحين الدولي الذي عقد في الذكرى الأولى للانفجار الهائل في ميناء بيروت، ألقى الرئيس الفرنسي إيمانويل ماكرون باللوم على السياسيين اللبنانيين في الأزمة الاقتصادية في لبنان. كما طالب ماكرون بالدعم، مشيراً إلى أن جائحة مرص فيروس كورونا ترك اللبنانيين في حالة يرثى لها منها نقص الأدوية.
في 9 أغسطس، قُتل ثلاثة رجال في لبنان وسط توترات بشأن نقص الوقود. وبحسب بيان للجيش اللبناني، قُتل أحد الرجال في منطقة الضنية شمال لبنان خلال خلاف على الوقود، فيما قُتل الآخران في طرابلس. وأضافت الجزيرة، أن الأنباء في طرابلس أشارت إلى تصاعد الخلاف إلى حد إلقاء قنبلة يدوية بما في ذلك تبادل لإطلاق النار.
في 12 أغسطس، أغلق محتجون لبنانيون غاضبون الطرق في جميع أنحاء لبنان، بعد قرار البنك المركزي بإنهاء دعم الوقود. وأُصيب أحد المتظاهرين بجروح خطيرة في قرية الزهراني الجنوبية بعد أن دهسه سائق سيارة، بحسب شبكة إيه بي سي نيوز.
في 15 أغسطس، كشف الصليب الأحمر اللبناني عن انفجار صهريج وقود في عكار شمال لبنان، مما أسفر عن مقتل 20 شخصاً على الأقل. وأضاف الصليب الأحمر أن 79 شخصاً على الأقل أصيبوا في الانفجار الذي وقع في ساعة مبكرة من صباح الأحد. وأشارت تقارير من وكالة الأنباء الوطنية إلى أن الانفجار ناتج عن تفجير صهريج وقود استولى عليها الجيش. ويُعتقد أن أكثر من 200 شخص كانوا في مكان الحادث عندما وقع. وبحسب إذاعة دويتشه فيله، صرح وزير الصحة اللبناني حمد حسن بأن الحكومة ستتكفل بتوفير العلاج الطبي للمتضررين من الانفجار. وذكرت جمعية الهلال الأحمر الكويتي أن الكويت عرضت أيضاً رعاية علاج المصابين بحروق الانفجار.

### سبتمبر 2021
في 16 سبتمبر، صدر أمر اعتقال بحق وزير الأشغال العامة السابق يوسف فنيانوس، من قِبل قاضي التحقيق في انفجار بيروت 2020. وبحسب قناة الجزيرة، صدر الأمر بعد أن فشل فنيانوس في الحضور للاستجواب. كما اتهم القاضي البارز طارق بيطار ثلاثة من كبار المسؤولين الحكوميين السابقين إلى جانب فنيانوس بتعريضهم للخطر، مما أدى إلى مقتل أكثر من 200 شخص في انفجار بيروت.
في غضون ذلك، طالب الاتحاد الأوروبي بإصدار قرار في إطار الأمم المتحدة للنظر في الانفجار المدمر في ميناء بيروت. خلال التصويت، أيّد 571 من أصل 681 عضوًا في البرلمان الأوروبي القرار الذي يهدف إلى الموافقة على فرض عقوبات على المسؤولين اللبنانيين المتورطين في الفساد أو المسؤولين عن عرقلة التحقيق في الانفجار. كما حث الاتحاد الأوروبي على توزيع المساعدات الإنسانية مباشرة على الأشخاص الذين يحتاجون إلى المساعدة، بالنظر إلى سوء إدارة أموال الإغاثة المقدمة إلى لبنان في الماضي.

### أكتوبر 2021
في 14 أكتوبر 2021، طالبت مظاهرة في بيروت بقيادة حركة أمل وأعضاء حزب الله و‌تيار المردة المسيحي، باستقالة قاضي التحقيق في انفجار مرفأ بيروت 2020. وخلال الاحتجاج، بدأ قناصون من أسطح المنازل بإطلاق النار على المتظاهرين والمدنيين في الشوارع عشوائياً، ما أسفر عن مقتل 7 أشخاص وإصابة 32 آخرين. ثم اندلعت معركة بالأسلحة النارية بين الميليشيات الشيعية والقناصة. واتهم حزب الله القوات اللبنانية وهي جماعة سياسية مسيحية. ونفت الجماعة الاتهام وأدان زعيمها عمليات القتل. وشمل القتال بنادق هجومية و‌قذائف صاروخية. وقُتل بعض الضحايا برصاصة في الرأس بينهم امرأة قُتلت داخل منزلها.

## مقتل علاء أبو فخر
مساء يوم 12 نوفمبر، علاء أبو فخر،  مواطن لبناني، قُتل بالرصاص في خلدة في الاحتجاجات التي تلت ذلك. يبدو أن موت أبو فخر لم يكن مُستفزًا، لأنه كان غير مسلح ويحضر الاحتجاج مع زوجته وطفله. أصدر الجيش اللبناني بياناً قائلاً إن وفاته وقعت كحادث بعد أن أطلق جندي طلقات نارية بحتة بهدف فتح طريق لقافلة تابعة للجيش، وأنه تم إحالة الجندي إلى محكمة عسكرية لمحاكمته. ومع ذلك، خلال مراسم تشييع أبو فخر في اليوم التالي، أدعت زوجته، التي كانت حاضرة مع أبو فخر أثناء إطلاق النار، أنه قُتل على أيدي المخابرات العسكرية اللبنانية. في أول حالة وفاة مع تصاعد التوتر بعد أن أمر الرئيس المتظاهرين بالهجرة. ظهر شريط فيديو على وسائل التواصل الاجتماعي يظهر فيه رجل يرتدي ملابس مدنية يقود سيارة مدنية يطلقون النار على أبو فخر من مسافة قريبة.
كان أبو فخر عضواً في لجنة بلدية الشويفات ممثلاً للحزب الاشتراكي التقدمي اللبناني. ظهر وليد جنبلاط، زعيم الحزب، بين المحتجين للدعوة إلى الهدوء بعد تصاعد العداء تجاه الجيش اللبناني، وحثّ على أن «الدولة هي ملجأنا الوحيد وإلا سننزل إلى الفوضى». تسببت وفاة أبو فخر في زيادة كبيرة في النشاط الاحتجاجي، مع وقوع اشتباكات مع قوات الجيش والطرق الإضافية المتحصنة في الاحتجاجات. تم الاحتفال بوقائع الاحتجاج والشموع لأبو فخر في جميع أنحاء لبنان وحضرها الآلاف من المتظاهرين، الذين جاءوا ليروا أنه يرمز إلى شهيد للحركة الثورية. تلقت أسرة أبو فخر تعازيها لكل الفصائل السياسية اللبنانية تقريباً.
في 13 نوفمبر، أعلن الجيش اللبناني أن القاتل المشتبه به، وهو الملازم الأول شربل عجيل، قد أُحيل إلى القضاء العسكري في انتظار المحاكمة بعد انتهاء عملية الاستجواب التي قام بها الجيش. أُقيمت مسيرة جنازة ضخمة في المساء مع عشرات الآلاف من الحضور، مع نعش أبو فخر في جميع أنحاء بيروت.
في 21 نوفمبر، أعلن الجيش اللبناني أن الضابط الأول شربل عجيل قد اتُهم بقتل علاء أبو فخر. العقيد في الموقع، نضال ضو، تلقى أيضاً تهم غير محددة. زعمت المصادر أن ضو وأبو فخر كانا على علم قبل القتل، مما يدل على وجود دافع شخصي. تم تحديد موعد التحقيق في 25 نوفمبر.

## التحليل وردود الفعل

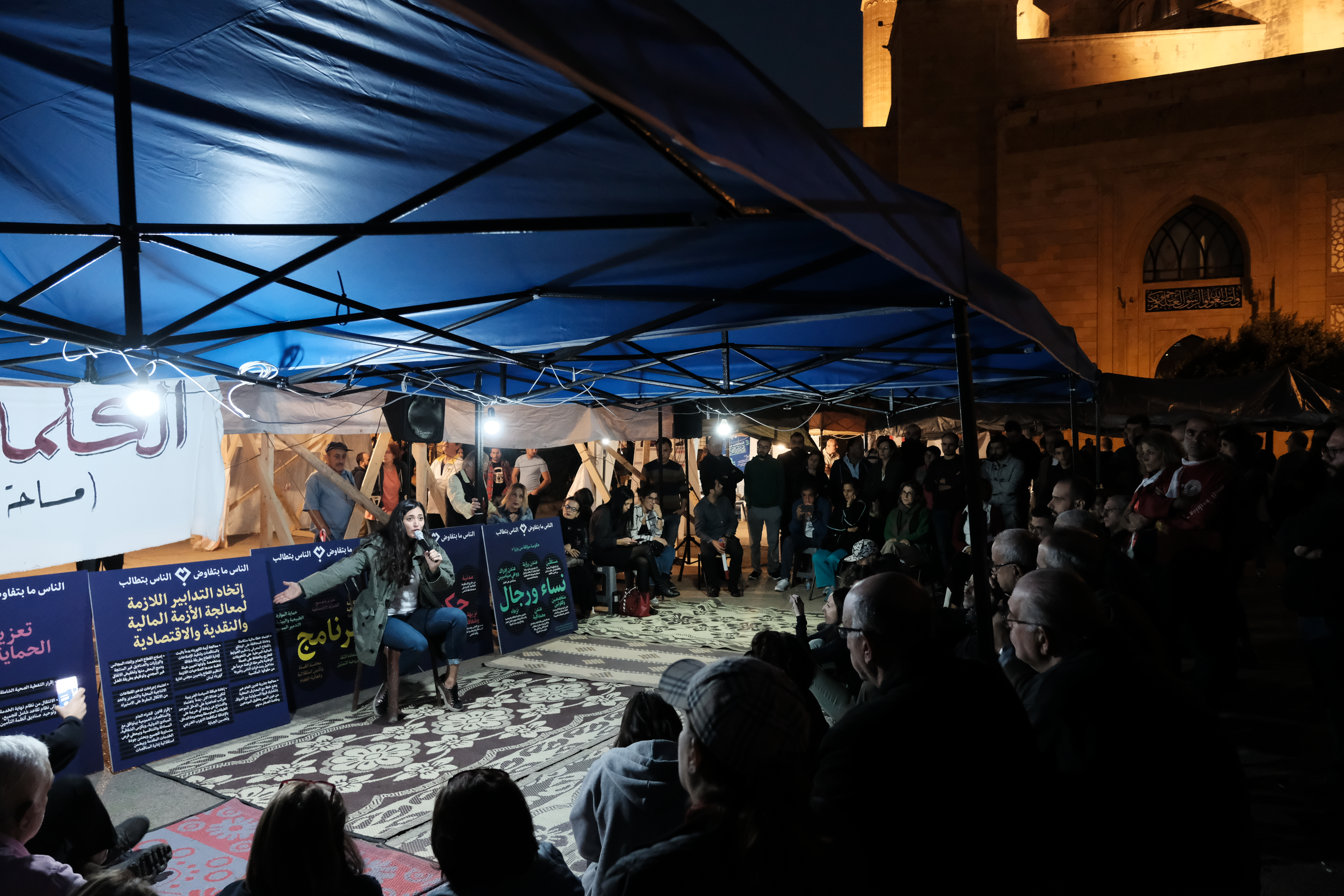
خيمة نقاش في ساحة الشهداء في بيروت تناقش السياسة الاقتصادية، تستضيفها بيروت مدينتي.

جادلت لينا الخطيب من قناة الجزيرة الإنجليزية أنه على عكس ثورة الأرز في عام 2005، والتي تم فيها دعم الجوانب الرئيسية للصراع السياسي مع الأحزاب السياسية والانقسام الاجتماعي والديني بين المسلمين السنة والشيعة في لبنان، الاحتجاجات اللبنانية 2015 بدأت تشمل انتقادات للقادة داخل المجتمع المناهض لحزب الله. قالت إن احتجاجات 2019 تجاوزت هذا الانقسام الاجتماعي، قائلة إنها كانت «جزءاً من حركة شعبية حقيقية لم يوجهها أي حزب سياسي ... عبر الطوائف بمعنى أوسع من تلك الموجودة في عام 2015 ... ويجري في جميع أنحاء لبنان، وليس فقط في بيروت». اعتبرت الخطيب الاحتجاجات بمثابة «تهديد وجودي» لـ «الحكومة اللبنانية والنخبة السياسية» و«الثورة». وفسرت طبيعة الاحتجاجات على مستوى المجتمع لعام 2019 بأنها «بذرة» في الاحتجاجات اللبنانية 2015.

### ردود الفعل الدولية

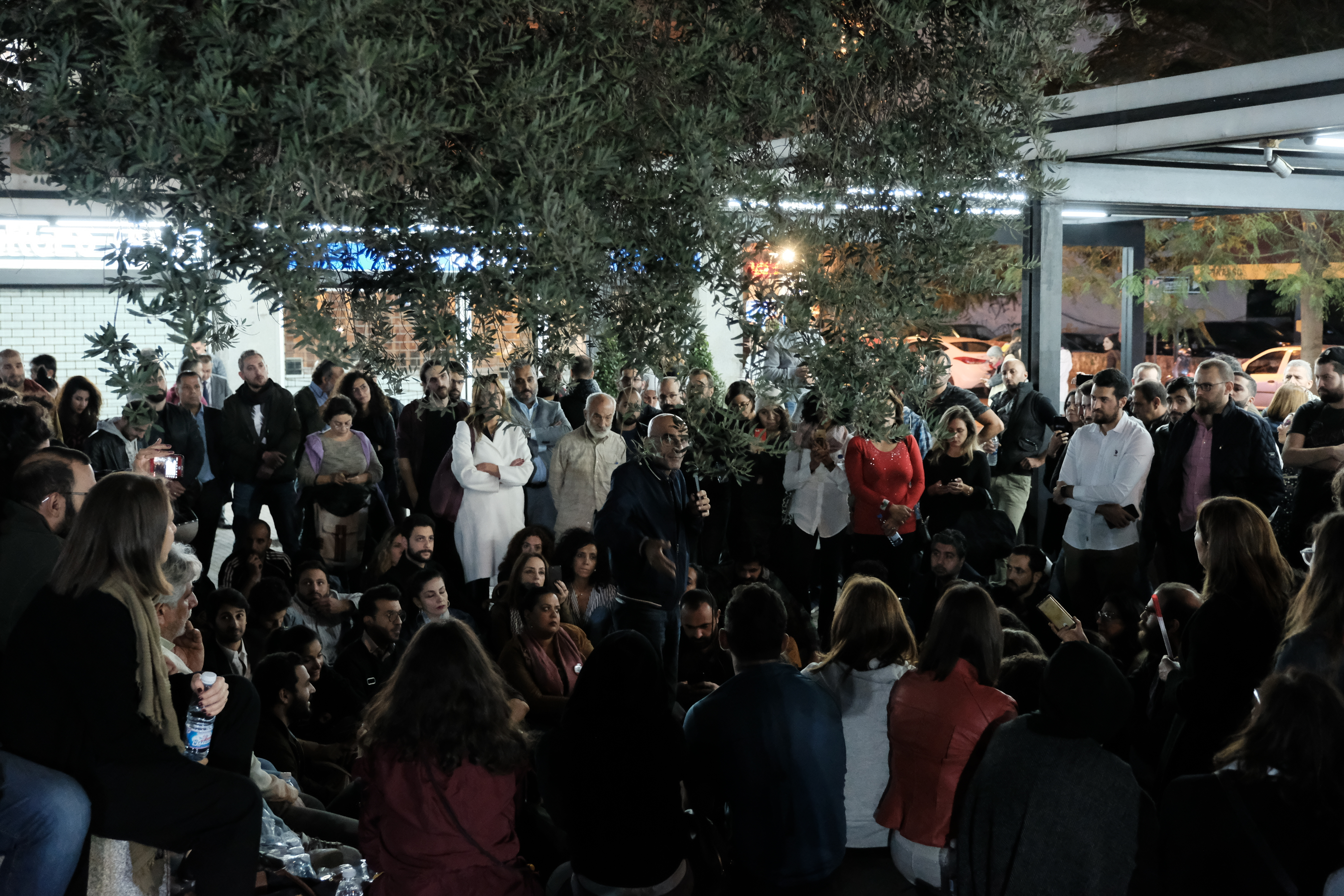
الصحفي الاستقصائي محمد زبيب يلقي محاضرة عن تقاريره حول فساد القطاع العام في بيروت، 28 تشرين الثاني 2019.

- وزير الخارجية الأمريكي مايك بومبيو: «الشعبان العراقي واللبناني يريدان عودة بلديهما. يكتشفان أن أهم صادرات النظام الإيراني هي الفساد، متنكّر بشكل سيئ كثورة. العراق ولبنان يستحقان وضع مساقاتهما الخاصة خالية من تدخل خامنئي».[632]

- السيناتور الأمريكية إليزابيث وارن: «أنا أؤيد الشعب اللبناني الذي يحتج ويطالب حكومته برعاية كل شعبه، وليس فقط الأغنياء والأقوياء».[633]
- السيناتور الأمريكي بيرني ساندرز: «الربيع العربي صعد لمحاربة الفساد والقمع وعدم المساواة والتقشف. وتُبيّن احتجاجات لبنان والعراق أن هذه الروح لا تزال حيّة للغاية».[634]
- المرشد الأعلى الإيراني علي خامنئي: «الناس لديهم مطالب لها ما يبررها، ولكن يجب أن يعرفوا أن مطالبهم لا يمكن الوفاء بها إلا ضمن الهيكل القانوني والإطار القانوني لبلدهم».[635]
- المتحدث باسم الشؤون العالمية الكندية باربرا هارفي: «تدعو كندا جميع الأطراف والقادة اللبنانيين إلى نبذ العنف وتشجيع الانتقال السلمي وفي الوقت المناسب إلى حكومة جديدة تحترم إرادة الشعب اللبناني وتستجيب لها».[636]
- وزير الخارجية الفرنسي جان إيف لودريان: «استقالة الحريري تُعقّد الأزمة اللبنانية. يجب حماية الاستقرار المؤسسي والوحدة الوطنية إلى جانب الاستماع إلى مطالب المواطنين».[637] كما اقترحت فرنسا قائمة شاملة بالإصلاحات التي تضغط على لبنان لتنفيذها قبل عام 2021 من أجل الحصول على مساعدات دولية.[638]

## الأثر
على الرغم من انحسار الفوضى الأهلية عند تشكيل الحكومة اللبنانية في سبتمبر 2021، استمرت البلاد في مواجهة الصعوبات الاقتصادية والمدنية. انهار سوق الطاقة اللبناني عمليا بسبب نقص الوقود، وفي 9 أكتوبر، سقطت البلاد في انقطاع التيار الكهربائي لمدة 24 ساعة، مع نفاد الوقود من محطات الطاقة.
تدهور الوضع الأمني في 14 أكتوبر، مع اندلاع اشتباكات بين المسلحين في بيروت بين معسكر الموالين لحزب الله والمعارضين، أسفرت عن سقوط 6 قتلى. واندلع العنف خلال احتجاج نظمه حزب الله وحلفاؤه ضد القاضي الرئيسي الذي يحقق في تفجير 2020 في ميناء بيروت. وكان مكان الاشتباكات قصر العدل الواقع على طول خط المواجهة السابق بين المناطق الشيعية والمسيحية.
بحلول يناير 2022، أفادت بي بي سي نيوز أن الأزمة في لبنان قد تعمقت أكثر، مع انخفاض قيمة الليرة اللبنانية ومن المتوقع تأجيل الانتخابات العامة المقررة إلى أجل غير مسمى. في نفس الشهر، كان هناك إضراب عام في جميع أنحاء البلاد من قِبل نقابات النقل العام والعمالية.

## معرض الصور

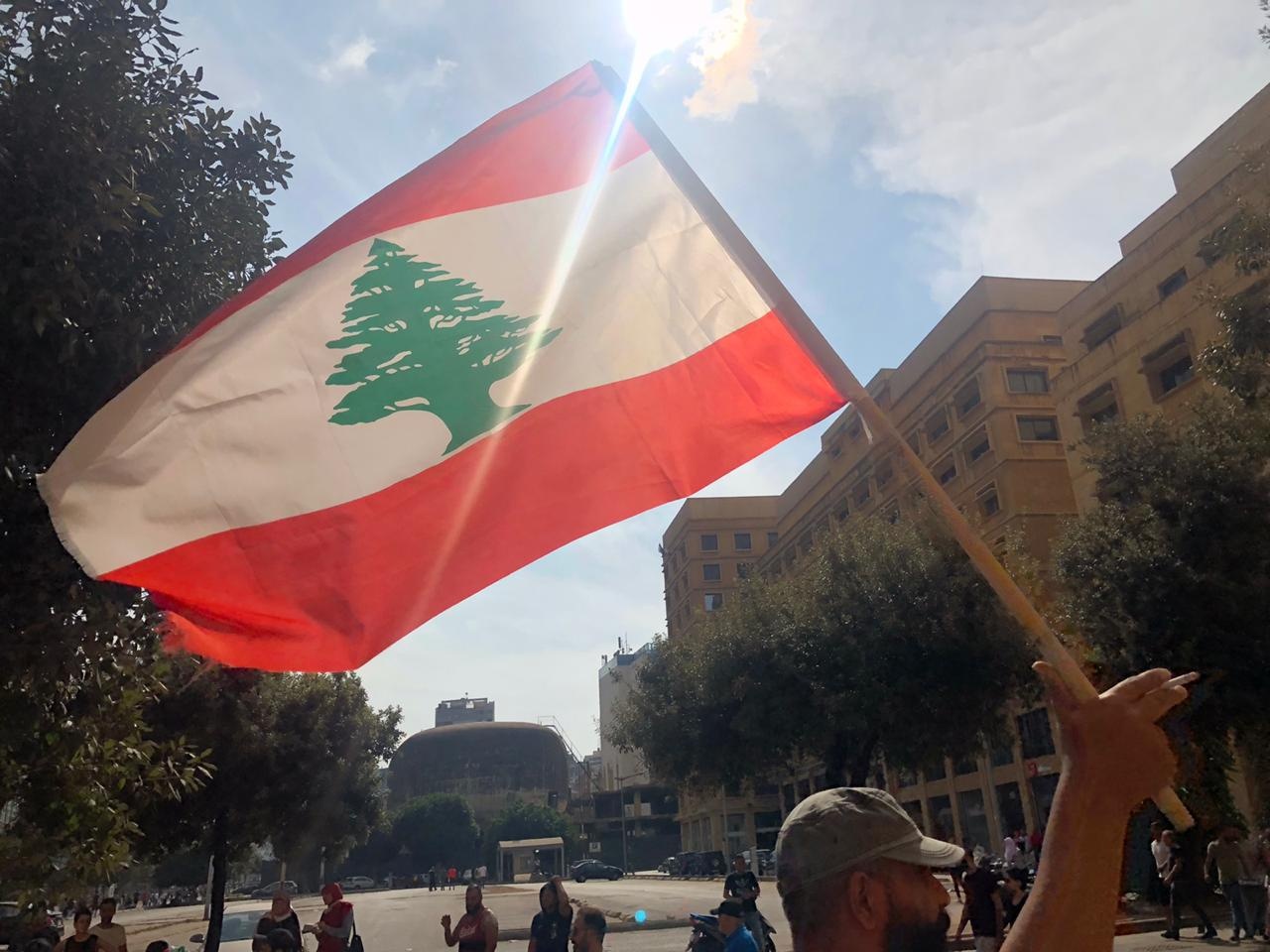
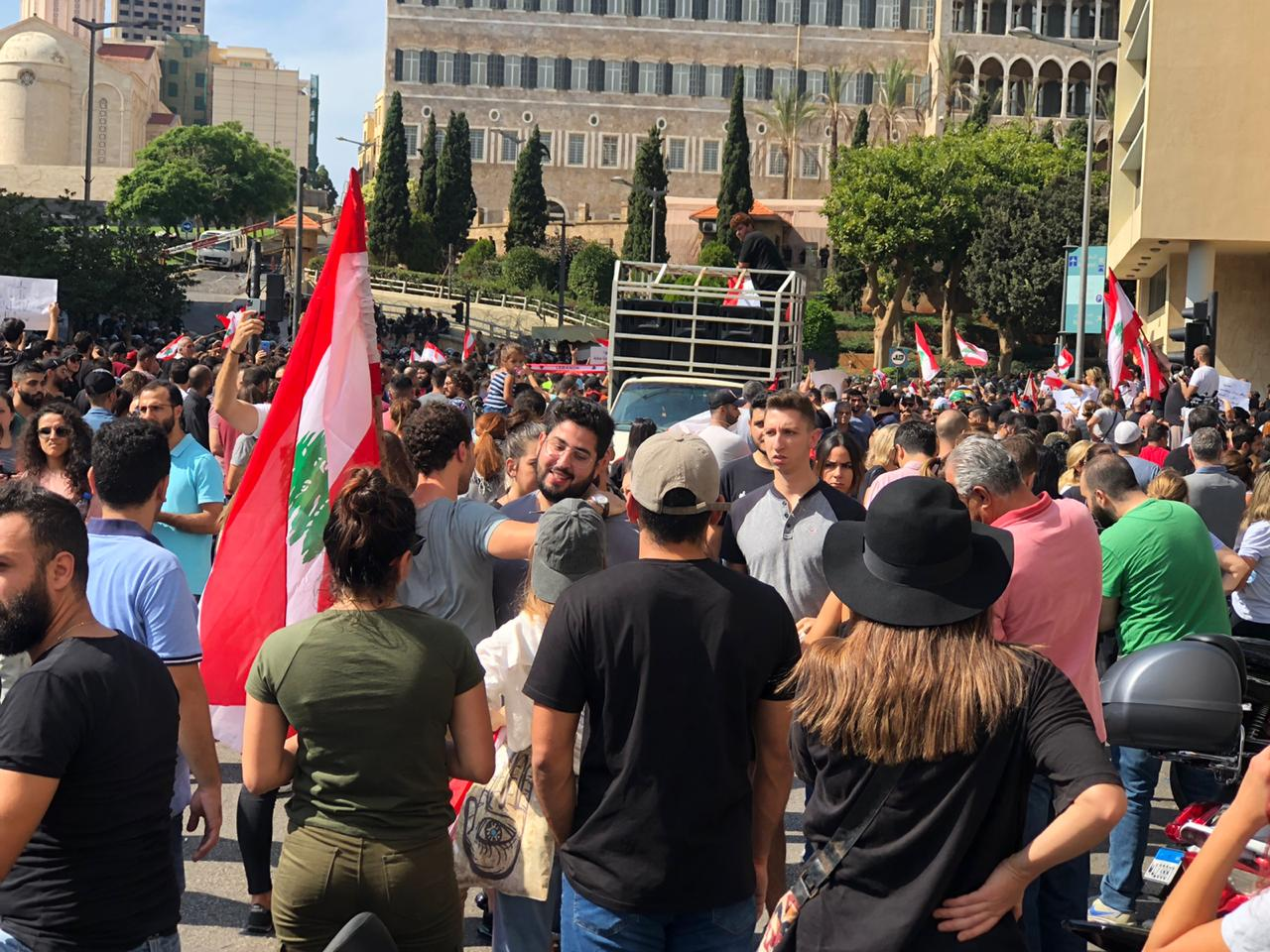
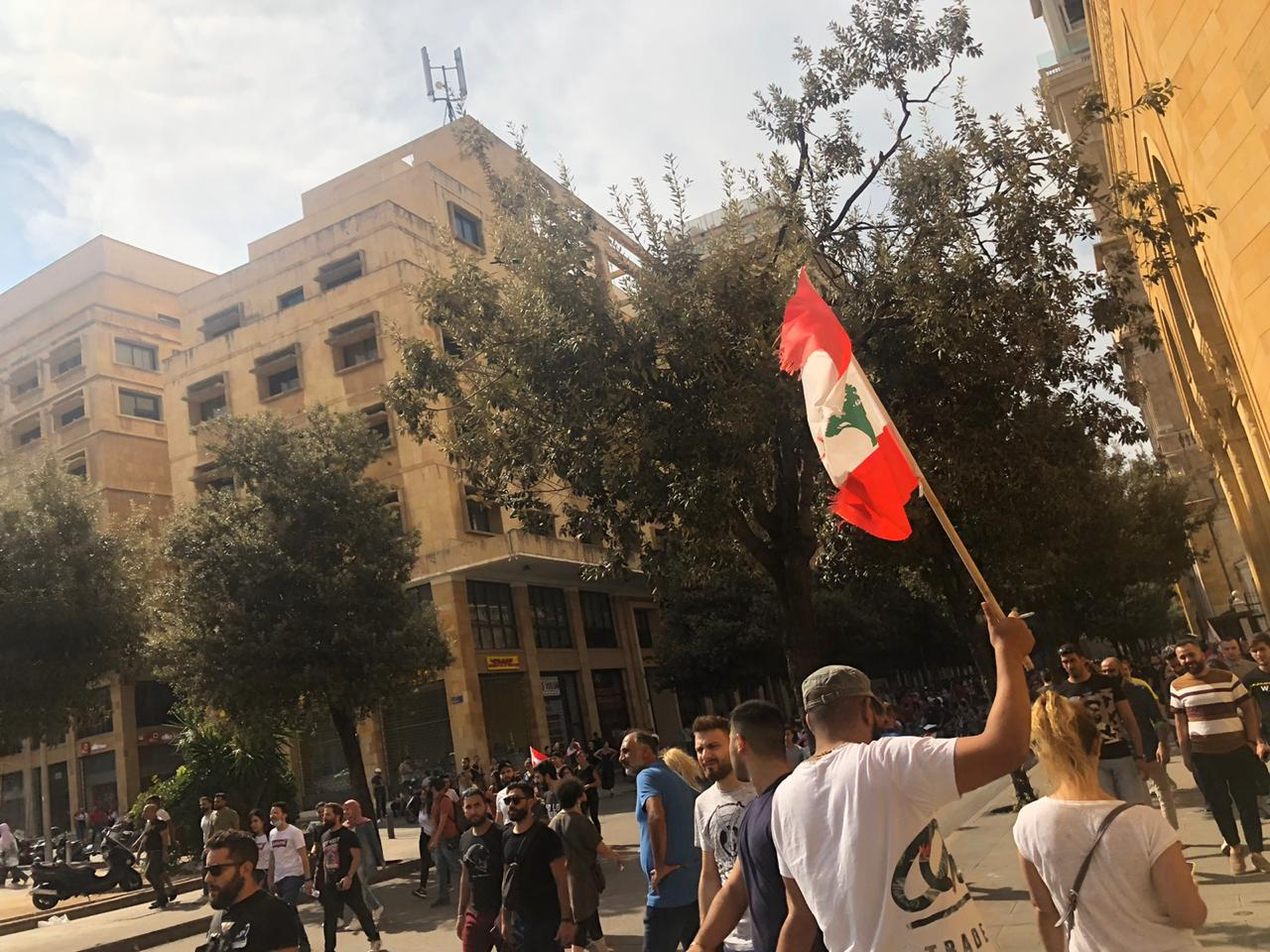
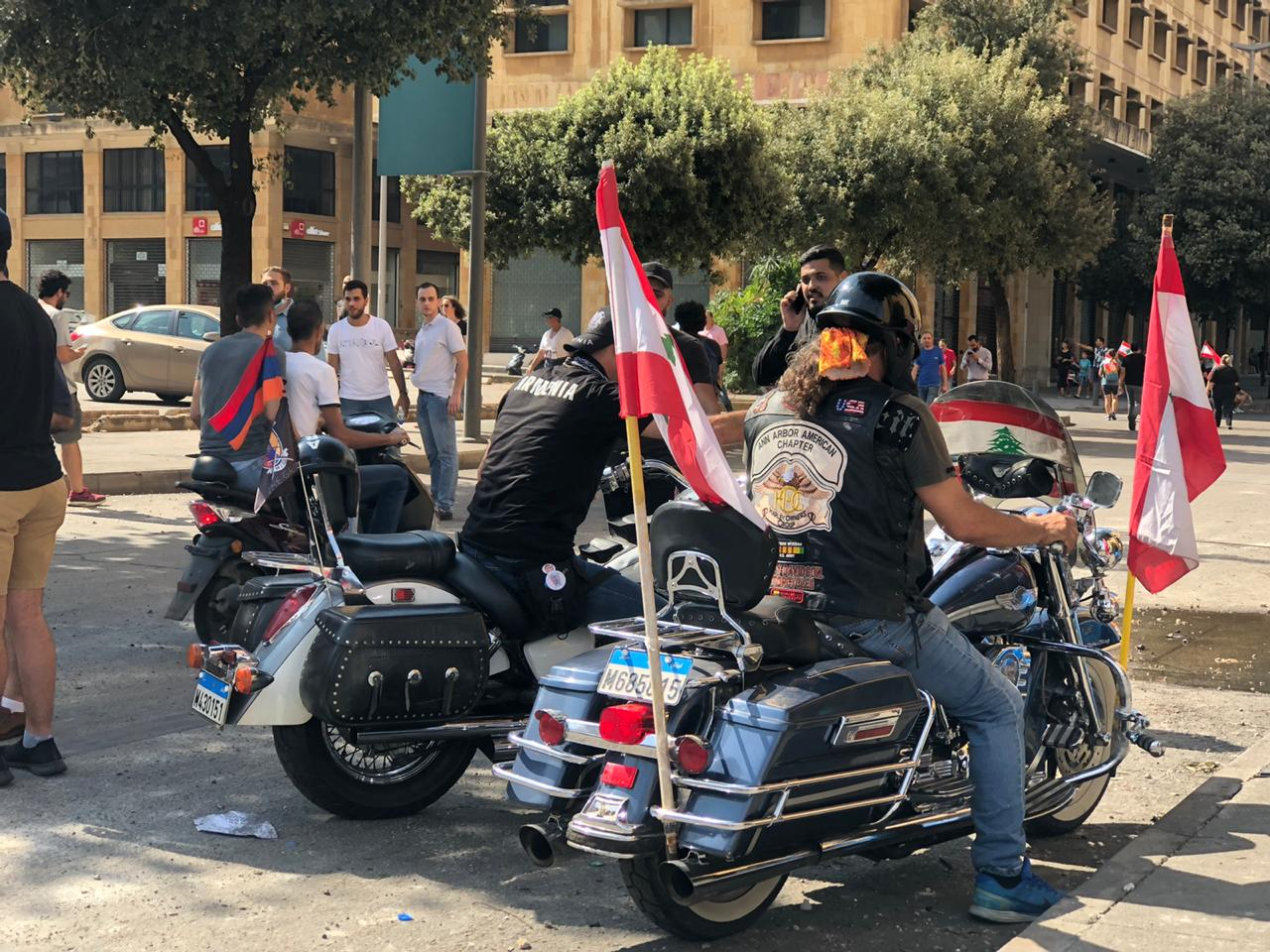
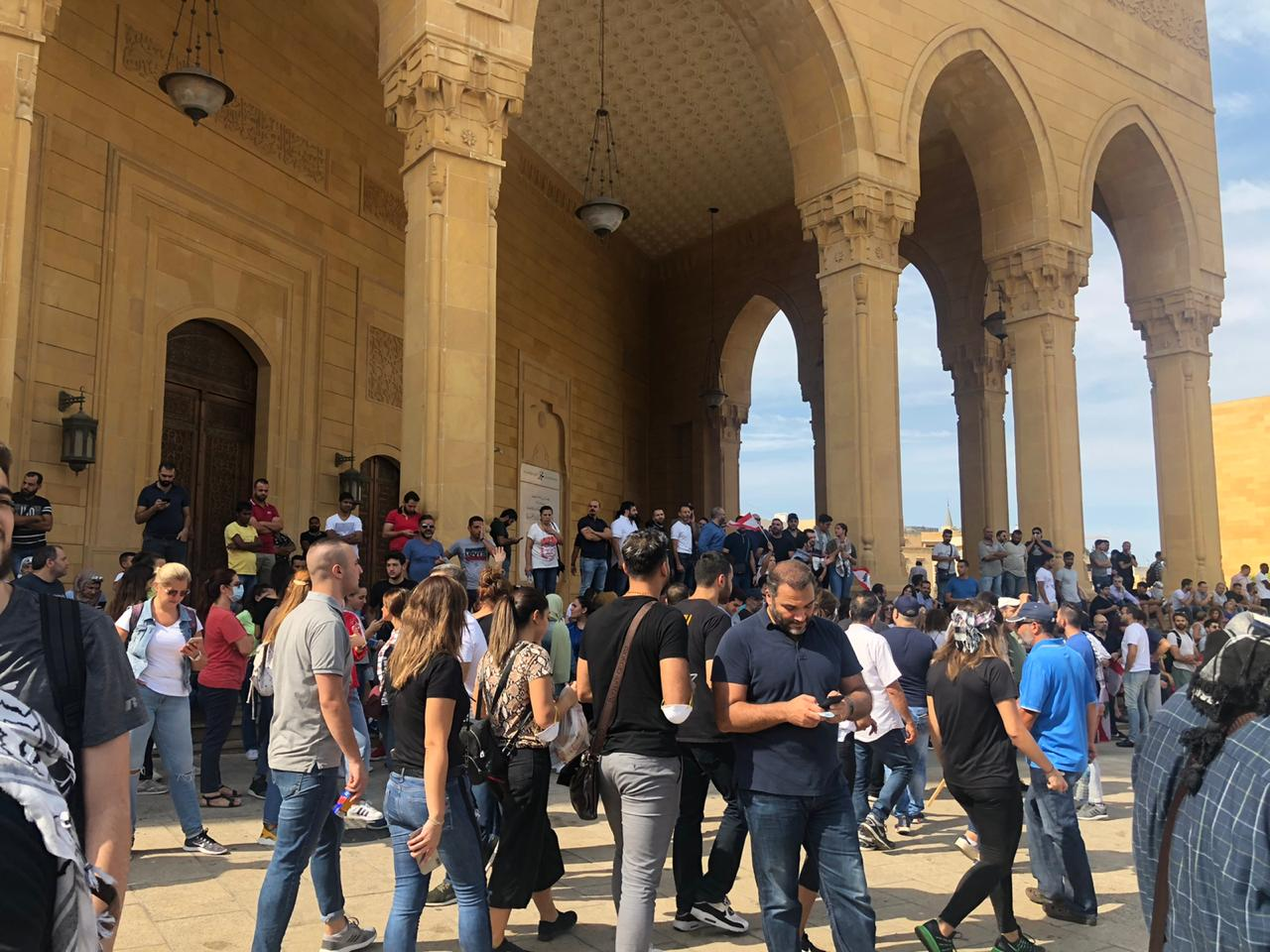
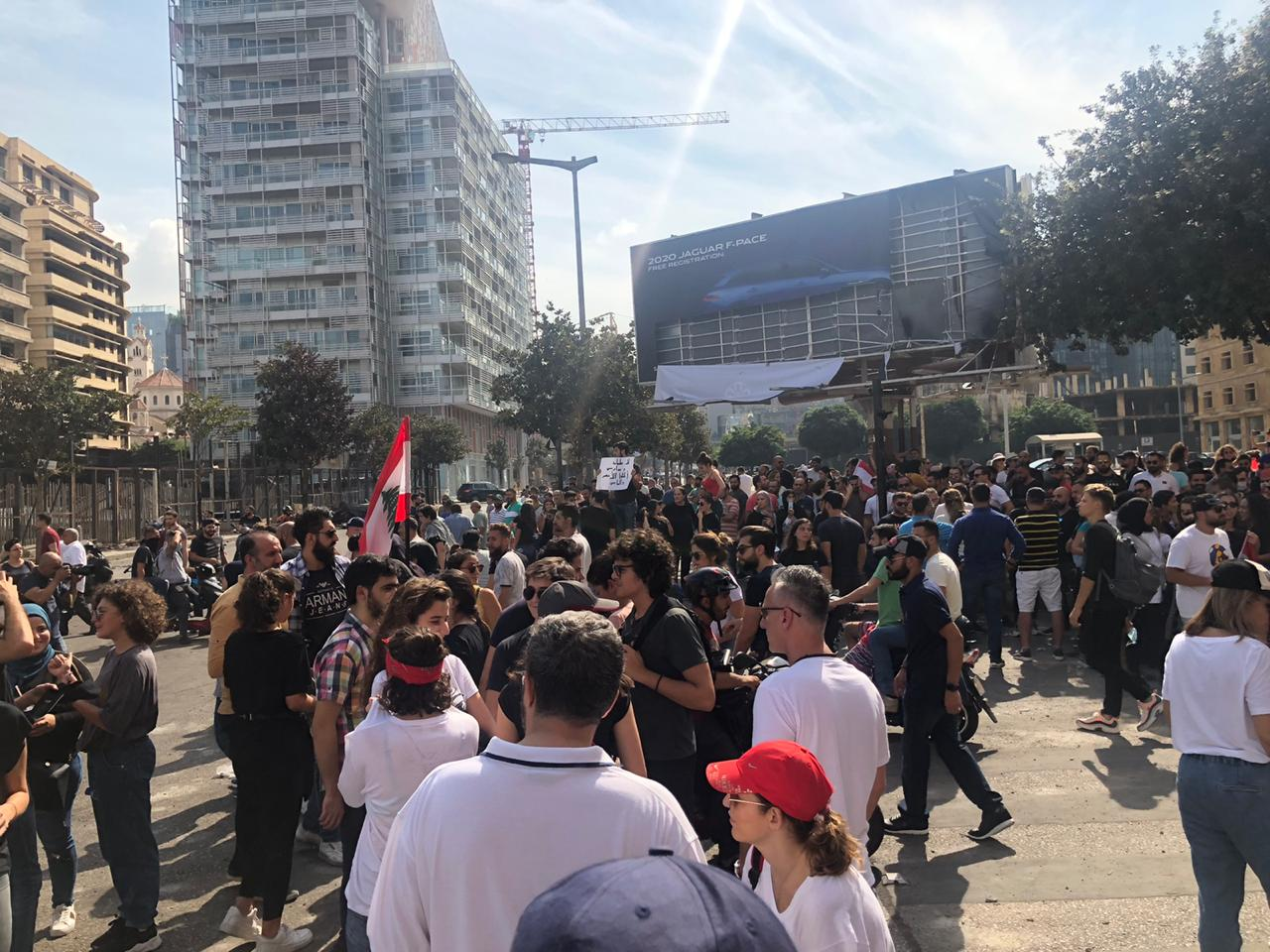
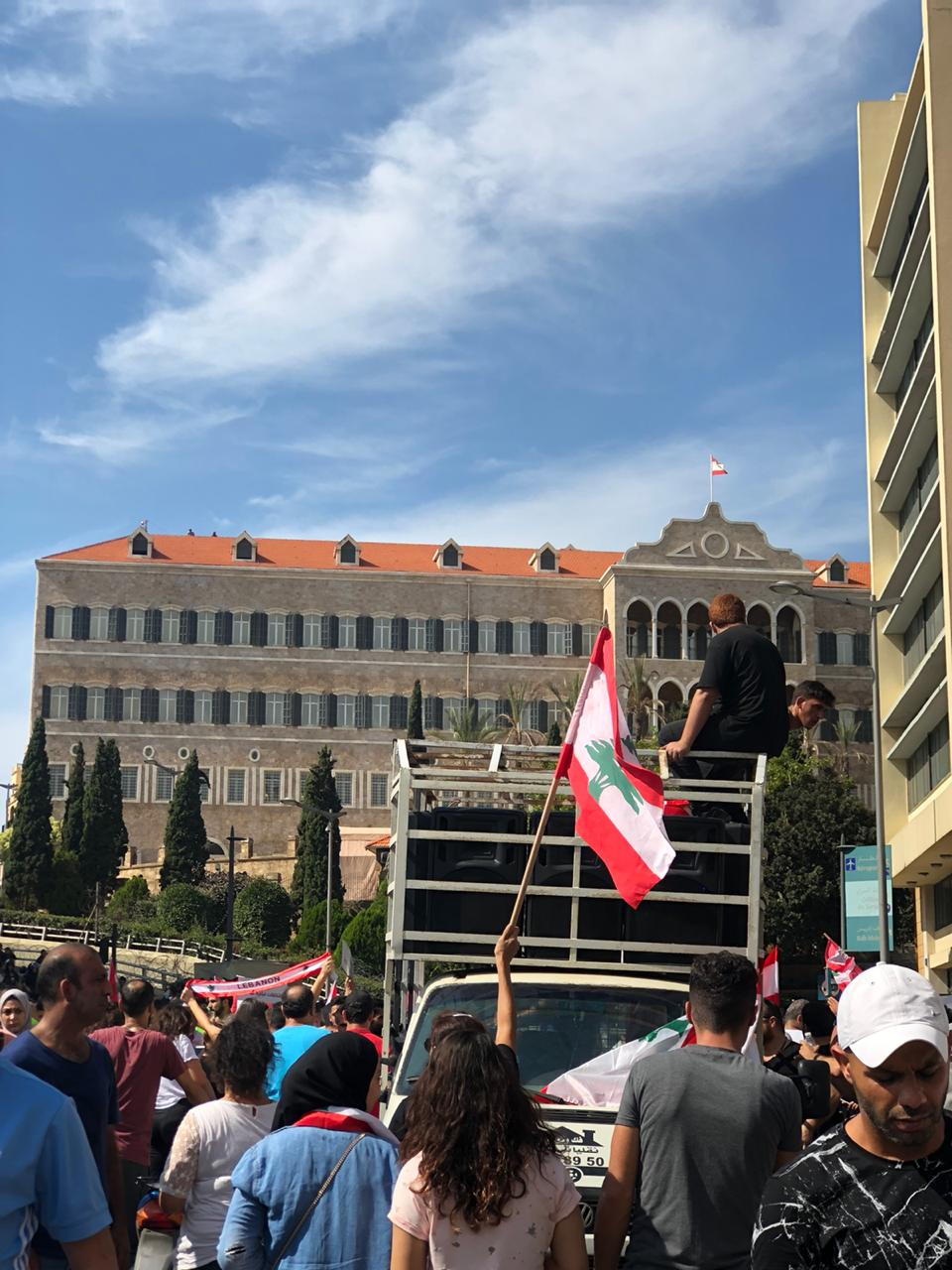
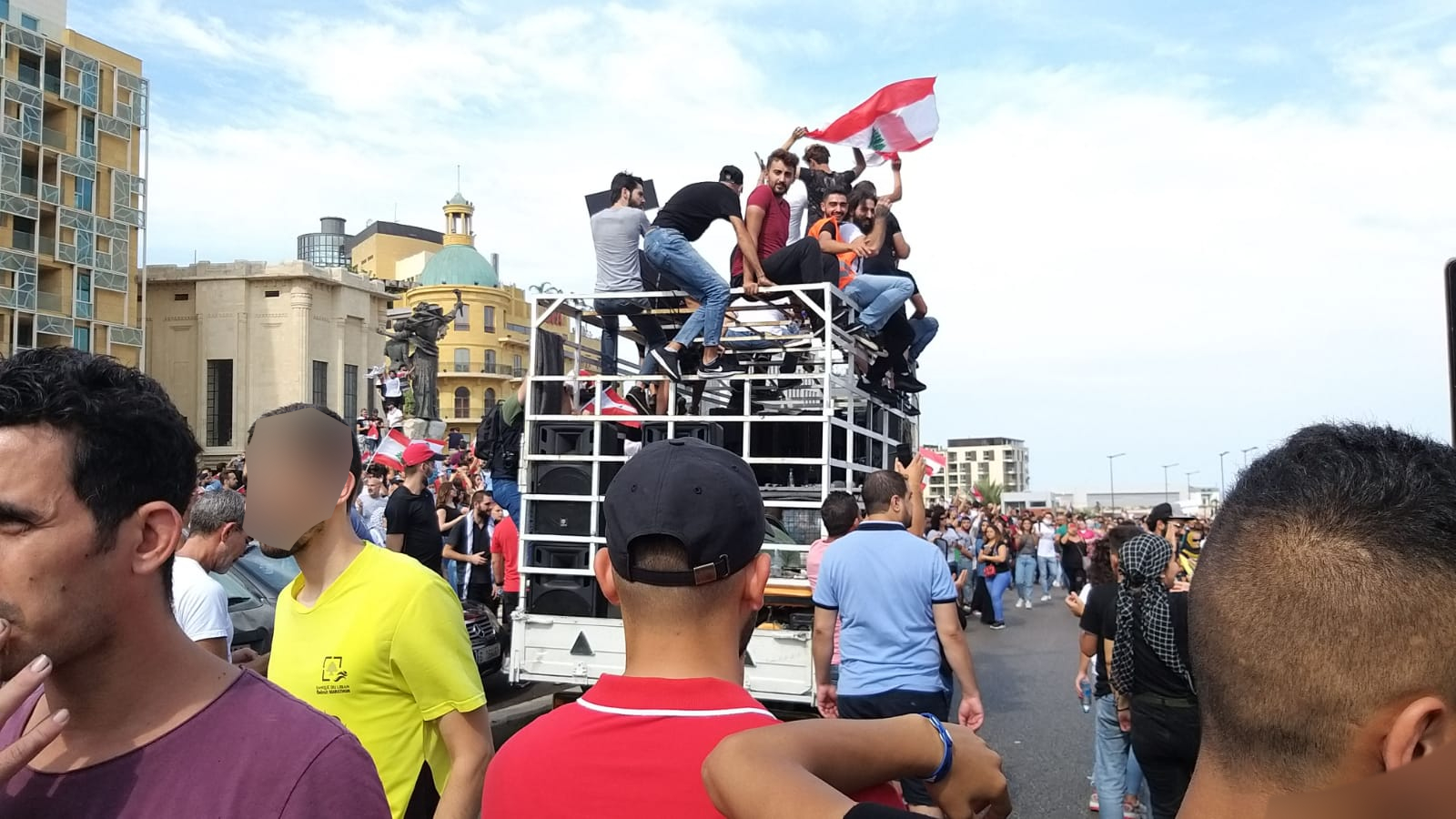
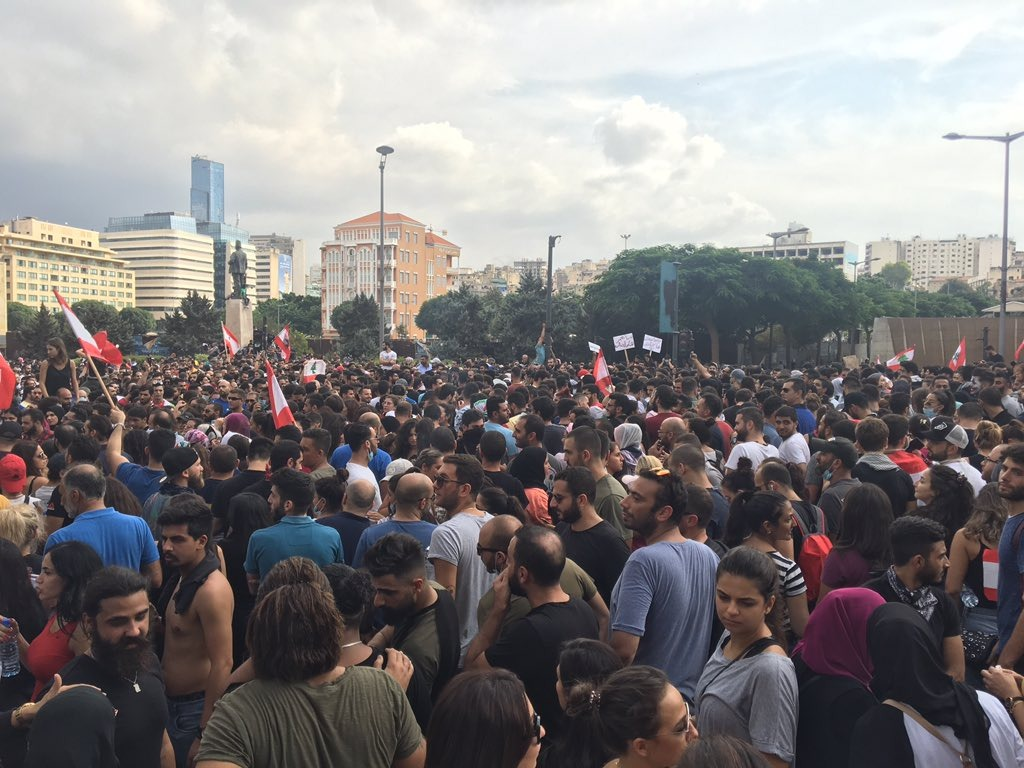
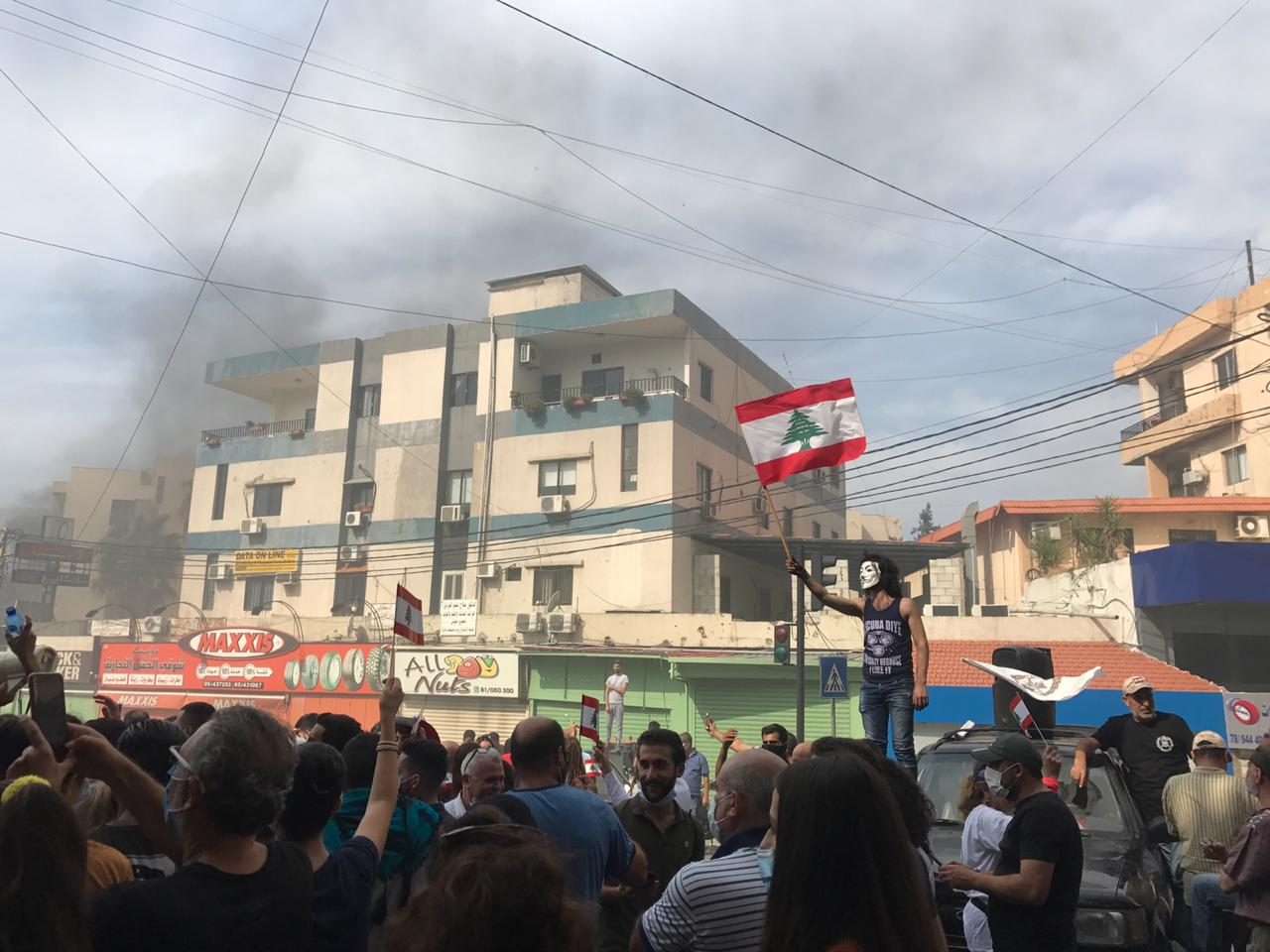
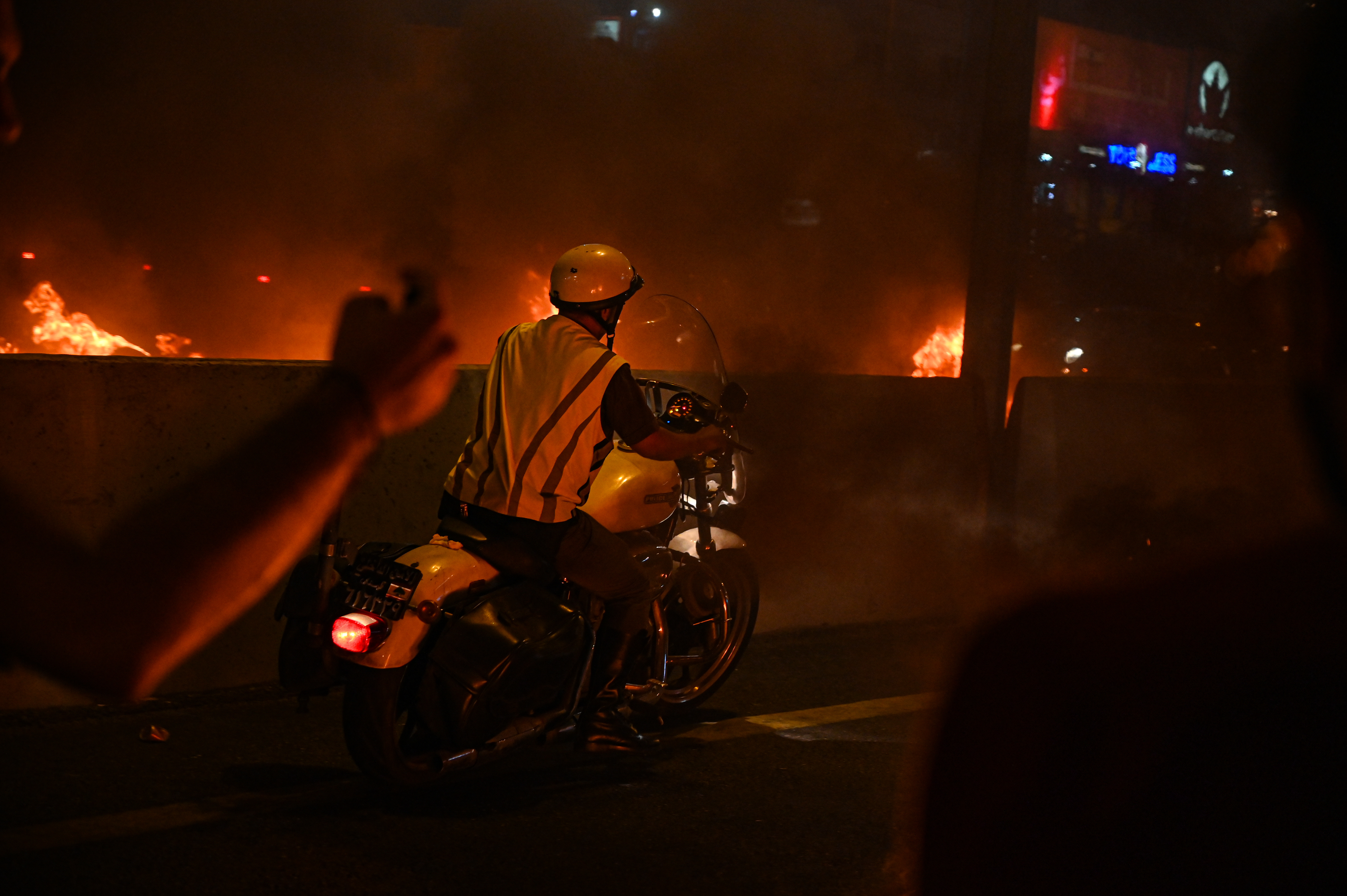